# Civaux

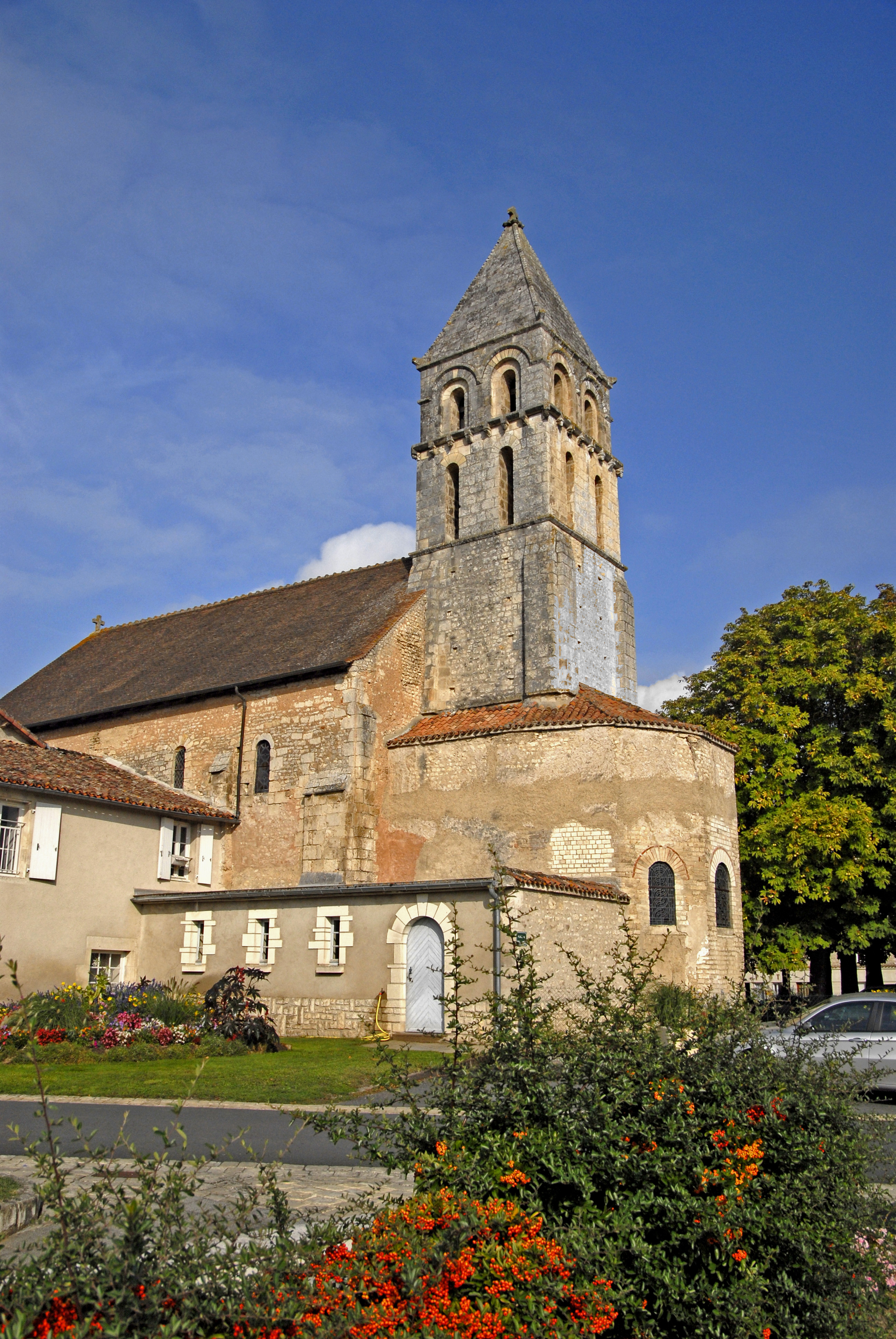
Civaux, Pfarrkirche St.-Gervais und St.-Protais, mit merowingischem Chor

Civaux ist eine französische Gemeinde mit 1205 Einwohnern (Stand 1. Januar 2022) im Südosten des Départements  Vienne in der Region Nouvelle-Aquitaine, etwa 30 Kilometer südöstlich von Poitiers und 15 Kilometer südlich von Chauvigny, unmittelbar am Ufer der Vienne. Bekannt ist Civaux besonders für seine ehemals ausgedehnte merowingische Nekropole, seine frühromanische Pfarrkirche mit ihrem Vorgänger, einem gallo-römischen Sanktuarium und das in den 1990er Jahren errichtete Kernkraftwerk Civaux.
Civaux war langfristig ein kulturelles und religiöses gallo-römisches Zentrum und bestand aus der Villa de la Croche, einer landwirtschaftlichen Domäne, einer großen aristokratischen Residenz, einem antiken Theater für etwa 3000 Zuschauer, einem gallo-römischen vermutlich doppelten Sanktuarium (fanum), einem weiteren kleineren fanum und zwei Grabfeldern, ergänzt durch Einrichtungen des Handwerks und der Landwirtschaft.

## Geschichte
Die historische Landschaft, genannt Val de Civaux, erstreckt sich zu beiden Seiten der Vienne auf einem Streifen Land von etwa einem Dutzend Kilometern zwischen den Orten Salles-en-Toulon im Norden und Lussac-les-Châteaux im Süden. Civaux ist das Zentrum, dessen Geschichte aber auch die angrenzenden Gemeinden von Lussac und Mazerolles im Süden und Valdivienne im Norden tangiert.

### Prähistorie

#### Frühe Ursprünge
Reichliche Funde bearbeiteter Steine und Knochen datierend aus dem Acheuléen (zwischen 500.000 und 300.000 Jahre v. Chr.), dem Moustérien (zwischen 300.000 und 30.000 Jahre v. Chr.) und dem Magdalénien (20.000 bis 10.000 Jahre v. Chr.) in den Sandgruben von Civaux und den umliegenden Gemeinden, aber auch in Höhlen und unter Abris (Felsüberhängen) deuten auf eine sehr frühe menschliche Besiedelung der Gegend.

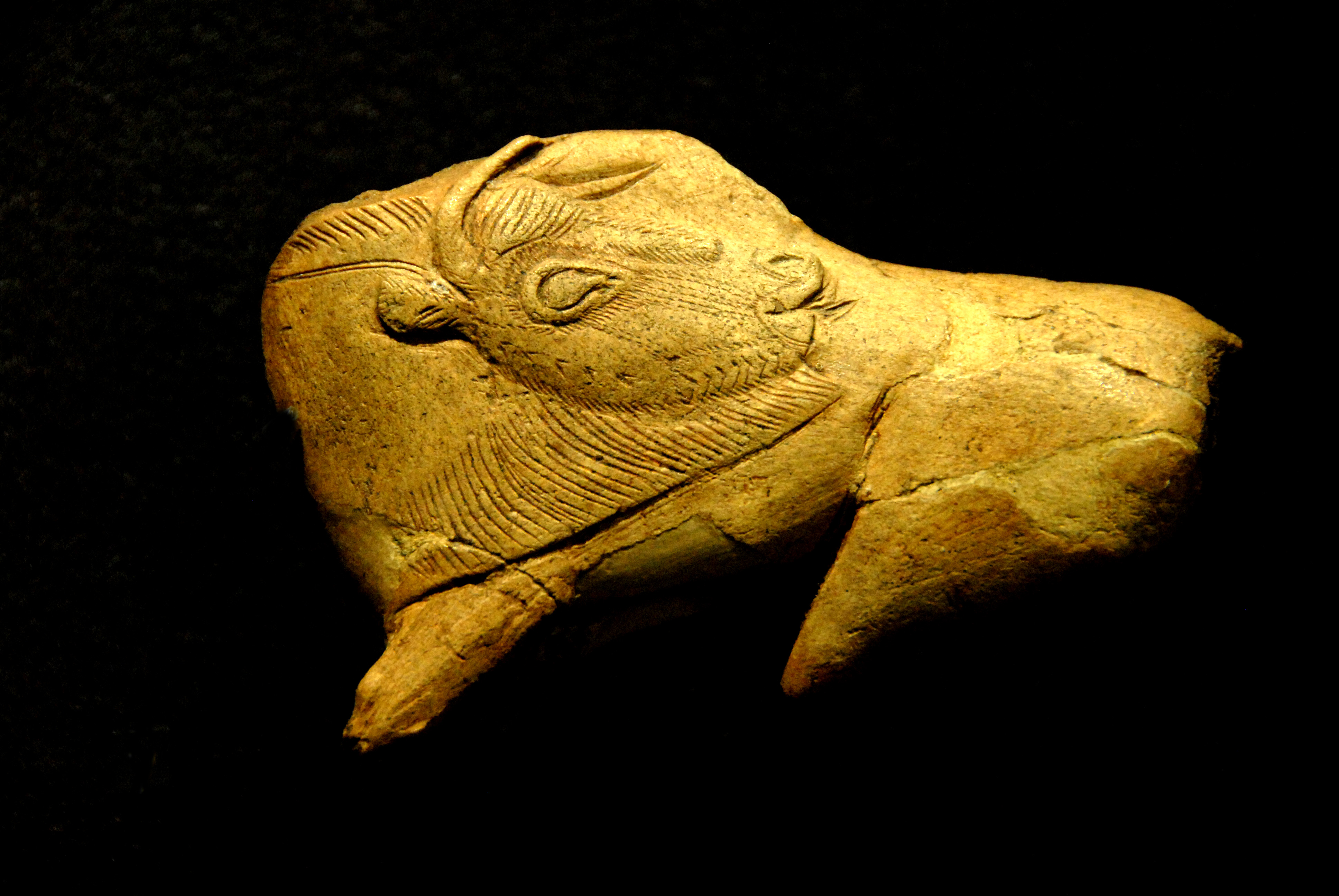
Steppenwisent aus Rentiergeweih, zehn Zentimeter, Fundort La Madeleine

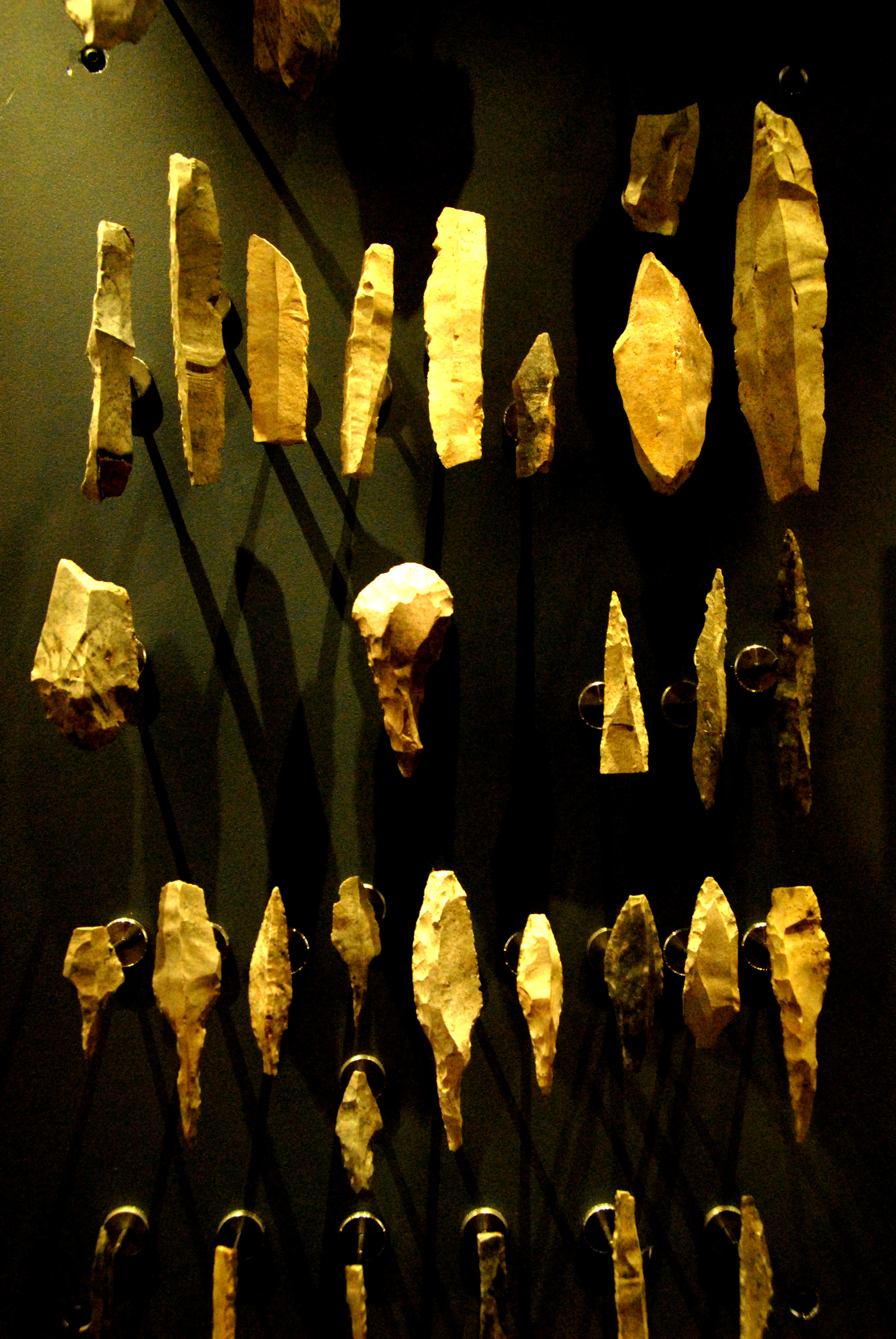
Pfeilspitzen und Messer

Um 15.000 v. Chr., im Magdalénien, wohnten beidseitig der Vienne Menschen mit einer künstlerisch außergewöhnlichen Produktion von Artefakten. In der Höhle von La Marche bei Lussac wurden mehr als 500 Gravuren auf beweglichen Medien gefunden. Es handelt sich um große Scheiben, Plaketten oder einfache Rollen, auf denen sich realistische Darstellungen von Bären, Steppenbisons (Bison priscus), Hirschen, Katzen Mammuts, Pferden, Rentieren und Steinböcken finden.
In der Höhle von Fadets, 800 m von der vorherigen, wurden etwa 170 gebrannte Platten gefunden, darunter eine mit der Darstellung eines Menschen von großer Präzision. Weitere Fundstätten aus dieser Zeit waren die Grotte von Marche (Darstellungen eines Mammut, eines Pferdes und sexuelle Motive), die Höhle von Loubressac (stilisierter Bison), die Höhle von Bois-Ragot bei Gouex (reichliche Funde, wie eine Harpune aus Rentiergeweih, Gravuren auf einem Rippenfragment, zwei Köpfe von Rindern und eine kleine Katze).

#### Neolithikum und Kupferzeit
In Westeuropa begann das Neolithikum (Jungsteinzeit) gegen 6000 v. Chr. und ab 5000 v. Chr. hatte sich die Landwirtschaft im Tal der Vienne weit entwickelt. Dafür könnte ein hohes Bevölkerungswachstum verantwortlich gewesen sein. Die Menschen lebten in Dörfern mit Häusern aus Holz und Lehm, deren archäologische Spuren allerdings sehr gering sind. Neben der Viehhaltung, von Schafen und Rindern, war der Anbau von Weizen und Gerste erfolgreich. Tonwaren dienten zur Vorratshaltung und zum Garen von Lebensmitteln. Durch die Bearbeitung von Stein, insbesondere das Schleifen der Oberflächen, konnte die Qualität von Werkzeugen verbessert werden.

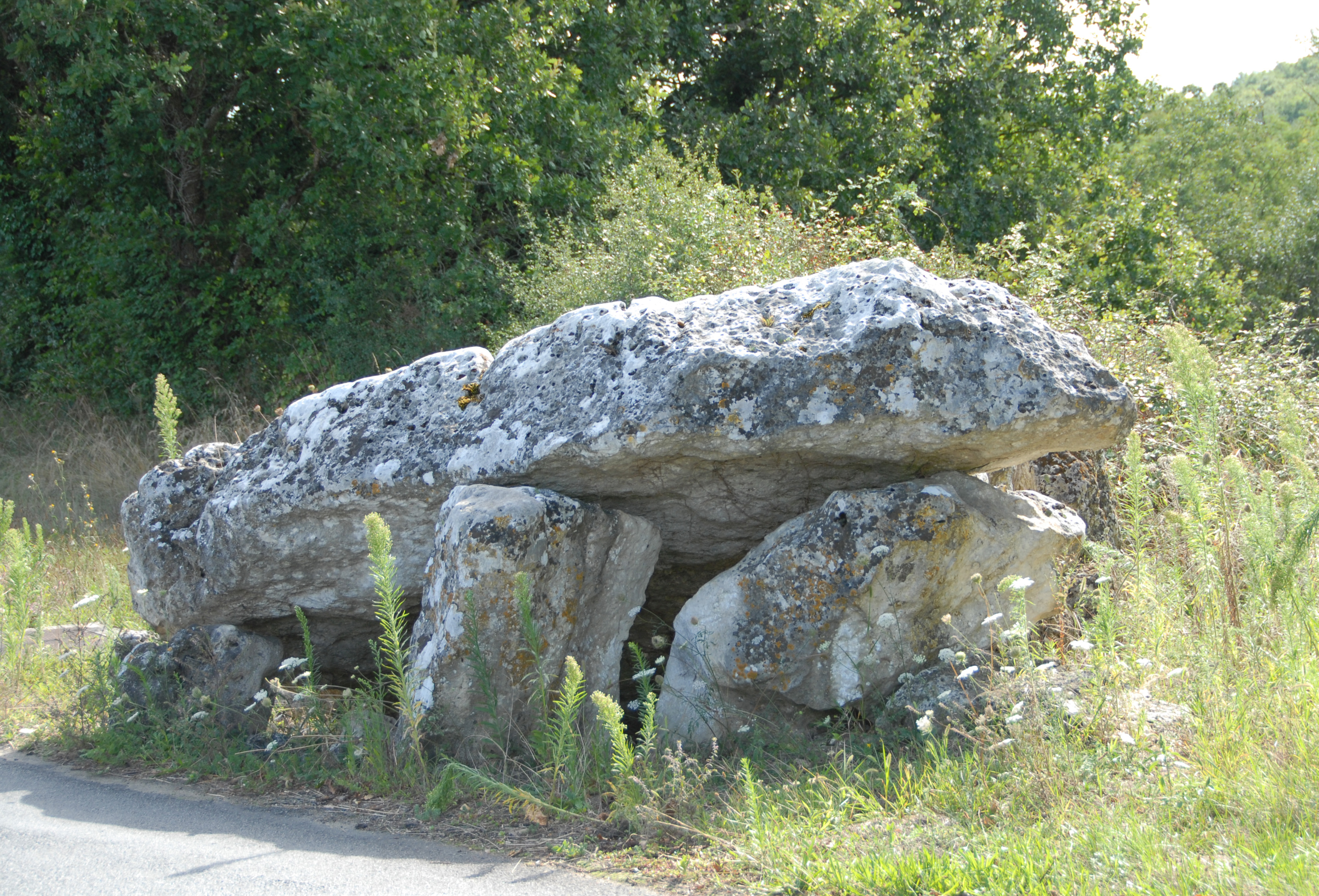
Dolmen von Loubressac

In den Gräbern von Goumoisière, in Saint-Martin-la-Rivière, sind kürzlich die ersten Spuren der lokalen Jungsteinzeit aufgetaucht. Von circa 4500 v. Chr. stammten rätselhafte Öfen aus beheizten Steinen, die in Claireaux nördlich von Civaux entdeckt worden sind. Sechs große längliche Eintiefungen, 8 m lang und 1 m breit und etwa drei weitere, mehr oder weniger ovale, enthielten ein Sediment von Kohle und große Mengen von Kieselsteinen, die im Feuer explodiert waren. Ihre Bedeutung ist ungeklärt.

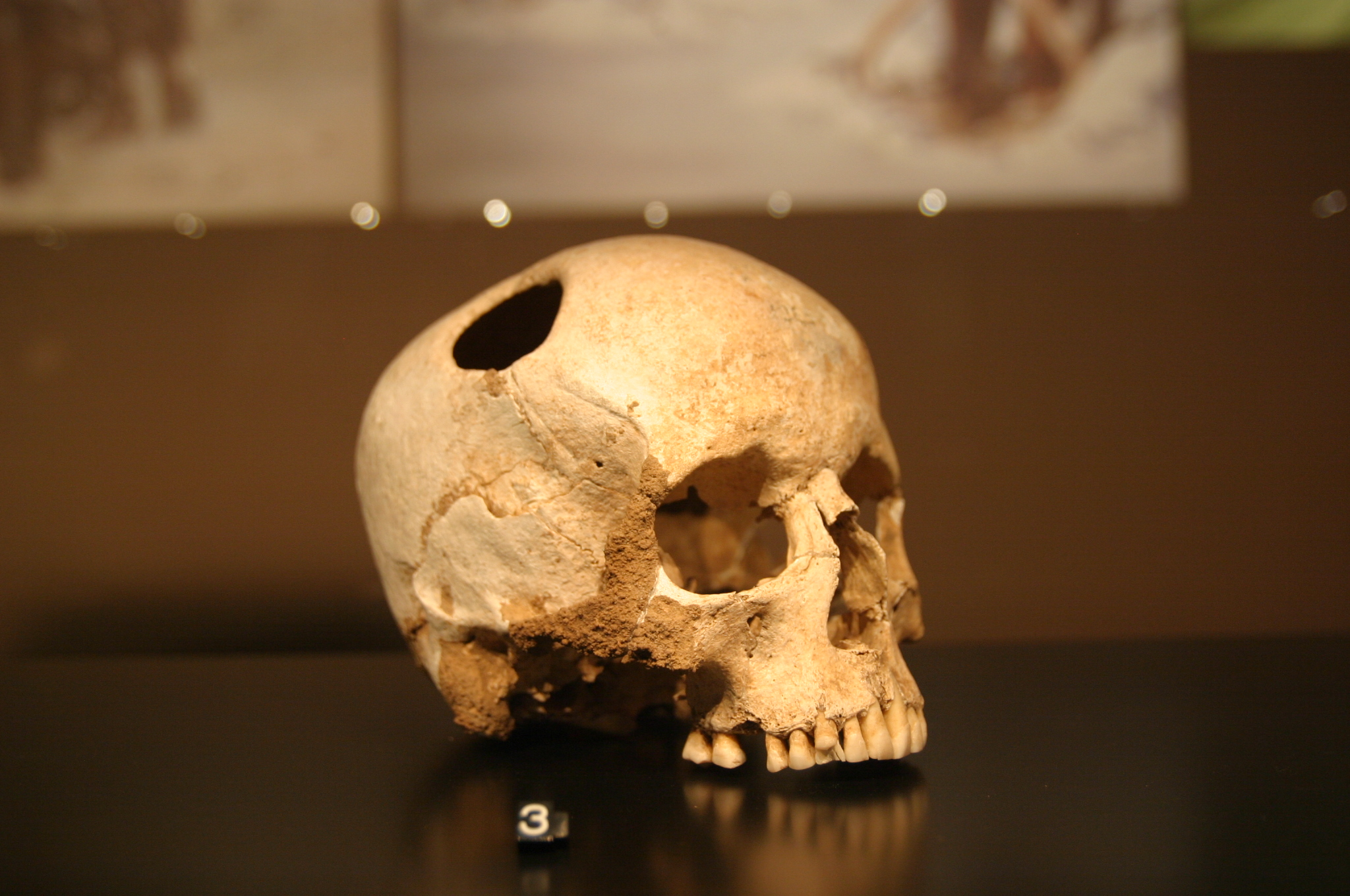
Trepanierter Schädel aus der Jungsteinzeit

Zwischen 4500 und 2500 v. Chr. wurden überwiegend an oder in Nähe der Atlantikküsten Europas monumentale Bauwerke der Megalithkultur errichtet. Davon zeugen vor allem die Dolmen, steinerne Kammern die unter sogenannten Tumuli (Grabhügel), die über Korridore von außen erreichbar waren. Der Dolmen von Loubressac, südlich von Civaux, präsentiert heute sieben Säulen aus Kalkstein und Granit und eine Kammer von 4,0 mal 2,5 m Größe. In ihm wurden Erwachsene und Kinder begraben, denen Keramik-Vasen und Werkzeuge aus Feuerstein beigegeben waren. Er wurde bei der Sanierung des Straßenrandes ein wenig beschädigt.

#### Arthenacien
Zu Beginn des 3. Jahrtausends v. Chr. nahm eine neue Kulturgruppe, das Artenacien (Artenac = Name einer Fundstätte in der Charente) – spätes Chalkolithikum, um 2400 v. Chr. – ein weites Gebiet im mittleren Westen und Südwesten von Frankreich ein. In dieser Zeit verwendete man noch Dolmen, um Tote zu bestatten, aber man errichtete auch Denkmäler aus Trockenmauerwerk. Mehrere Nekropolen aus dieser Zeit sind im Departement Vienne bekannt, darunter auch die von Maupas bei Valdivienne. 31 Gräber wurden im Jahr 1883 ausgegraben, ein Grabhügel maß 30 mal 10 m und 2 m in der Höhe. Es wurden Skelette von mehreren Dutzend Menschen gefunden. Bei fünf der Toten konnte eine Trepanation (Schädelöffnung) nachgewiesen werden. In diesen Gräbern wurden den Toten Gegenstände des Alltags und Opfergaben mitgegeben, um im Jenseits zurechtzukommen. Es gibt Vasen aus Keramik, die vermutlich Lebensmittel, Tierknochen, Geräte aus Silex (Waffen, Pfeile, Messer) und Schmuck aus Stein und Knochen enthielten.
Parallel zur Jungsteinzeit verlief die westeuropäische Kupferzeit, auch Kupfersteinzeit genannt, beginnend mit etwa 3000 und endend um 2200 v. Chr.

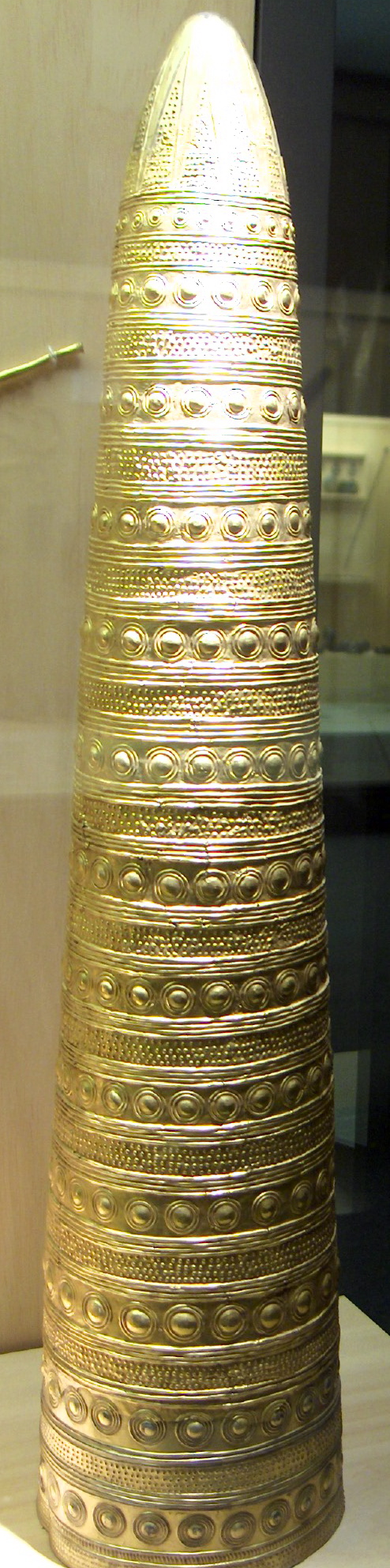
Goldblechkegel von Avanton

#### Bronzezeit
Gegen Ende des 3. Jahrtausends begann in Europa die Bronzezeit mit der Entdeckung der Legierung Bronze aus Kupfer und Zinn, in Vorstufen auch Arsen-, Antimon- und Blei-Bronzen. Die Wirtschaft beruhte nach wie vor auf den Aktivitäten einer Agrar- und Weidewirtschaft. Die Keramik-Produktion war im Aufschwung begriffen. Die Verwendung des neuen und wesentlich härteren Metalls, der Bronze, wuchs erheblich an und dauerte etwa bis Anfang des 1. Jahrtausends v. Chr.
Die Suche nach Rohstoffen für die Herstellung von Bronze führte zu einem Handel im großen Maßstab, teilweise über große Strecken. Kupfer kam aus den Alpen, von der Iberischen Halbinsel oder aus dem Südwesten Deutschlands, Zinn, von den Britischen Inseln, wie auch aus der Bretagne. Bronze wurde zur Herstellung von Waffen und Werkzeuge (Messer, Schwert und Axt, Speerspitzen) sowie Schmuck und anderen Gegenständen verwendet. Die Lagerstätten an der Oberfläche oder in Flüssen, wie im Limousin, wurden abgebaut zur Herstellung von Schmuck und Objekten für Kultzwecke wie auch zu außergewöhnlichen Kegeln, wie der von Avanton (Vienne).
Aus der Bronzezeit wurden im „Val de Civaux“ zahlreiche Zeugnisse von Begräbnissen und anderen Kulthandlungen entdeckt, vor allem mit Hilfe des zunehmenden Einsatzes der Luftbildarchäologie. Die Luftaufnahmen zeigen eine sehr hohe Dichte von solchen Kultstätten auf der mittleren Terrasse der Vienne, nördlich von Civaux bei Cubord. Sie bestanden meist aus mit Wehrmauern, Holzzäunen oder Wällen eingefassten Einfriedungen, die häufig von Gräben umgeben und für Bestattungsriten oder kulturelle Veranstaltungen vorgesehen waren. Sie waren zunächst kreisrund und später quadratisch, in unterschiedlichen Abmessungen zwischen 6,50 und 15,00 m Durchmesser oder Seitenlänge.

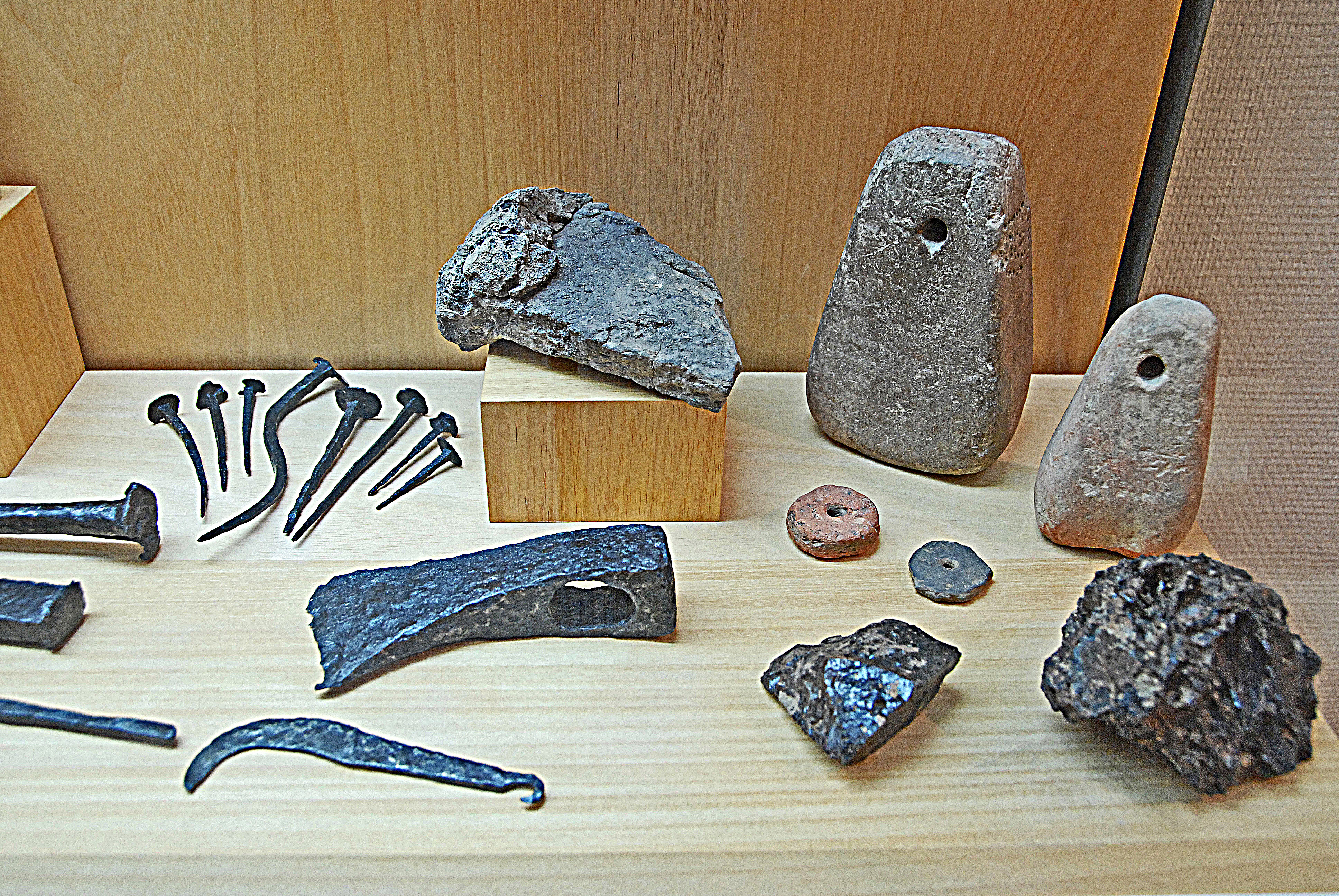
Stein- u.Eisengeräte

Eine Bergungsgrabung wurde über ein Grundstücksband mit 2500 m Länge und in einer Breite von 20 bis 100 m durchgeführt. Unter den dreißig kreisrunden Einfriedungen waren acht durch die Arbeiten des Kernkraftwerks bedroht und wurden deshalb zuerst durchsucht. Mit einem Durchmesser von 12 bis 15 m, waren die meisten mit einem Zaun aus Holz umgeben. In einigen Fällen traf man auf Scheiterhaufen mit den Überresten der Verstorbenen in Gruben, in anderen enthielten die Gräber Einfriedungen mit 15 m Durchmesser eine Füllung mit kleinen Kalksteinplatten, und neben der Grube war eine umgedrehte Stele vergraben. Innerhalb der Einfassungsmauer stieß man auf elf Pfostenlöcher. Einige der Einfriedungen schienen im Zusammenhang mit der Bestattung Verstorbener, andere mit deren Einäscherung zu stehen. Das Dekor einer Platte erlaubte die Datierung in die Bronzezeit. Gegen Ende der Periode wiesen einige Einfriedungen offenbar nicht mehr eine kulturelle Funktion auf. Dies galt zum Beispiel für eine kreisförmige Struktur von 6,50 m Durchmesser, die von einem Graben umgeben war, auf dessen Grund Feuerstein-Splitter und Fragmente von zwei absichtlich zerbrochenen Behältern gefunden wurden.

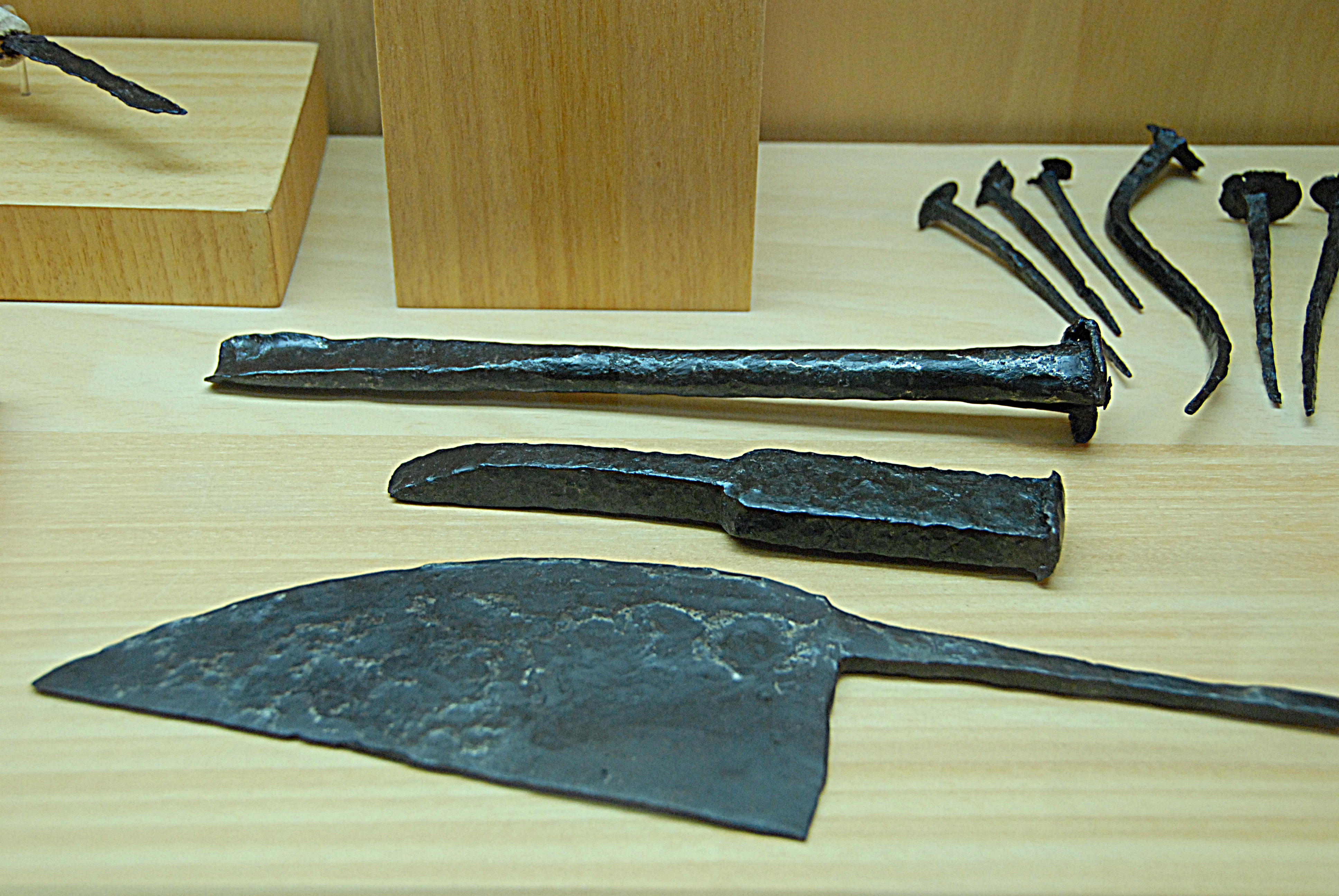
Eisengeräte

#### Eisenzeit

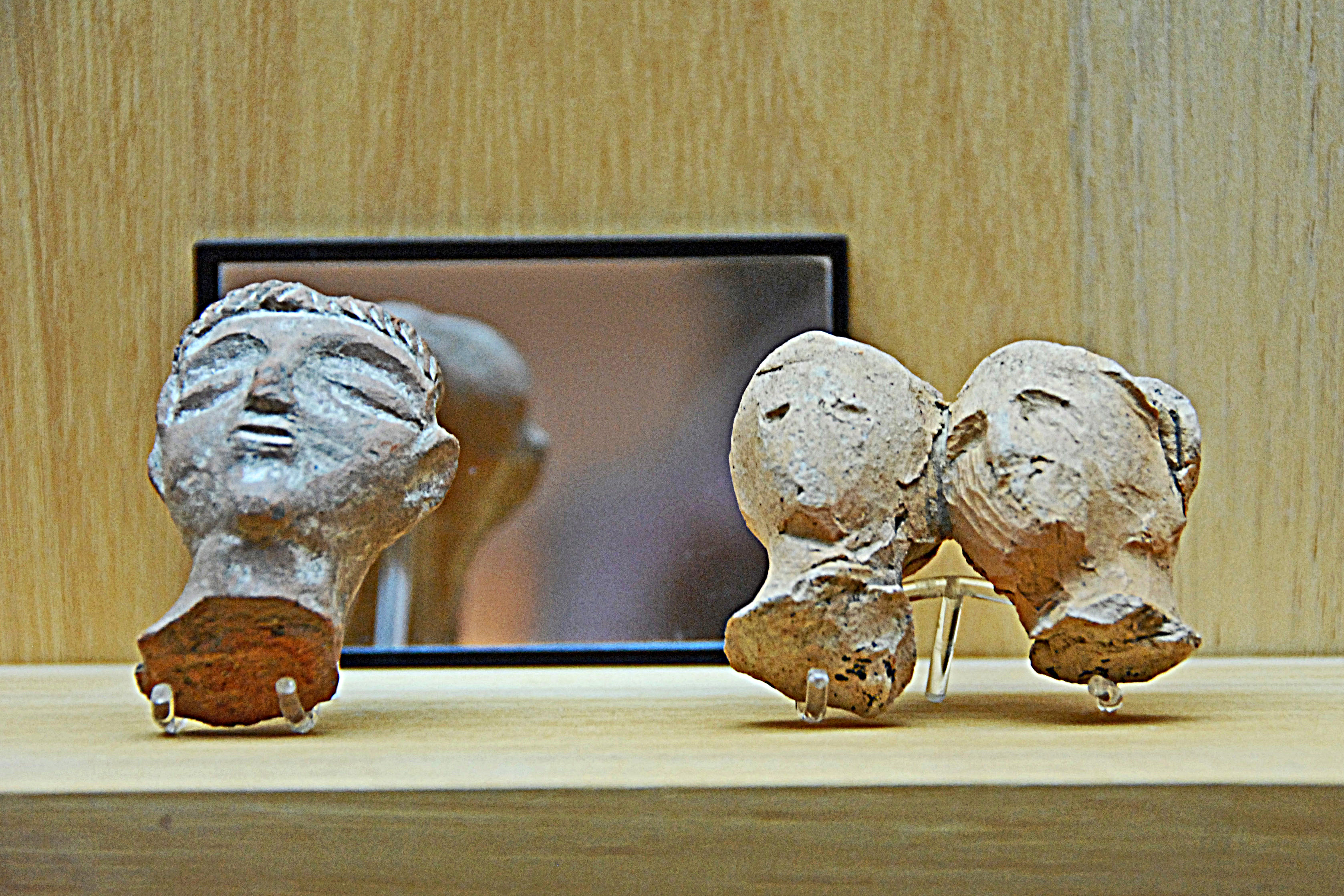
Museum, gallo-römische Keramikköpfe

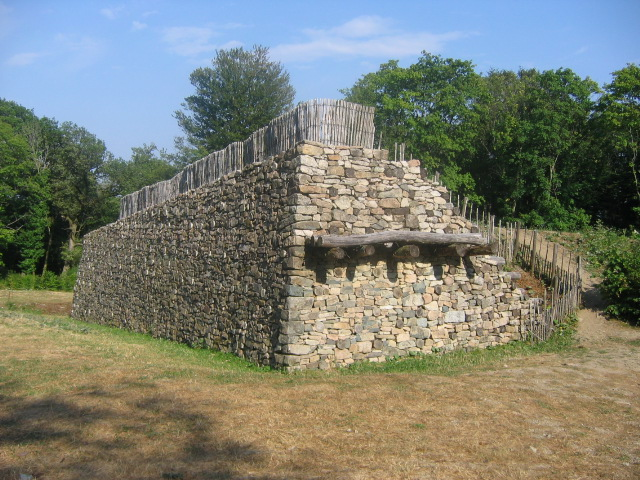
Bibracte, Porte du Rebout, Wiederherstellung eines Murus Gallicus

Die Eisenzeit begann etwa um 800 v. Chr. und endete im 6. Jahrhundert n. Chr., ein Zeitraum der etwa mit der Antike übereinstimmt. Sie schließt die Hallstattzeit, die Latènezeit und die Zeit der Völkerwanderung ein. Die Demokratisierung der Eisenindustrie und Metallurgie revolutionierte den Handel. Eisenerz und Holz für die Verarbeitung waren in den Regionen der Vienne reichlich vorhanden.

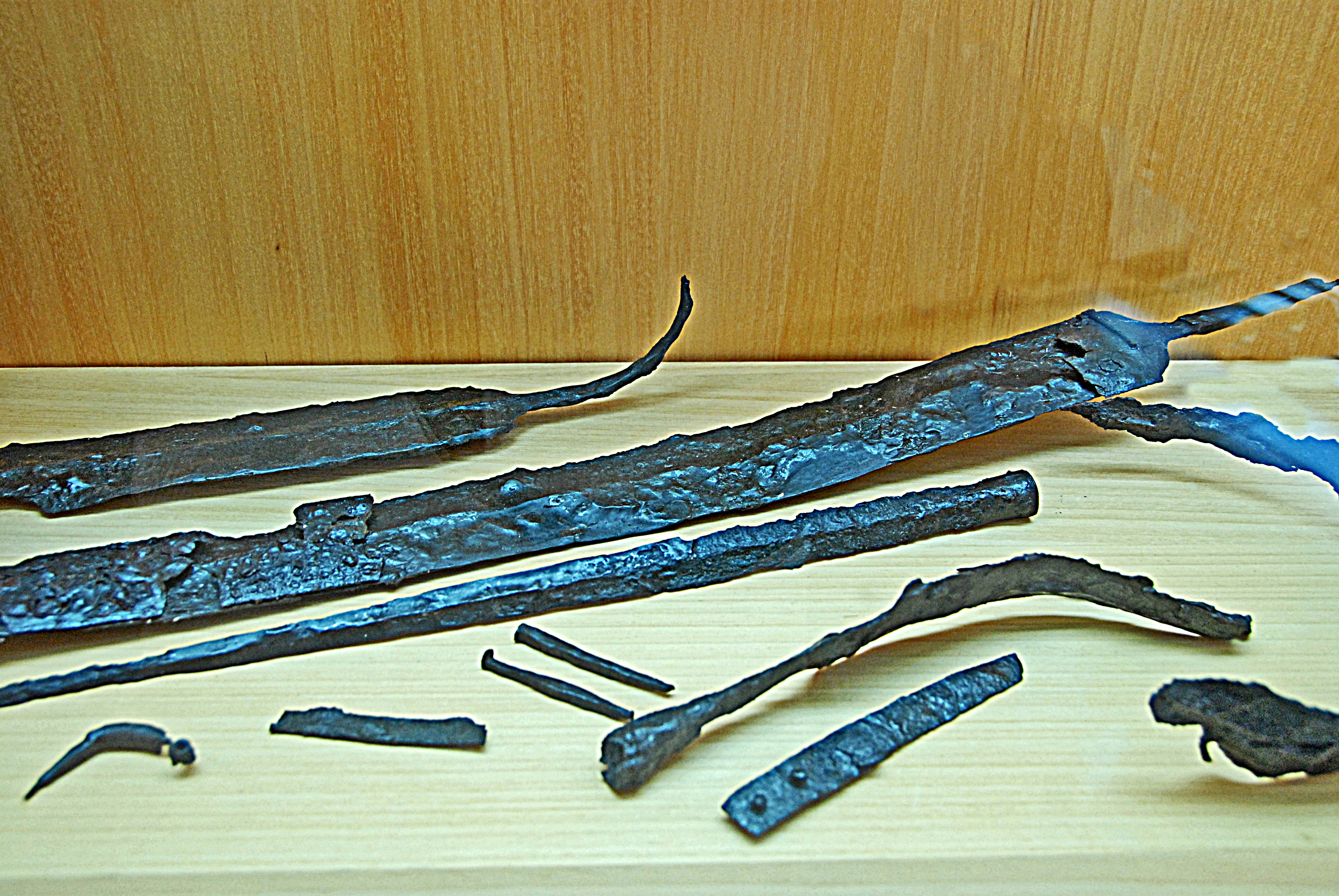
Eisenwaffen

Das neue Metall diente wegen seiner besonderen Härte zunehmend zur Herstellung der meisten Werkzeuge und Waffen, wie etwa die Entdeckung eines Schwerts im Tumulus de Bataillerie, ein Messer in der Einfriedung des Tombe-au-Cornemuseux. Dazu gehörten insbesondere auch Wagenräder, etwa wie das im Grab von Séneret, in der Gemeinde Quinçay. Die Arbeit der Bronzeschmiede wird weitergeführt, aber diese spezialisieren sich mit Schmuck (Armbänder, Halsketten, Ringe, Haken, …), kleines Werkzeuge oder Gefäße (Kessel).
Die Siedlungsstätten blieben in dieser Epoche häufig auf den bekannten Höhenlagen. Neben ihrer Funktion als Wohnsiedlung, bewahrten sie die Spuren des Wirtschaftslebens, Handwerks und Handels, sowie der Religionsgemeinschaften.

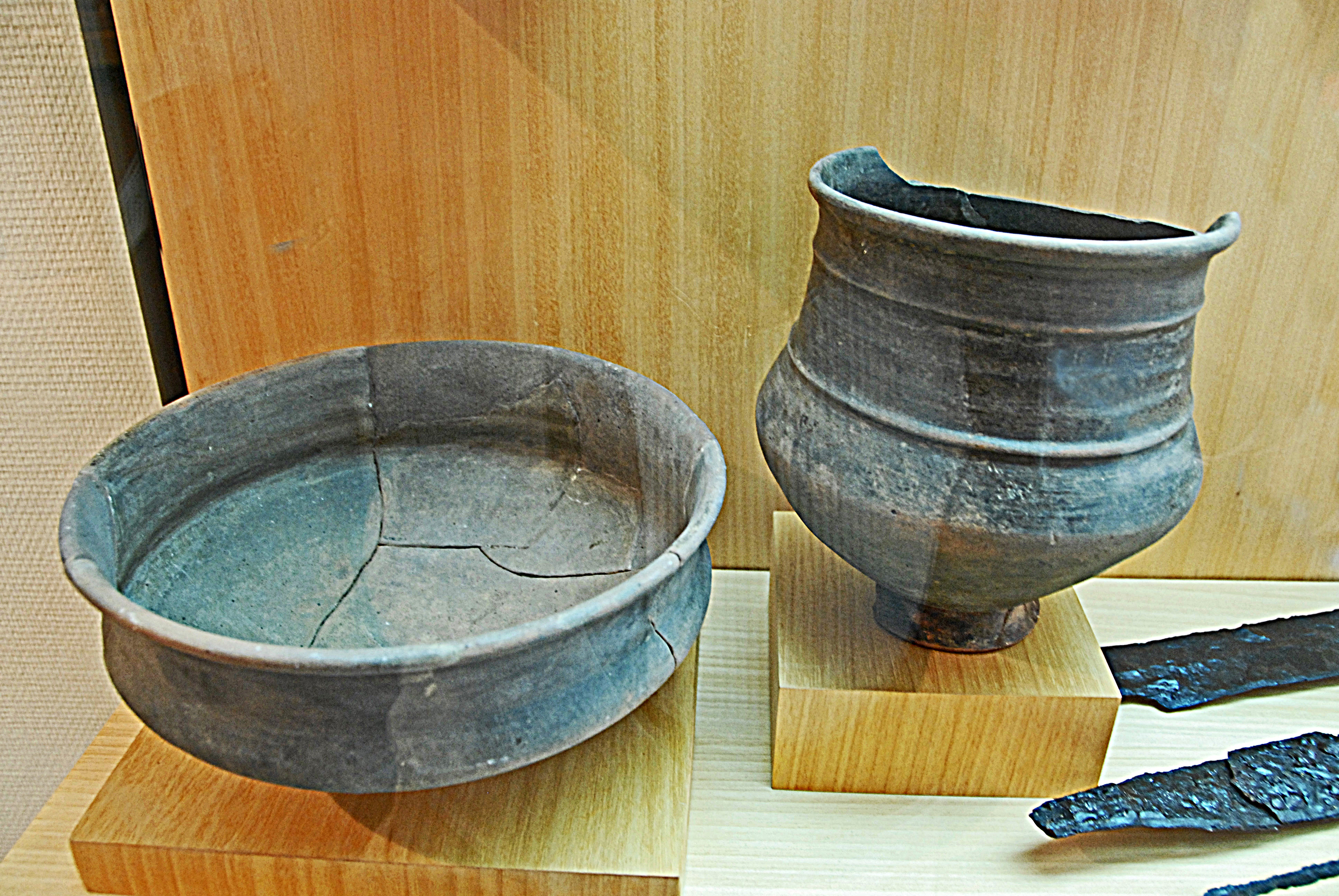
Gallo-römische Keramikgefäße, metallische Glasur

Die Töpferei entwickelte sich im Haut-Poitou, bis ins 5. Jahrhundert n. Chr. Eine schöne Keramik mit metallischer Glasur, entstand meist auf der Grundlage von Graphit, und wurde in der Nähe von Civaux gefunden, im Lager Cornoin oder im Tumulus de-la-Bataillerie (Valdivienne). Im Tal der Vienne, mit dem großen kulturellen Ensemble von Grabbeigaben aus der Bronzezeit, wurden sie immer verwendet. Nördlich von Civaux wurde mit Hilfe der Luftbildarchäologie eine Reihe von Gruben und neun runden und quadratischen Einfriedungen entdeckt, die als der südlichste Teil aller Grabkammern von Cubord im Tombe-au-Cornemuseux gelten. Bei diesen Ausgrabungen, konnten Funde von Keramik und eines Messers aus Eisen auf das Ende der ersten jüngeren Eisenzeit (um 450 v. Chr.) datiert werden.
Der zweite Abschnitt der Eisenzeit (450 bis 50 v. Chr.) war geprägt von wichtigen Veränderungen, ohne Zweifel entstanden aus der Zunahme der Kontakte und des kulturellen Austauschs mit anderen Völkern. Man bezeichnet sie als Zivilisation von La Tène (nach dem Namen der Fundstelle in der Schweiz). Die historischen und archäologischen Kenntnisse über diese Epoche sind sehr lückenhaft. Zum Zeitpunkt der Eroberung ganz Galliens (58–50 v. Chr.) gehörte es fast zu einem einheitlichen kulturellen und wirtschaftlichen System. Erst Julius Cäsar hielt danach die Organisation Galliens in seinem Artikel: “De bello Gallico” schriftlich fest.

### Antike

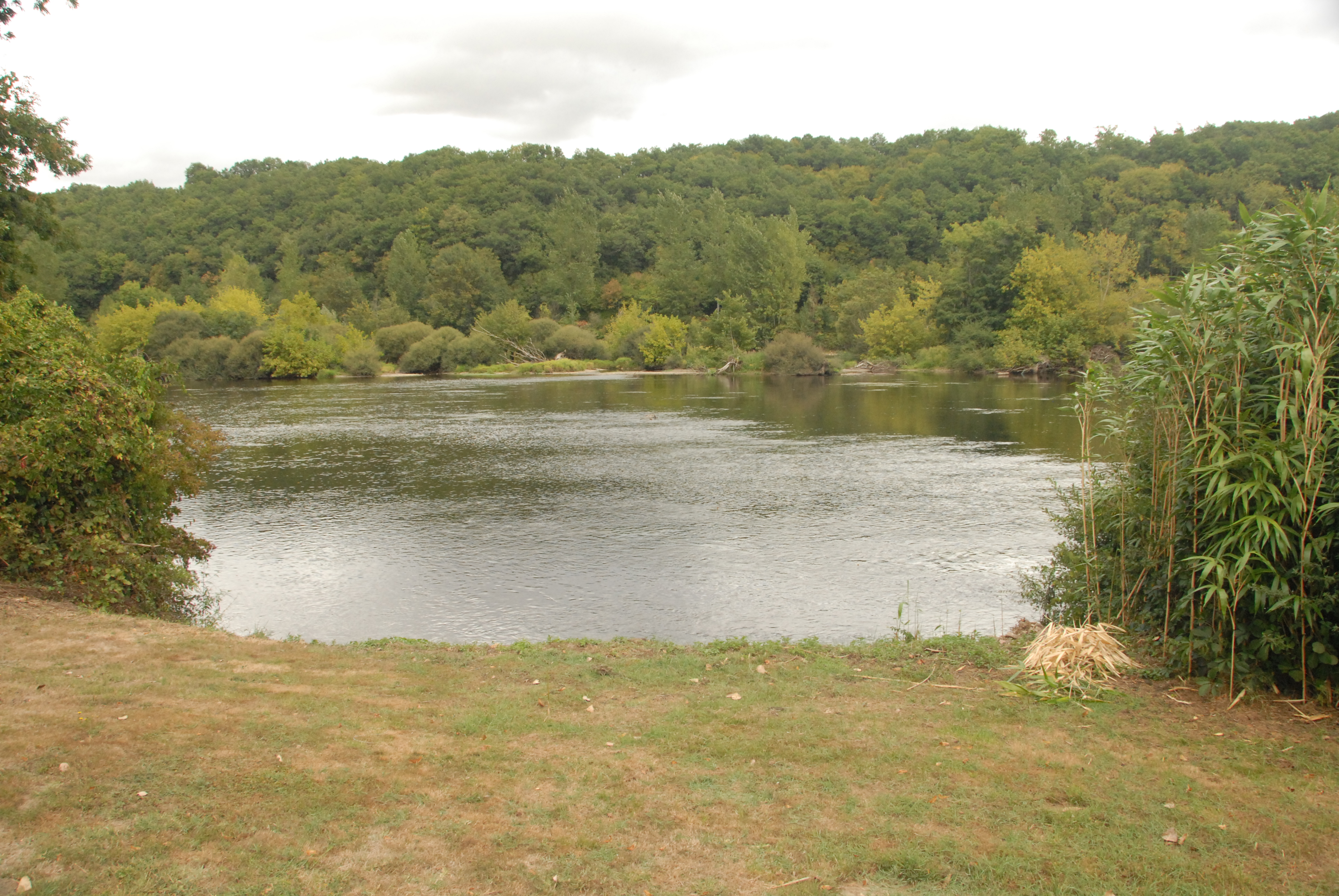
Civaux, Vienne, Gue de la biche

#### Gallo-römisches Lager Cornoin

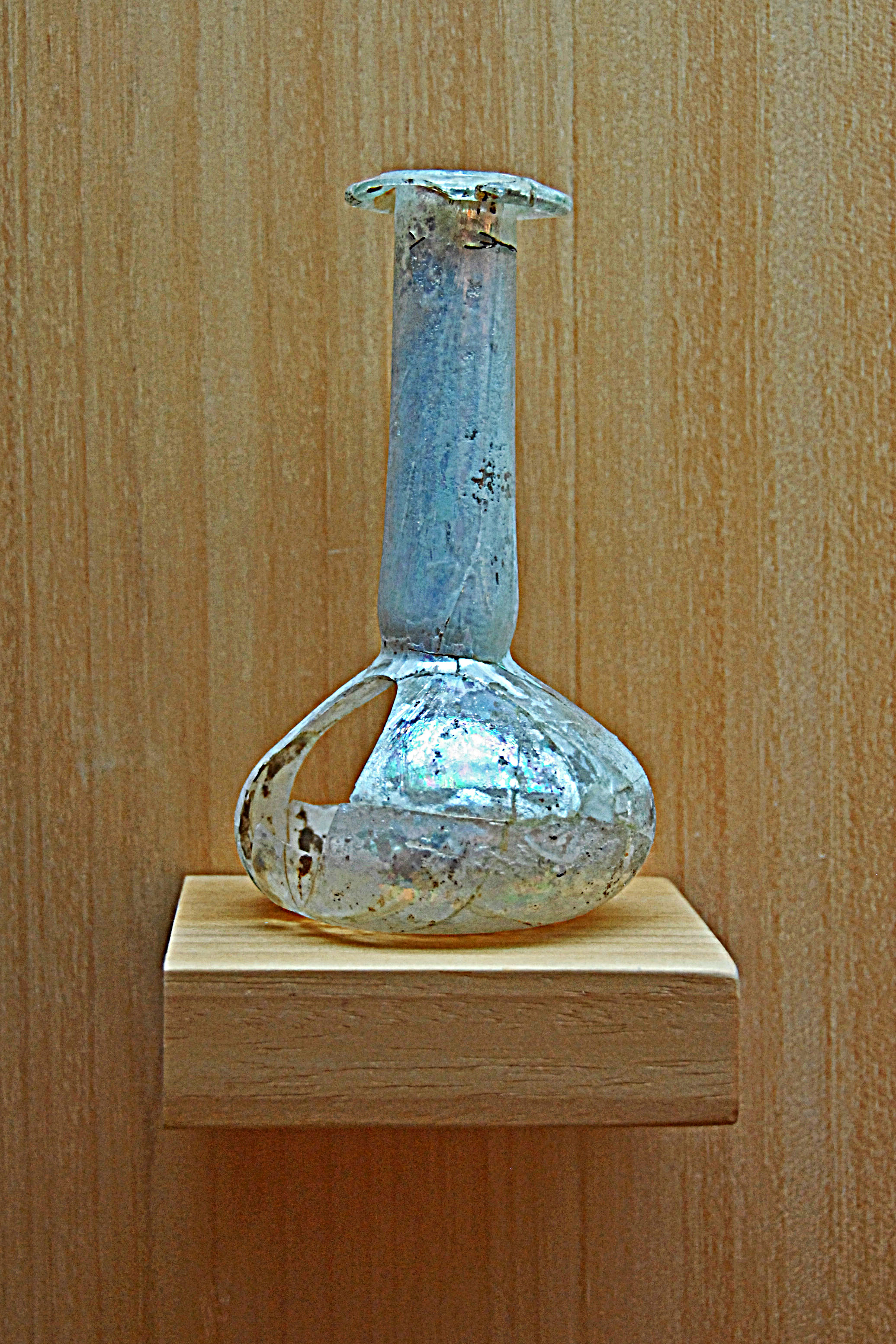
Museum, gallo-römisches Balsamierungsflakon aus Glas

Südlich von Civaux in Höhe der Furt von La Biche (Reh), beherrschte das gallo-römische Lager von Cornoin das Tal, das sich etwa dreißig Meter neben dem rechten Ufer der Vienne ausbreitete. Die Wehrsiedlung nahm eine Fläche von etwa zehn Hektar ein. Im Norden wurde ihr natürlicher Schutz vom Steilhang eines trockenen Tals gewährt, von der Schlucht von Perrofin. Sie war eingefasst von einem von den Galliern entwickelten Festungswall aus trocken versetzten Steinen mit quer verlegten Holzstämmen, verzahnt mit Eisennägeln von 30 bis 40 cm Länge. Cäsar nannte ihn Murus Gallicus (Gallische Mauer). Die ehemalige Wehrmauer ist heute noch auf 140 m erkennbar, aber von ihrer ursprüngliche Höhe von vier bis fünf Metern wird heute kaum noch zwei bis drei Meter erreicht. Die Konstruktion war allerdings nicht unbegrenzt haltbar, da das verwendete Holz im Laufe der Jahre verrottete. Diese derart befestigten Siedlungen hatten nicht nur eine starke Verteidigungskraft, sondern wiesen ganz besonders hohes Prestige auf. Das Lager besaß zur Zeit der römischen Eroberung seine ganze Aktivität und wurde bis in das 5. Jahrhundert n. Chr. benutzt. Eine ähnliche Umwallung findet man um das Lager Bibracte auf dem Mont Beuvrais in Burgund. Die Lage des ehemaligen gallo-römischen Lagers wird heute durch eine kleine Siedlung mit dem Namen Cornoin markiert.

#### Gallorömische Bestattungen
Am Croix-de-Laps, fand man drei runde Einfriedungen, die durch Gräben eingefasst waren, mit Durchmessern von jeweils 11, 15 und 17 Metern, die Grabstätten aus dem späten 5. Jahrhundert. entsprachen. Anthracologische Studien und Analysen wurden durchgeführt, von denen in einer wieder eine rituelle Zeremonien nachgewiesen werden konnten. Die Anthracologie ist die Untersuchung von Holzkohle, die nach der Verbrennung von Holz entsteht. Mit ihr kann man Alter und Holzart nachweisen. Im Südosten der 2,50 m breiten Grube waren die Reste des verbrannten Verstorbenen deponiert, wie auch die Reste des Scheiterhaufens aus dem Holz von Eichen und Schwarzdorn. Man hat auch wieder Metallteile der Kleidung gefunden, wie dekorierte Gürtelschnallen und Fibeln. Weiter in der Grube, wurden Blumen und Pflanzen mit Riechstoffen platziert. Absichtlich zerbrochene Keramik wurden während der Zeremonie auf dem Gelände verstreut.
Weitere Fundstätten mit ähnlichen Relikten aus dieser Zeit waren: La Papiotière (im Betrieb einer Kiesgrube) aus der mittleren La Tène-Zeit, Ganne Mazerolles, vom Ende der alten, bis Anfang der mittleren La Tène-Zeit, Tombe-au-Cornemuseux, teilweise aus gallischer Zeit, Cubord, vom Beginn des 1. Jahrhunderts v. Chr.

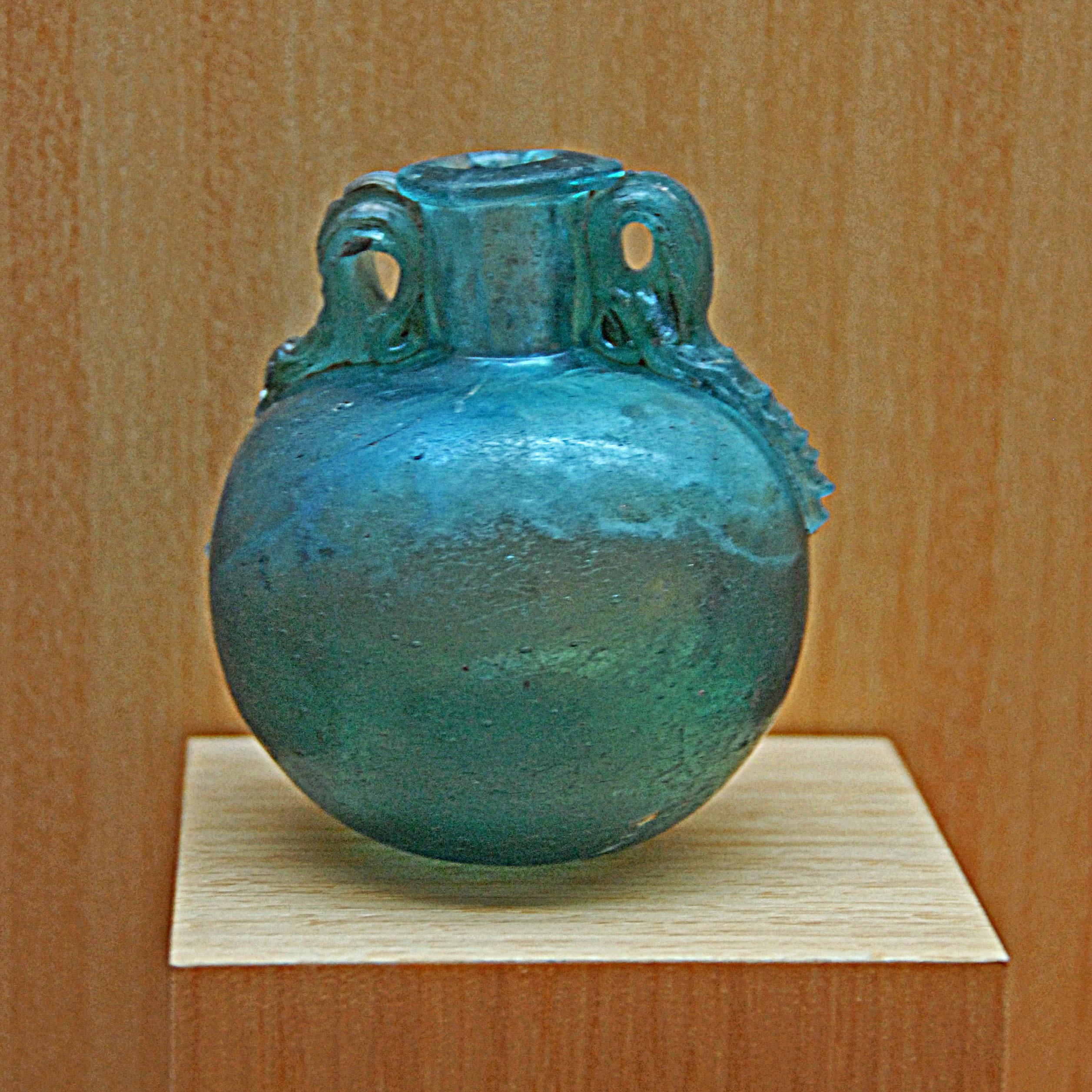
Museum, gallo-römischer Glaskrug

### Civaux, ein gallo-römisches Zentrum
Auf dem Gebiet der heutigen Region Poitou-Charentes siedelten schon seit frühgeschichtlicher Zeit der gallische Stamm der Piktonen, mit der Hauptstadt Lemonum (dem späteren Poitiers). Auch nach der Eroberung Galliens durch die Römer von 58 bis 50 v. Chr. dominierten sie diese Gegend. Der Stamm der Pictones findet sich noch heute im Namen des Hauptortes Poitiers und der Landschaft Poitou wieder. Während der gallo-römischen Epoche wurde das Gebiet in die römische Provinz Gallia Aquitania integriert, deren Hauptstadt Lemonum wurde. Ein neuer Urbanismus setzte sich in den großen Städten durch, bis hin in die Ballungsräume (lat. vici) und in die ländlichen Zentren und Residenzen der Landbewohner (lat. villae).
Auf dem Gelände der heutigen Ortschaft Civaux entwickelte sich ein kulturelles und religiöses gallo-römisches Zentrum, im Wesentlichen aus der Villa de la Croche, nordöstlich des heutigen Kirchplatzes, einem antiken Theater, einem gallo-römischen vermutlich doppelten Sanktuarium (fanum), neben und unter der heutigen Kirche, einem weiteren kleineren fanum und zwei Friedhöfen, ergänzt durch Einrichtungen des Handwerks und der Landwirtschaft. Voraussetzung für diese Entwicklung und deren laufenden Betrieb erforderten ein dichtes Netz von Kommunikationswegen und dessen Erhaltung.

#### Kommunikationswege
Mehrere Straßen versorgten damals Civaux. Bereits vor der Römerzeit durchquerten sie die Ortschaft von Norden nach Süden. Ein Teilstück der Départementstraße 114, die am Dolmen von Loubressac weiter nach Tours vorbeiführt, entspricht heute spürbar diesem alten Weg, der im Norden, nach Caesarodunum (Tours) führte und im Süden nach Augustoritum (Limoges), in beiden Richtungen dem Tal der Vienne folgend. In Ostwest-Richtung überquerte in Höhe von Civaux eine Römerstraße die Vienne mit einer Furt, der Weg wird heute Argneaux genannt. Der ehemals orthogonale (mit rechten Winkeln, oder senkrechten Linien konstruierte) Verlauf der römischen Straßen innerhalb der ehemaligen Siedlung stimmt mit den heutigen Dorfstraßen nicht mehr überein, findet sich allerdings stückweise bei Ausgrabungen wieder, wie zum Beispiel am Nordostrand der Bebauung. Im 19. Jahrhundert fand man einen römischen Meilenstein, einen Miliarium, der die Entfernung zwischen dem Ort, wo er stand und der Hauptstadt oder den Grenzen angab. Dieser war Kaiser Alexander Severus (222–235) gewidmet. Der ursprüngliche Fundort kann heute nicht mehr angegeben werden. Er wird im Museum von Poitiers ausgestellt.
Außerdem gab es alte Wege auf der anderen Seite der Vienne, und sei es nur, zur befestigten Siedlung Cornoin, der heutige Weg von Perrofin erlaubte möglicherweise bereits einen Zugang zur früheren gallischen Zeit. Diese alte Bezeichnung setzt sich zusammen aus Perro (von Pierre=Stein) und fin (von fines = fein) und geht wohl zurück auf die ehemalige gallo-römische Befestigung, oder die steilen Klippen.
Civaux lag im Mittelalter an der nördlichen Grenze des Bezirks Basse – Marche, es ist aber durchaus möglich, dass das gallo-römische Lager schon in vorrömischer Zeit eine deutliche Grenzmarkierung war.
Die Vienne ist ohne Zweifel schon in der Römerzeit ein Kommunikationsweg von besonderer Bedeutung, die Archive zeigen, dass sie es bis zum 17. Jahrhundert war. Schon die gallischen Pictonen benutzten große, freilich plump gebauten Schiffe mit flachen Böden, die nicht mit Rudern bewegt wurden, sondern mit Ledersegeln und mit eisernen Ankerketten versehen waren. Die große Anzahl der Ortschaften, Häfen oder Furten, bestätigen die Rolle des Flusses bereits in der vormittelalterlichen Wirtschaft.

#### Villa de la Croche
Die gallo-römische Villa war eine landwirtschaftliche Domäne (frz. Domaine, Seigneurie), ein herrschaftliches Landgut und bestand aus einer Reihe von Gebäuden zum repräsentierenden Wohnen, zum Wohnen der Bediensteten, für den Betrieb der Landwirtschaft, wie aus einem handwerklichen Bereich. Die Villa de la Croche ist eine große aristokratische Residenz, erbaut im römischen Kaiserreich (20–360 n. Chr.) auf einer Fläche von rund 7500 m². Sie umfasste neben dem Haupt-Wohnsitz, die Höfe und die Gärten der Dependancen in der Umgebung. Diese Villa wurde noch in der Mitte des 4. Jahrhunderts bewohnt, davon zeugt das reichlich gefundene Mobiliar.

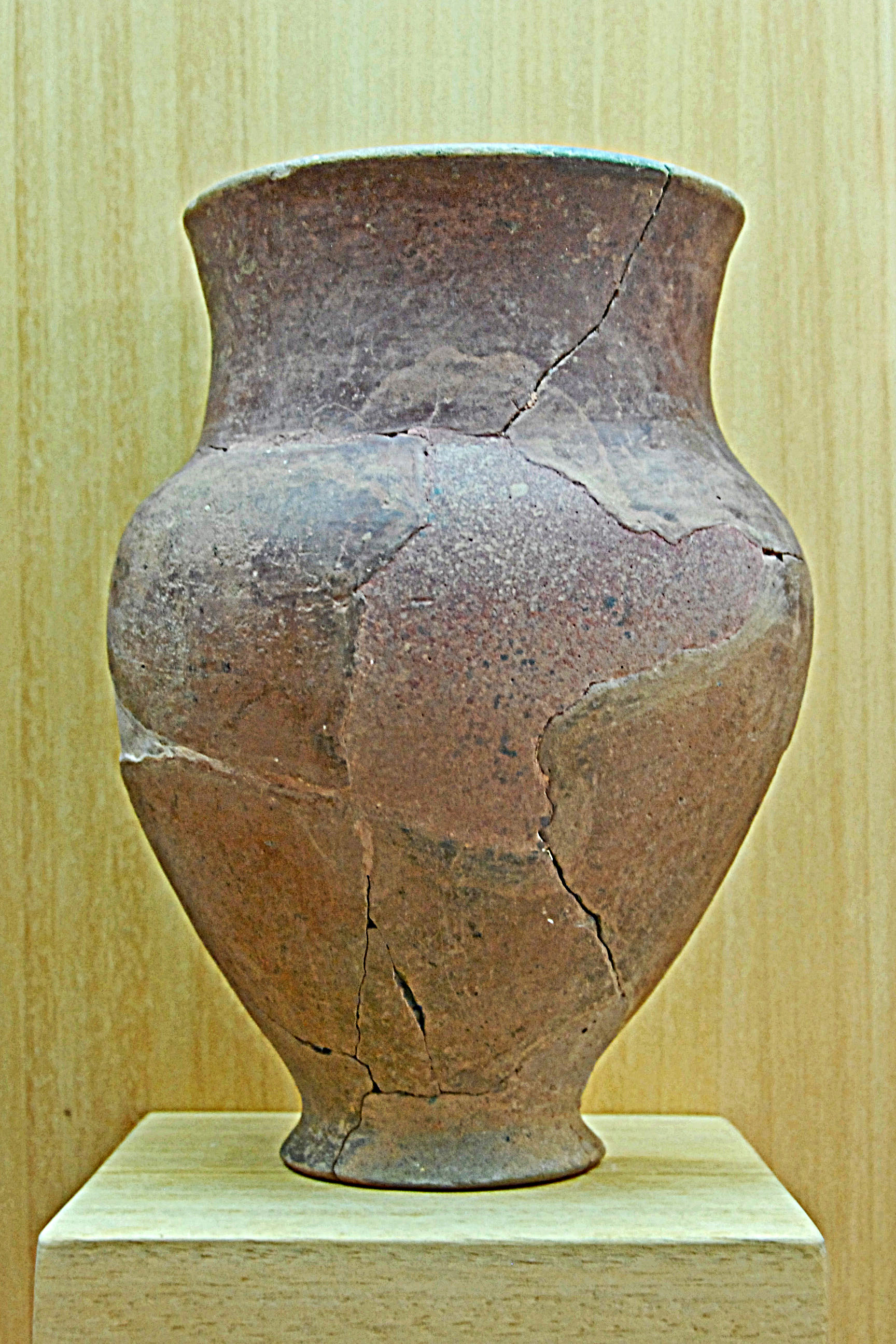
Museum, große Keramikvase

Das Anwesen wurde im Nordosten des Kirchplatzes außerhalb des heutigen Dorfs ausgegraben und liegt heute inmitten von bestellten Feldern. Man legte die Grundmauern der weitläufigen Wohngebäude frei, darunter zwei Keller, die in Lagerräume umgewandelt worden waren, beherbergten reichlich Einrichtungsgegenstände. In andern Kellern gleicher Struktur stieß man auf Ansammlungen von Keramiken in großen Mengen (Terra sigillata "à l'éponge" = „mit dem Schwamm“), Münzen, Gewichte der Weber, Figuren und Schmuck. Luftaufnahmen des Grabungsbefundes zeigen deutlich, dass die Gebäudegruppe der Villa von einem vielfach so großen rechteckigen Gelände umschlossen war, welches mit einer Mauer abgegrenzt gewesen ist, wahrscheinlich ein großer Garten. Darin gab es noch Abgrenzungen von Teilflächen oder Gebäuden. Obwohl die Funde durch das Beackern über Jahrhunderte stark beschädigt waren, haben die Erkundungen eine dichte Besiedlung dieses Bereiches nachgewiesen.
Innerhalb der Villa de la Croche wurde im Nordwesten ein Brennofen für Keramik gefunden, der gut einen Meter in das Bodenniveau eingelassen war. Vor der eigentlichen Brennkammer befand sich ein ebenso tiefer Bedienungsbereich, von dessen Grund der Ofen mit Brennmaterial beschickt wurde. Im Ofen selbst befand sich knapp darüber eine durchlöcherte Plattform, auf dem die aus Ton geformten Rohlinge aufgestapelt worden sind. Die Oberseite des Ofens war mit einer Kuppel abgedeckt, in der eine Abzugsöffnung für die erforderliche Belüftung sorgte. Diese wurde aufgebrochen, wenn der Brand abgeschlossen war. Von oben entnahm man die fertigen Keramiken. Das Grabungsfeld der villa ist heute fast vollständig von der Natur überwuchert und kaum noch als solches zu erkennen.

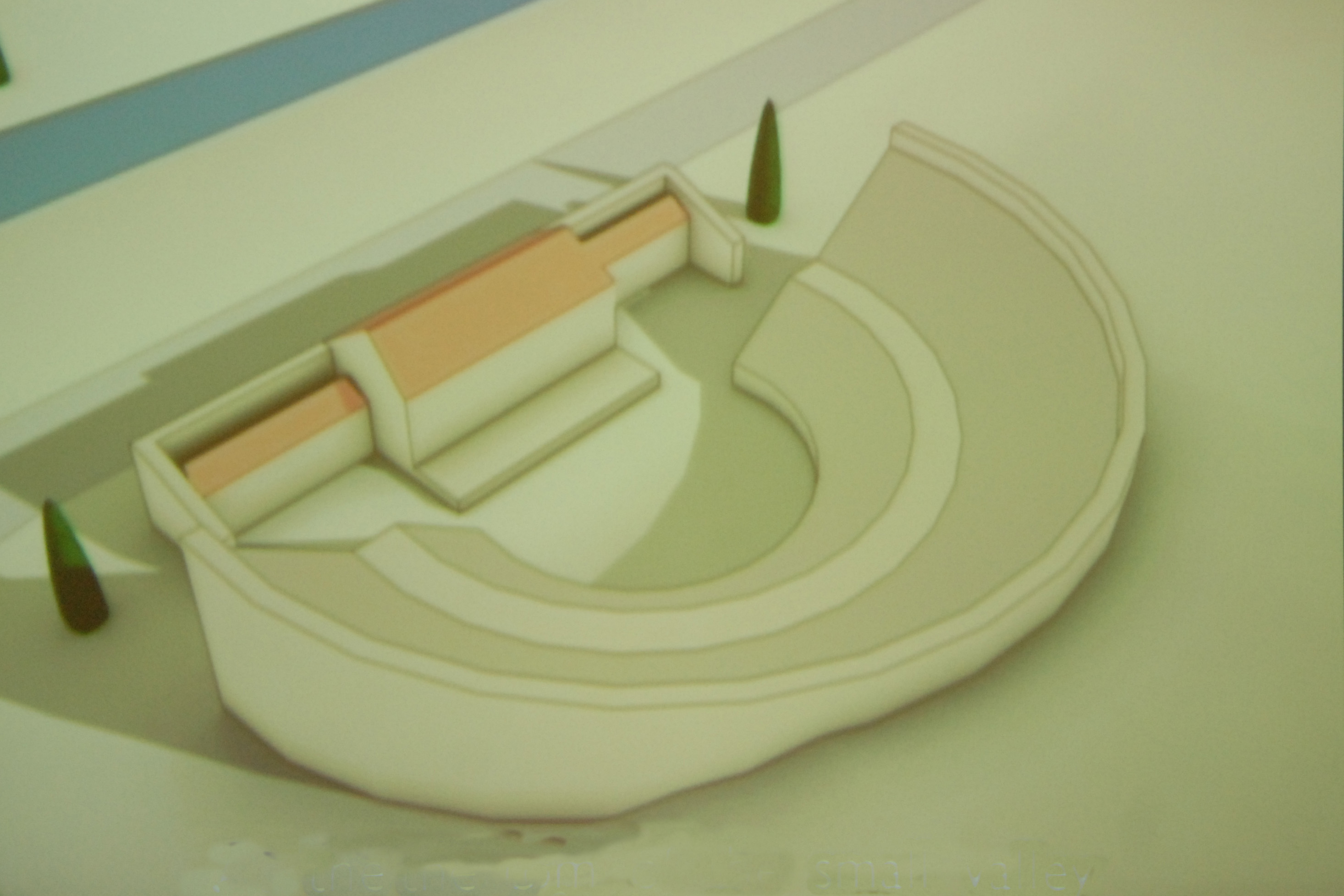
Civaux, Antikes Theater, Rekonstruktion, aus dem Museum

#### Antikes Theater
Nicht weit von der Villa stand das antike Theater von dem aber noch nichts ausgegraben werden konnte. Auf Grund von Sondierungen kennt man aber seine ungefähre Lage und schätzt seinen Durchmesser auf etwa 50 Meter. Die Cavea, der Zuschauerraum des Theaters, aus steinernen aufsteigenden Sitzreihen, war zum Teil in den Hang eingegraben und öffnete sich nach Nordosten zum Fluss Vienne.
Es ist nicht belegt, woher die Zuschauer, die das Theater füllen sollten, gekommen sind. Das Ensemble von Civaux, aus Theater, Sanktuarien, Villa und Friedhöfen, wird verglichen mit den Ruinen von Sanxay, einer gallo-römischen Kur- und Kultstätte, etwa 35 km südwestlich von Poitieres, aus Tempelbezirk, Thermen, einem Theater, mit zugehörigen Wohn- und Hotelgebäuden für ihr Personal und ihre Gäste, in einer Größenordnung, die einer Großstadt reichen würde. Das Theater weist einen äußeren Durchmesser von 90 Metern auf und fasste etwa 6500 Zuschauer. Die Anlagen waren weithin bekannt und man pilgerte dorthin aus großen Entfernungen, um sich für Körper und Geist einige Tage “Wellnes” angedeihen zu lassen.
Das war in Civaux sicher nicht so vorgesehen. Das Theater fasste mit 50 Metern Durchmesser geschätzt kaum mehr als 3000 Zuschauer und die Thermen fehlten ganz, oder sind noch nicht entdeckt worden. Das Theater war vermutlich ein Prestigeobjekt der in der nahen Villa residierenden Herrschaften, die sicher in ihrem Wohnhaus auch eigene Thermen benutzen konnten.

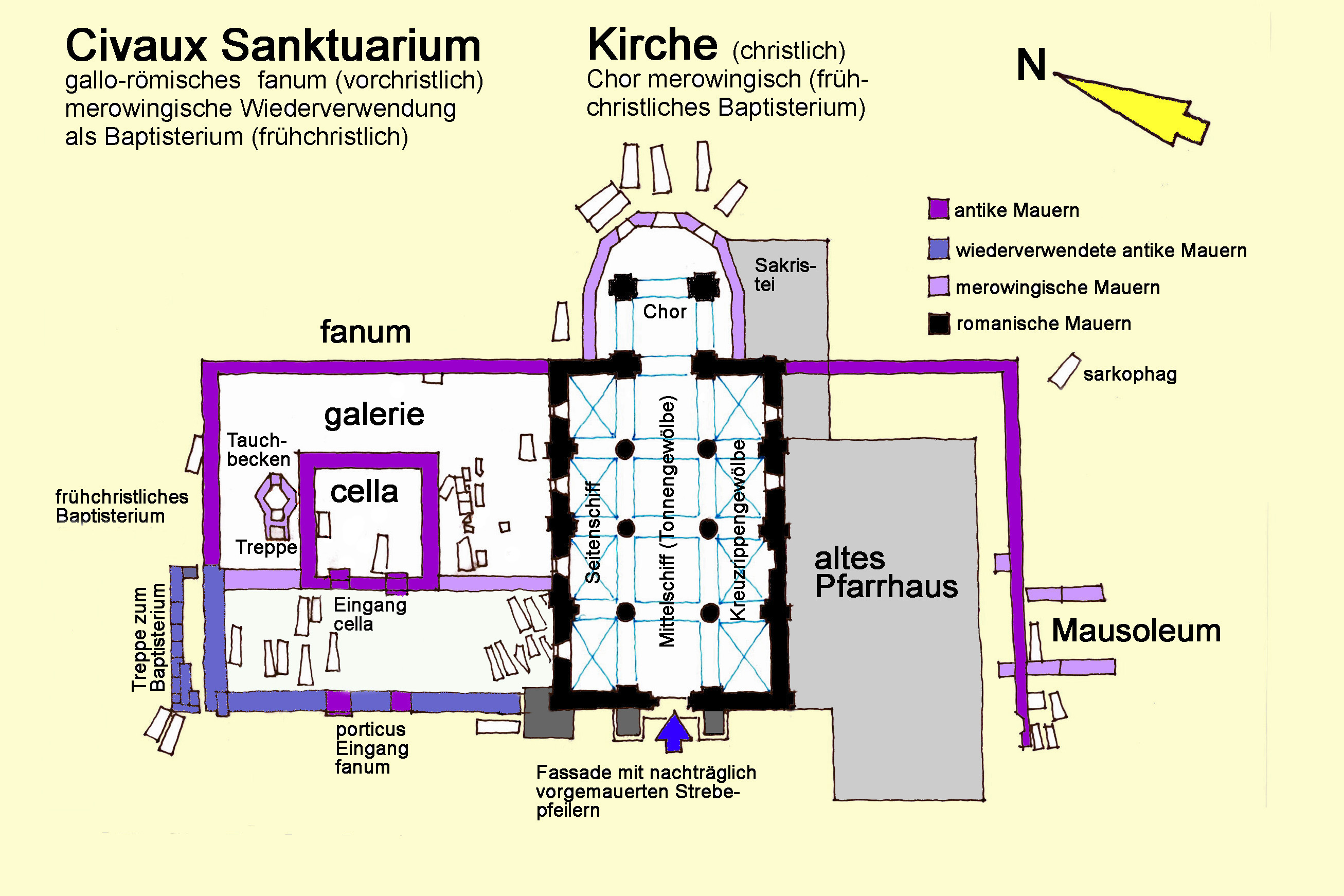
Gallo-römisches Sanktuarium und romanische Kirche, Grundriss

#### Gallo-römische Sanktuarien
Von dem gallo-römischen Sanktuarium (lat. fanum ‚Heiligtum‘) aus dem 1. und 2. Jahrhundert n. Chr. geben vor allem die nördlich der Kirche der Öffentlichkeit präsentierten Grabungsbefunde anschauliche Auskunft über dessen ursprüngliches Aussehen. Ein fanum, der im ländlichen Raum beliebte Umgangstempel, besaß in der Regel einen quadratischen Umriss und bestand üblicherweise aus einem quadratischen kleinen Raum, der cella, in der die Skulptur einer Gottheit zur Schau gestellt wurde. Die cella wurden allseitig von einer umseitig oder teilseitig offenen Galerie umgeben, deren Seitenlänge fast dreimal so groß war, wie die der cella. Die cella war von einem flach geneigten Satteldach oder einem Pyramidendach überdeckt, hingegen die allseitige Galerie von einem umlaufenden Pultdach, welches etwas tiefer an die Cella anschloss und außenseitig von Säulen getragen wurde, die vielleicht auf Brüstungswänden standen.

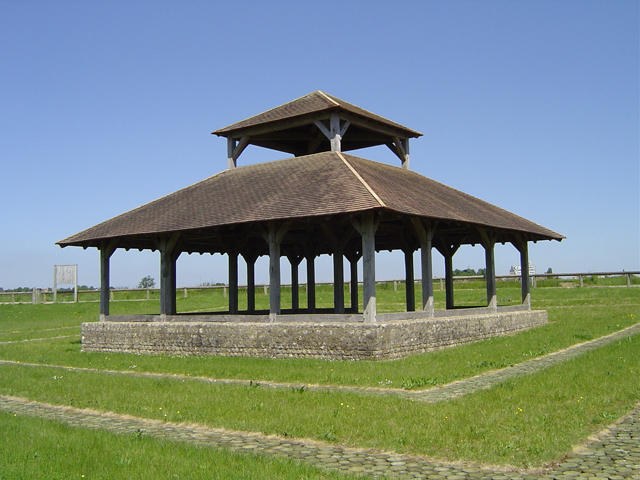
Rekonstruktion eines fanums, hier ohne Mauern

Die Ausgrabungen von 1960 legten auf der Nordseite der Kirche die Grundmauern von drei Einfassungen eines solchen fanums zu Tage, seine vierte vermutete man zunächst unter der Nordwand der Kirche. Gleichzeitig legte man die Grundmauern der Cella frei. 1988 entdeckte man auf der Südseite der Kirche die Fortsetzung der östlichen Einfassung des fanums der Nordseite, die dann außerhalb des angebauten alten Pfarrhauses nach Westen abknickt und dort etwa so lang ist, wie die Breite der nördliche Einfassung. Mit dieser Entdeckung kommt man zur Annahme, dass die Einfassungen des fanums auf der Nordseite der Kirche vor deren Erbauung mit denen der Südseite zusammen hingen und ein lang gestrecktes Rechteck umschlossen. Gleichermaßen wird vermutet, dass sich südlich der Mitte des langen Rechtecks, unter den Gebäuden der Kirche und des Pfarrhauses, vielleicht auch noch eine zweite cella befand, die zusammen mit der ersten ein doppeltes fanum in einer gemeinsamen Einfassung gebildet hat. Denkbar wären auch zwei getrennte quadratische Heiligtümer mit geringem Abstand untereinander.
Im Departement Vienne kennt man ein Sanktuarium von Masamas in Saint – Léomer welches ebenso zwei cellae in derselben rechteckigen Einfassung aufweist, was die Vermutung für Civaux bestätigt.
In unmittelbarer Nähe des Heiligtums bzw. der Heiligtümer erstreckte sich ein großräumiger Platz, auf dem sich die Gläubigen, die den bzw. die Tempel aufsuchten, versammeln konnten und zu ihrem Zugang führte. Er war wahrscheinlich von privaten Häusern, Läden und Geschäften umgeben. Im Osten des Heiligtums, noch innerhalb der vorgenannte Bebauung, wurde 1990 ein weiteres aber deutlich kleineres fanum entdeckt, sowie einen Friedhof, der dieses Ensemble ergänzte. Seine quadratische Einfassung mit 8,60 m Seitenlänge enthielt eine cella von 1,70 m inneren Seitenlänge, die von einer großen Galerie mit zwei Meter Breite umschlossen war. Die Wände bestanden aus Kalkbruchsteinen und die Dächer waren mit Ziegeln eingedeckt.

#### Gallo-römische Friedhöfe, Bestattungsriten
Der Friedhof der gallo-römischen Siedlung lag außerhalb der geschlossenen Bebauung, in etwa auf dem nordöstlich angrenzenden Gelände der sehr viel späteren merowingischen Nekropole, kaum 200 Meter von den Sanktuarien und etwas näher zum Theater und zur Villa de la Croche. Er wurde offenbar vom Beginn des 1. Jahrhunderts bis zur zweiten Hälfte des 2. Jahrhunderts benutzt.
Der Friedhof ist bekannt durch Zeichnungen des Schauspielers und Zeichners Beaumesnil aus der Mitte des 18. Jahrhunderts, wenn auch nicht besonders zuverlässige, und von Siauve, wie auch durch Beschreibungen von Maximin Deloche, zu Beginn des 20. Jahrhunderts, sowie von Stelen die in der Nähe gefunden worden sind. Deloche beschrieb gemauerte Gruben, die verbrannte Knochen und Grabbeigaben enthielten, gefunden von H. Duguet. Er berücksichtigte die römischen Stelen, Füllungen von Sarkophagen, die Asche der Verstorbenen enthielten.
Eine weitere Information bestätigte die Existenz des gallo-römischen Friedhofs an diesem Ort. In mindestens zwei Fällen, in den Jahren 1737 und 1860, erstatteten die Pfarrer von Civaux in Poitiers Bericht, dass römische Münzen, die in den Gräbern deponiert waren, auf den Feldern von Bauern zwischen dem merowingischen Friedhof und der Vienne gefunden wurden, was der oben beschriebenen Lage entspricht.

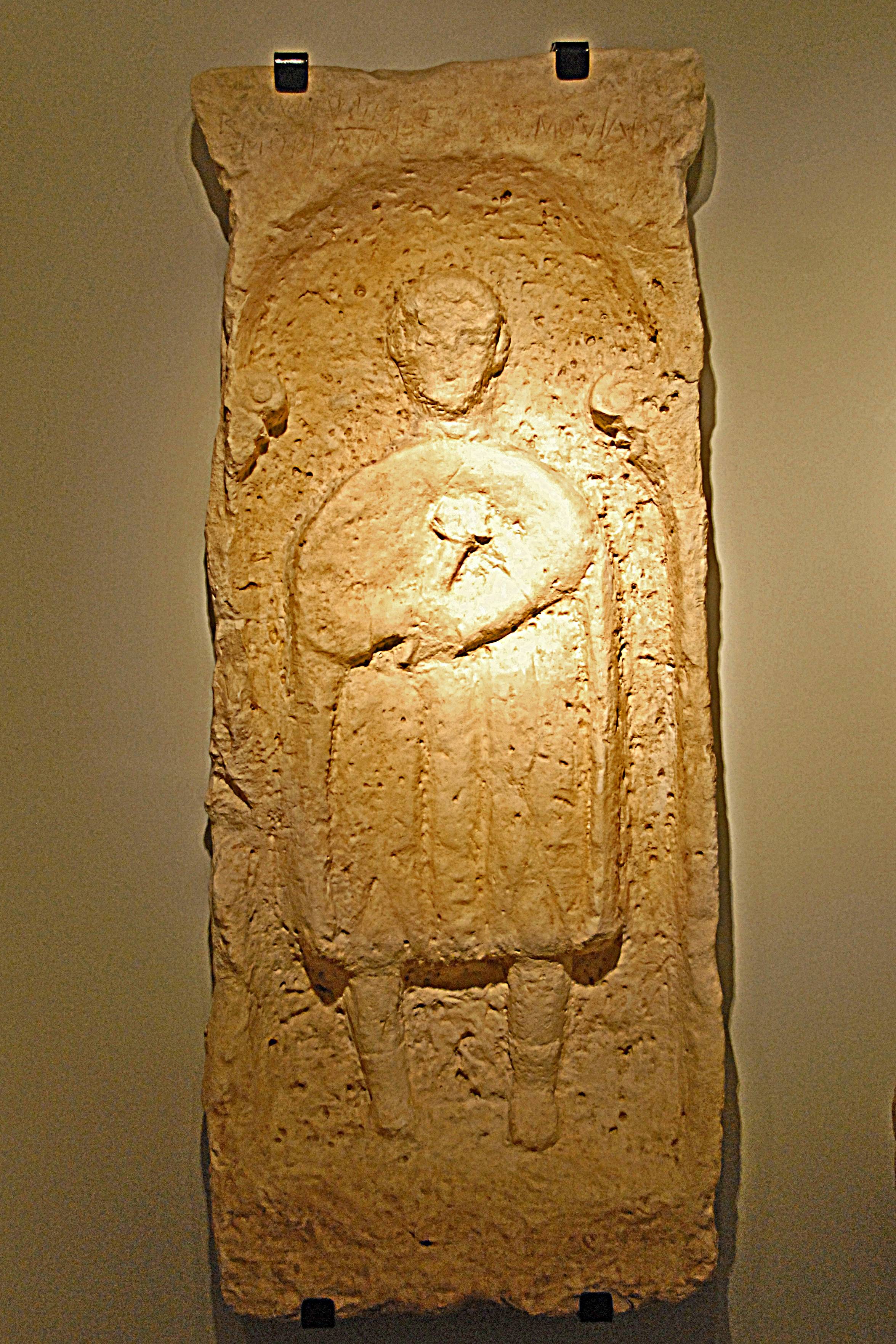
Civaux, Museum, Stele vom gallo-römischen Friedhof, 3.–4. Jahrhundert

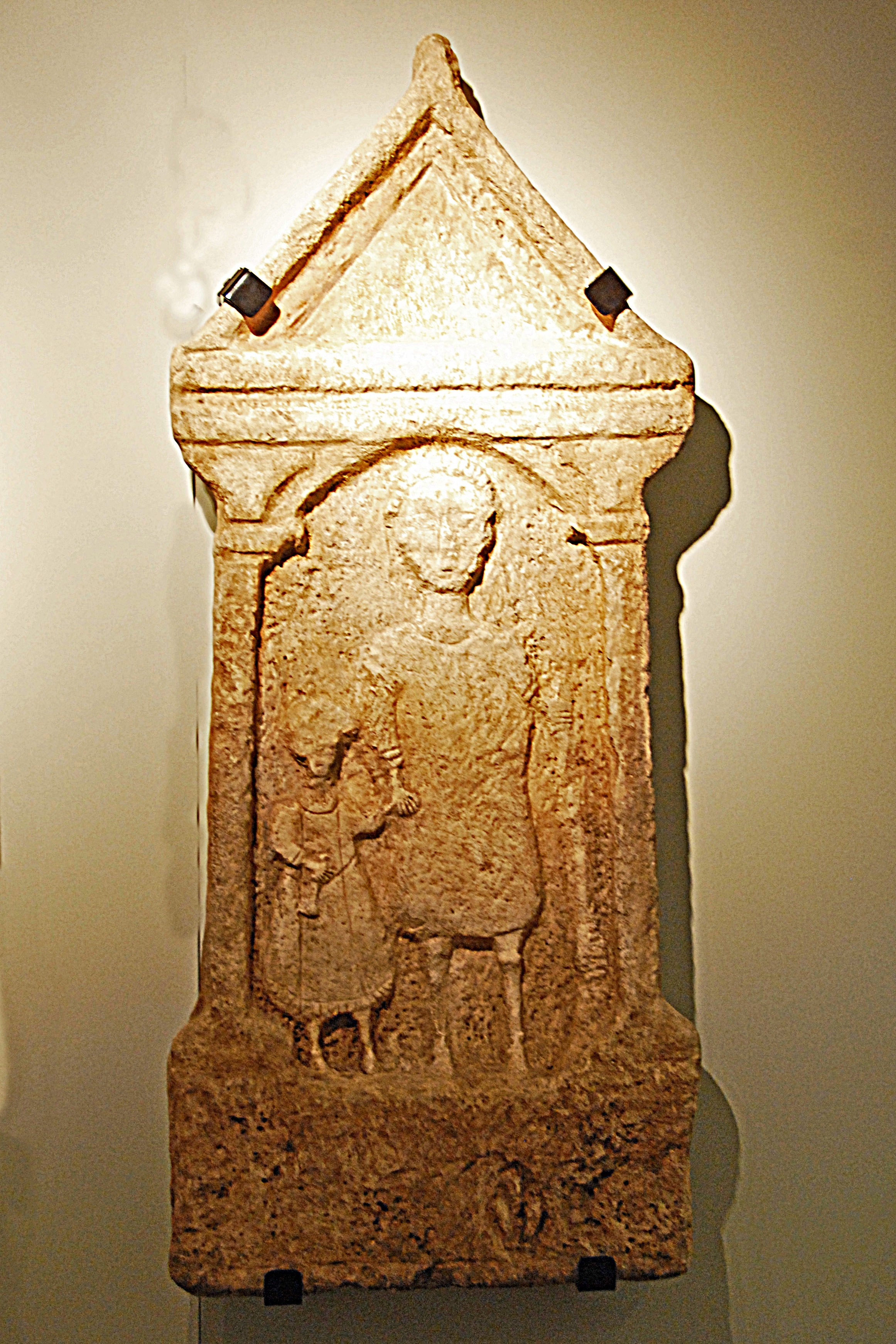
Civaux, Museum, Stele vom gallo-römischen Friedhof, 3.–4. Jahrhundert

Es ist schwierig, die Bedeutung dieses Friedhofs zu bestimmen. Dort wurden immerhin drei Stelen aus dem 3. bis 4. Jahrhundert gefunden. Sie sind einheimische Schöpfungen und weisen einen populären Stil auf. Die erste ist 1,40 m hoch, präsentiert einen Mann im Kleid der Gallier, der in der Hand einen Hammer oder ein Ruder trägt, und die Hand eines Kindes gegen eine Art Börse oder ein Spielzeug drückt. Auf der zweiten befindet sich eine Figur, die mit einem kurzen Cape bekleidet ist und an der Brust einen Hammer oder eine Axt hält. Die dritte Stele zeigt eine Arkade, die von einem dreieckigen Giebel überdeckt ist. In diesem steht eine bärtige Person in knielangem Gewand, die sich mit der Linken auf einen Gehstock stützt. Mit der Rechten hält sie ein halb so großes Kind an der Hand in ebenfalls knielangem Kleid, das einen Gegenstand in der Rechten hält, der einem Hammer gleicht.
Die Lage des römischen Friedhof an dieser Stelle deutet darauf hin, dass der Siedlungsraum sich nicht jenseits dieser Grenzen ausgedehnt hat. Eine kleine tief gegründete Mauer, verlief quer durch einen Teil des merowingischen Friedhofs von Osten nach Westen. Es könnte sich dabei um eine Wand zum Abschluss des gallo-römischen Friedhofs gehandelt haben.
Auf dem Friedhof von Pièce-des-Genêts, am Rande der Straße von Civaux nach Toulon, etwa 700 m nördlich des Dorfes wurde in den 1960er Jahren ein rechteckiger gallo-römischer Sarkophag gefunden. Er besaß keinen Deckel, war mit Erde gefüllt und enthielt eine Sichel, eine Axt, eine bauchige Vase (frz. balustre) und ein Keramikfragment vom Typ “à l'éporge” ("mit dem Schwamm"). Die Ausgrabungen auf diesem Friedhof begannen mit einer Einfriedung von 250 m², die von einer trockenen Steinmauer umgeben war. Darin befanden sich 30 bis 40 Brandgräber, ergänzt von vier weiteren außerhalb der Mauer. Eine “ustrina” (eine Art Krematorium) in Form einer einfachen Grube zur Einäscherung der Verstorbenen, ersetzte hier den Scheiterhaufen, .
Nach der Einäscherung wurden die Asche und die Reste der Gebeine in die Bestattungsurne aus Keramik oder Glas gefüllt, die dann in den Boden vergraben wurde. Ihnen wurden manchmal Keramiken, Münzen und Gegenständen beigegeben.

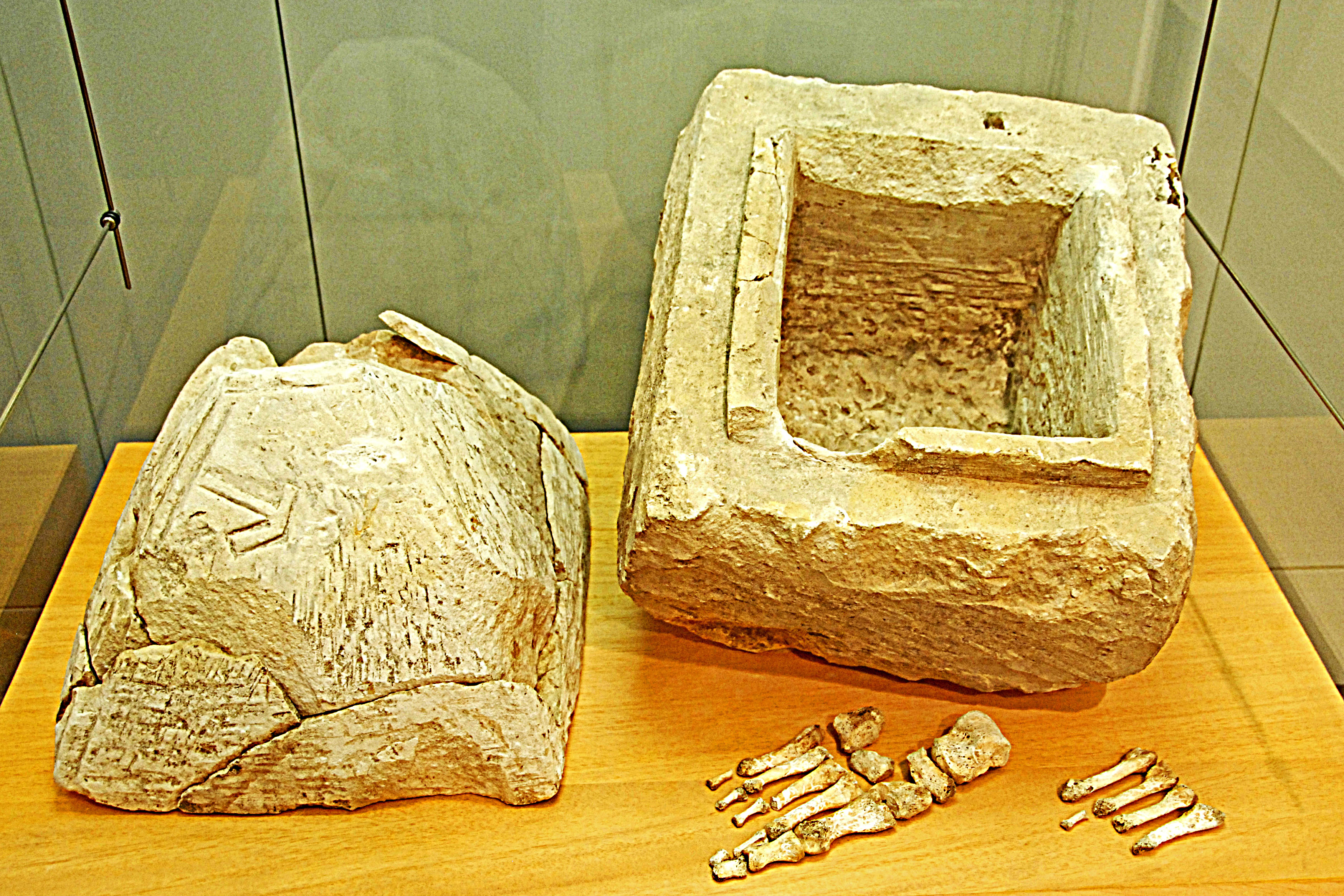
Civaux, Museum, Kalksteinbehälter für Glasurne, unten Os resectum

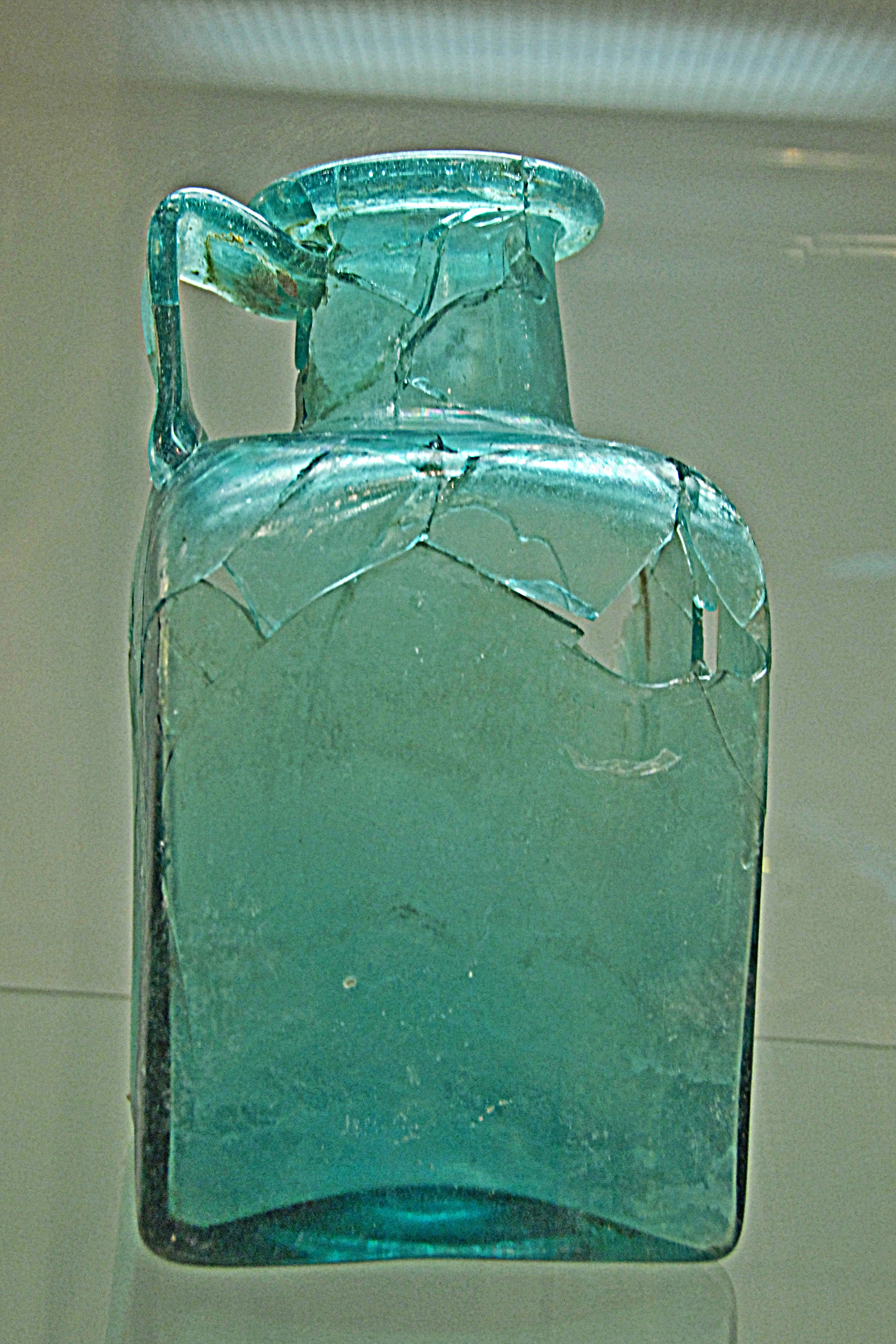
Civaux, Museum, Glasurne

Einäscherungen und Körperbestattungen existierten stets gleichzeitig nebeneinander. Vom 4. Jahrhundert v. Chr. bis zum 1. Jahrhundert n. Chr. war die Einäscherung die Norm, später wurde dann die Körperbestattung zur Regel.
Im Nordwesten Civaux fand man ein isoliert gelegenes Grab mit seltenem Inhalt. Eine Glasurne war in einem Kasten aus Kalkstein untergebracht, dessen Deckel auf einer Seite mit einer „ascia“ (Axt oder Herminette = Hacke mit Querschneide) verziert war, ein Symbol der Unverletzlichkeit der Grabstätte. Vor diesem Kasten war eine Einrichtung platziert, auf dem das etruskisch-römische Ritual „Os resectum“ vor der Feuerbestattung stattfand. Es wurde dem Toten ein Teil des Körpers abgetrennt, bei den Römern normalerweise ein Finger, und dann separat bestattet oder auch in die Urne mit der Asche des Verstorbenen gegeben, bevor sie begraben wurde. Dieser in Rom bekannte, aber selten in Gallien belegte Kult zeugt vom sozialen Status oder dem römischen Ursprung des Verstorbenen.
Die Siedlung Civaux kann in der gallo-römischen Epoche keineswegs als vicus (Siedlung im Sekundärbereich) eingestuft werden. Vielmehr stand diese soziale Organisation mit wirtschaftlicher und religiöser Vielfalt unmittelbar mit dem Leben der Adelsfamilie in der Villa de la Croche in Zusammenhang, die sich an der Realisierung der öffentlichen Bauten, Monumenten und deren Betrieb finanziell beteiligten.

### Spätantike, Völkerwanderungszeit

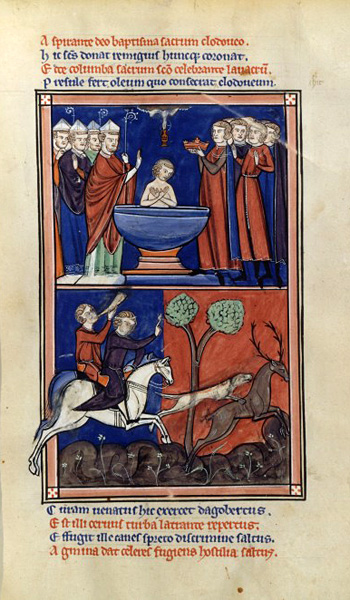
Die Taufe Chlodwigs
Dagobert Ier chassant le cerf: Vie de saint Denis (um 1250). Bibliothèque nationale de France.

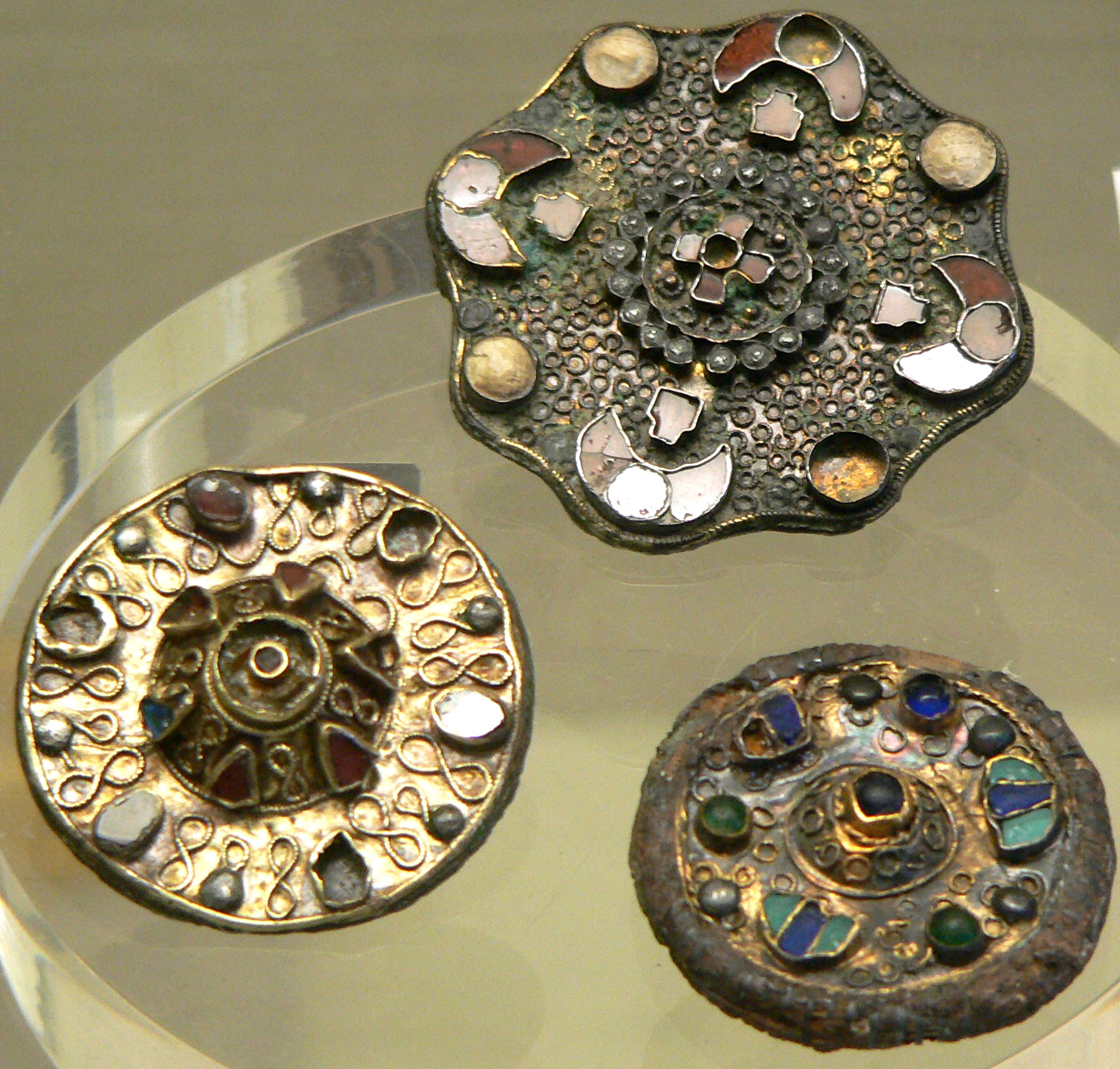
Merowingische Scheibenfibeln

Die Spätantike oder Völkerwanderung mit ihren großen Veränderungen in Europa etwa vom 4. Jahrhundert bis ins 6. Jahrhundert, zog vor allem den Untergang des weströmischen Reiches nach sich und im Westen die Begründung des merowingischen und christlichen Frankenreiches.
Die Christianisierung begann wahrscheinlich am Ende des 3. Jahrhunderts, allen voran im Tal der Vienne. Im 4. Jahrhundert entstanden die ersten lokalen Kirchen. In Civaux zeugen Denkmäler und Funde von außergewöhnlichen und frühen religiösen Aktivitäten.
Eine der Hauptpersonen der geschichtlichen Entwicklungen im Westen des heutigen Europas, auch für das Tal von Civaux, war Chlodwig I. (frz. Clovis), fränkischer König aus der Dynastie der Merowinger. Er unterwarf 507 die Westgoten unter Alarich in der Schlacht von Vouillé, wahrscheinlicher aber bei Voulon, etwa 30 km Luftlinie westlich von Civaux. Er wird als Gründer des Frankenreichs angesehen, das bis ins 9. Jahrhundert bestehen sollte. Sein Übertritt zum Katholizismus, gegen Ende des 5. Jahrhunderts, statt – wie bei den Germanen bis dahin üblich – zur arianischen Form des Christentums war eine wichtige Weichenstellung für den weiteren Verlauf der mittelalterlichen Geschichte.
Für die Geschichte Civaux von besonderer Bedeutung sind die Überreste der ehemaligen christlich-merowingischen Nekropole, die südwestlich an den älteren gallo-römischen Ortsfriedhof anschlossen, die jedoch heute stark verändert sind.
Dazu haben sich im Tal von Civaux zwei Legenden überliefert:
Nach der ersten habe Chlodwig mit seinem merowingischen Heer nach einer langen Reise versucht, in Höhe von Civaux einen Übergang durch das Hochwasser der Vienne zu finden. Auf wundersame Weise zeigte ein Reh (frz. la Biche) ihm die Stelle einer Furt. Seine Armee konnte dann den Fluss überqueren und die Schlacht (vermutlich im Jahr 507 von Vouillé / Voulon) siegreich beenden. Unter den Hufen des königlichen Pferdes entsprang eine Quelle, man konnte die Soldaten versorgen und die Pferde tränken. Die Überlebenden wurden in Civaux getauft. Eine große Anzahl vorhandener Sarkophage bot die Gelegenheit, die in der Schlacht Gefallenen zu begraben.
Drei Flurnamen erinnern heute noch an diese Ereignisse: “Le gué de la biche” (Die Furt des Rehs), “La Font Chrétien” (Die Quelle der Christen) und “La Chaise-du-Roi” (Der Stuhl des Königs). Die Gue-de-la-biche wird in Nähe der Ortschaft Loubressac am linken Flussufer durch die kleine romanische Kapelle Saint-Silvain mit Wohngebäuden markiert, die Reste des ehemaligen Priorates Loubressac.
Nach einer zweiten Erzählung lieferte im 12. Jahrhundert, der Autor des Lieds „de geste“ (= von den Taten) des Girart de Roussillon, dass ein Kampf gegen König Karl dem Kahlen im 9. Jahrhundert geführt wurde, der in „Sivax, mit einem Hafen an der Vienne“ stattfand und sieben tausend Tote kostete. Diese hätten rechtzeitig ein letztes Asyl bekommen, durch eine große Menge (frz. Pluie = Flut) „von schönen und weißen Sarkophagen“.
In beiden Legenden findet man durchaus Ähnlichkeiten: vor allem viele Sarkophage, die nur durch eine große Schlacht erforderlich werden und “die nur der Himmel zur Verfügung stellen kann ”.

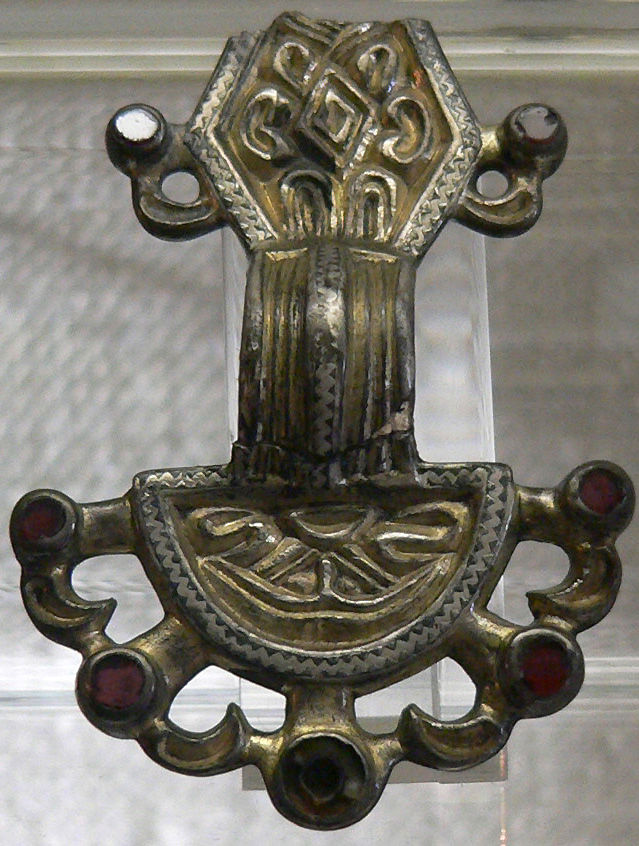
Merowingische Fibel

#### Erste christlich-merowingische Kirche
Die Merowinger bewahrten die gallo-römische Kultur, bedienten sich der Kenntnisse der alten gallo-römischen Aristokratie und lehnten sich an die spätrömische Verwaltungspraxis an. Bereits Ende des 4. Jahrhunderts errichteten die Merowinger in Civaux eine erste christliche Kirche, von der die Mauern des Chorapsis Zeugnis geben. Im Boden der Apsis fanden sich die Reste eines weiteren Baptisteriums, eine wiederholte Bestätigung der Bedeutung von Civaux als religiöses Zentrum. Das Mauerwerk aus flachen Steinen und der rosafarbene Mörtel, der auf die Beimischung von Ziegelmehl hindeutet, weisen auf römische Traditionen hin. An die Apsis schloss wahrscheinlich ein Kirchenschiff an, über dessen Umfang und Aussehen es keine Zeugnisse gibt, das aber in der Einfassung des vermutlich doppelten fanums gestanden hat, und darin über den Grundmauern der zweiten cella. Vielleicht war das Schiff nur so breit wie die Apsis.
Die Platzierung der Kirche mitten in das ehemalige gallo-römische Sanktuarium sollte vermutlich den Sieg des frühen Christentums über das vergangene Heidentum der Römer symbolisieren.
Bei vielen nachrömischen Bauwerken kirchlicher, öffentlicher oder privater Art, wie auch bei Bestattungen, wurden vor allem die reichlich vorhandenen Steinmaterialien der gallo-römischen Bauten und Sarkophage wiederverwendet, was zur Attraktivität des Standorts beitrug.

#### Christlich-merowingische Nekropole

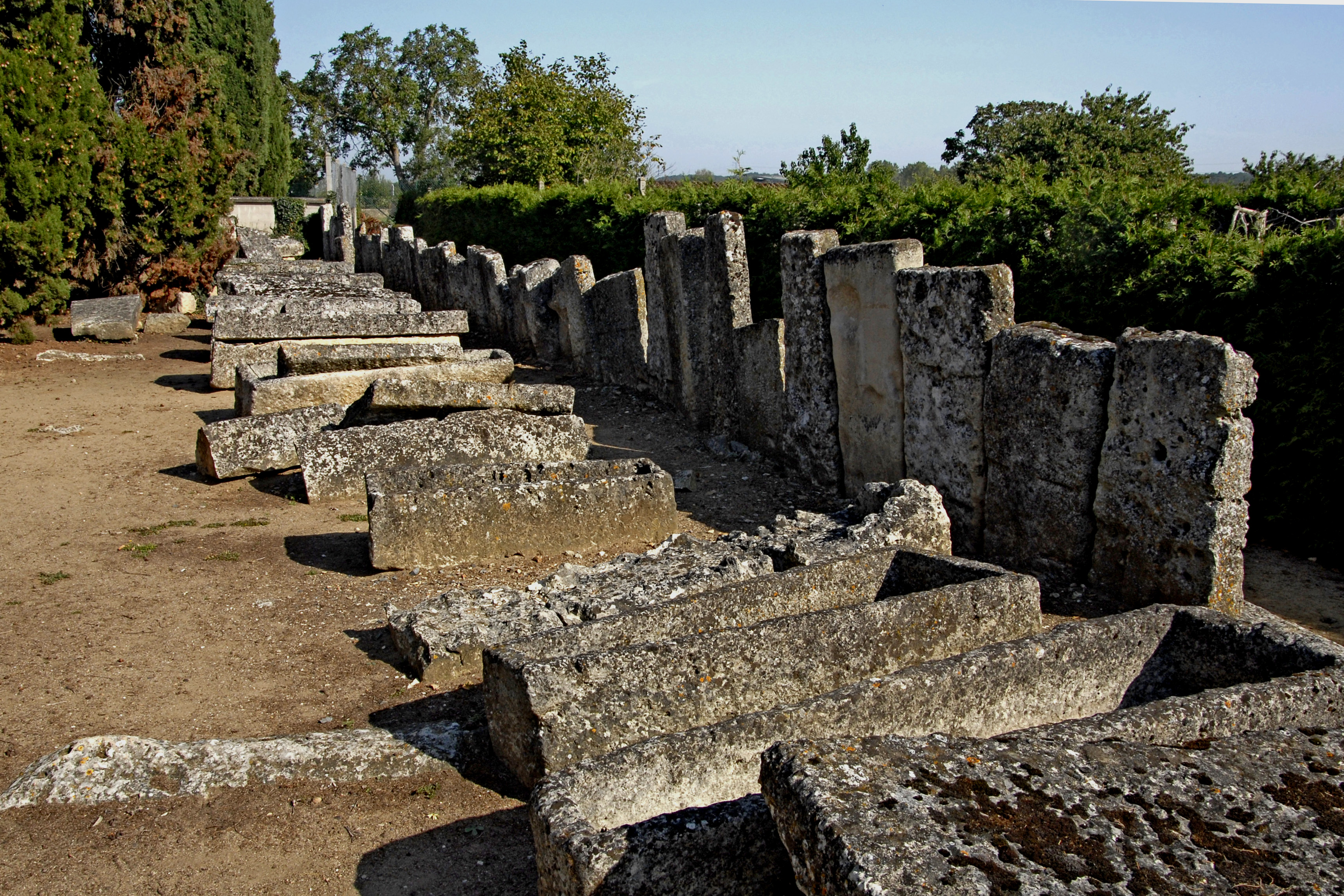
Steinsärge in Reihe
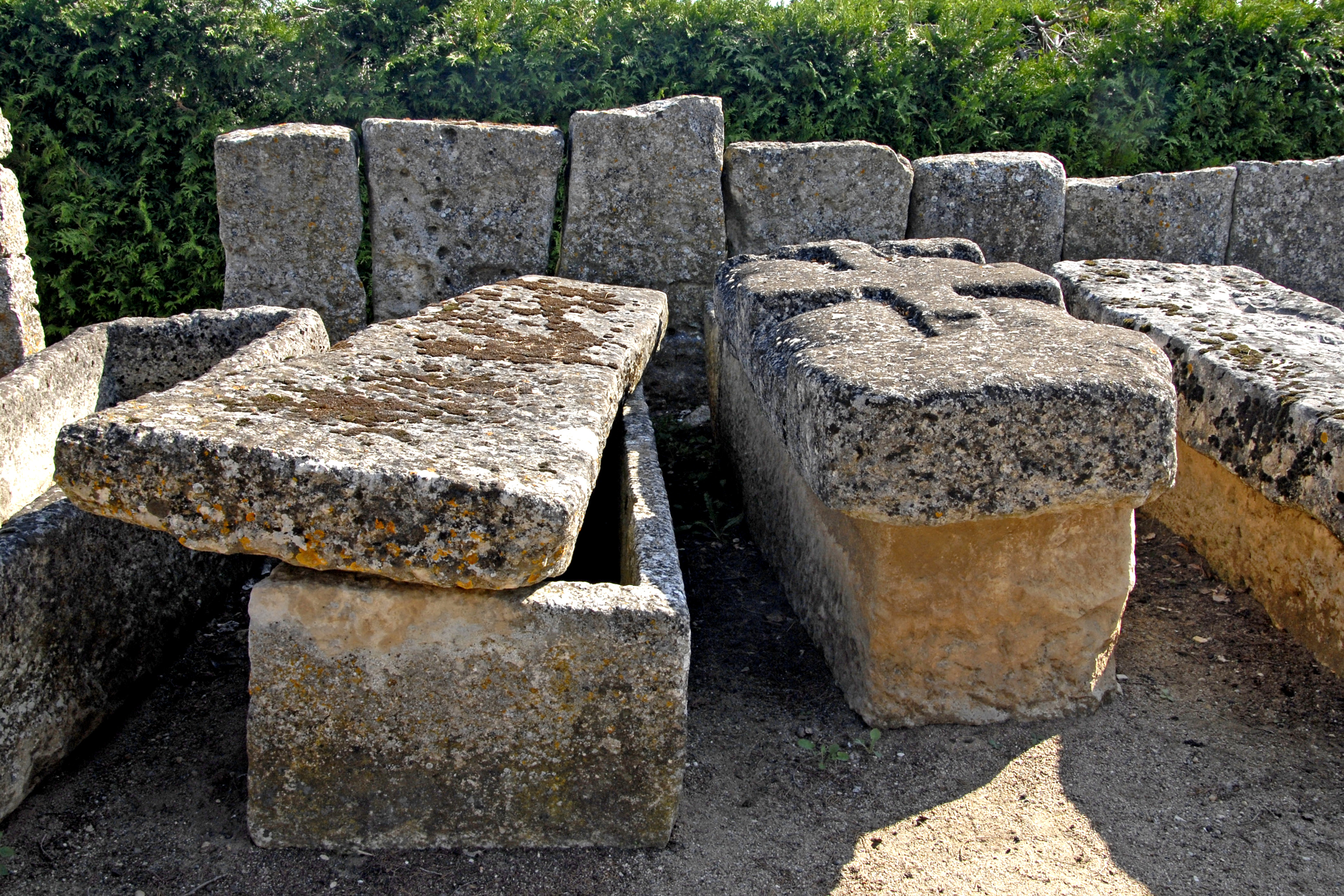
Sarkophage

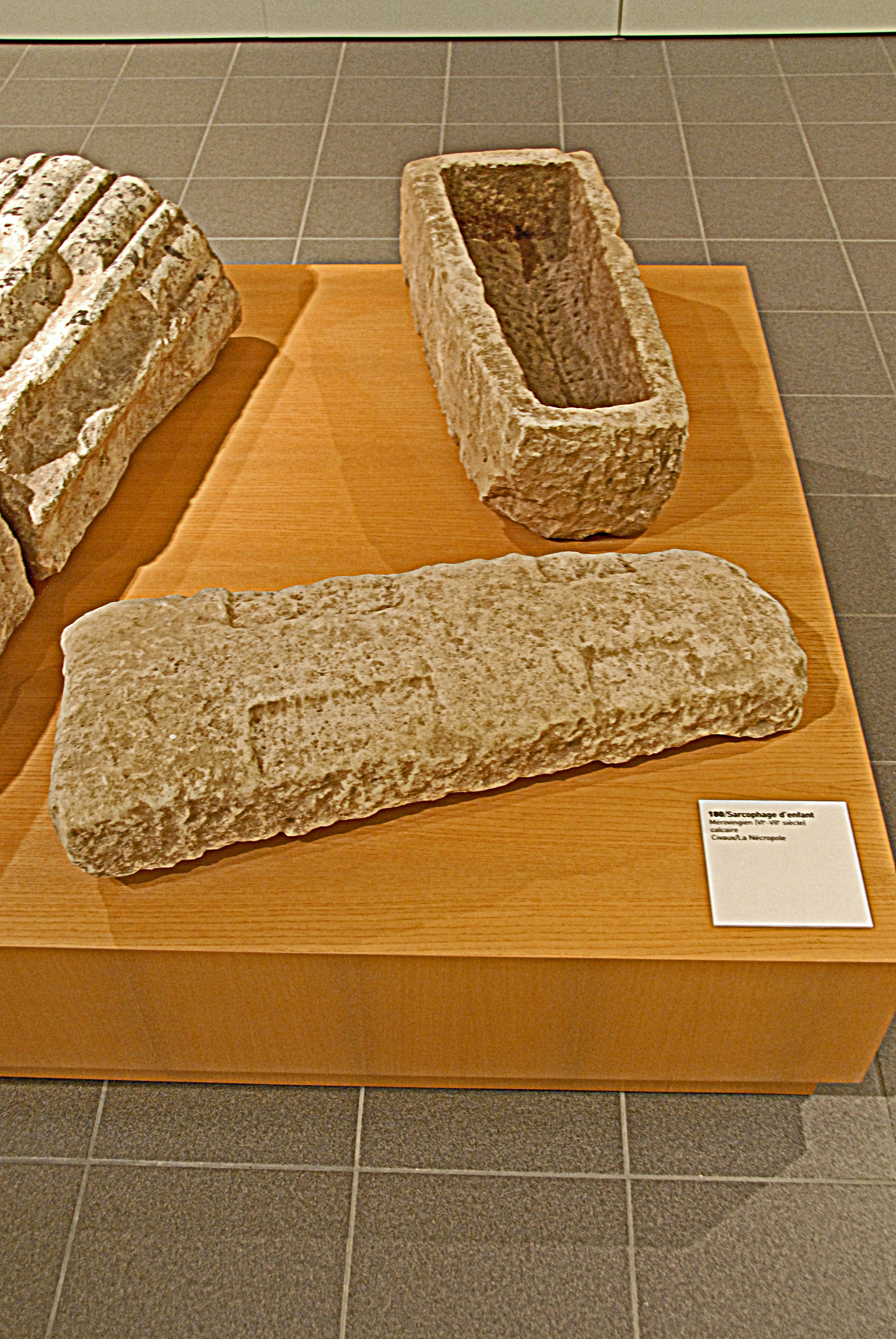
Museum, Kindersarkophag

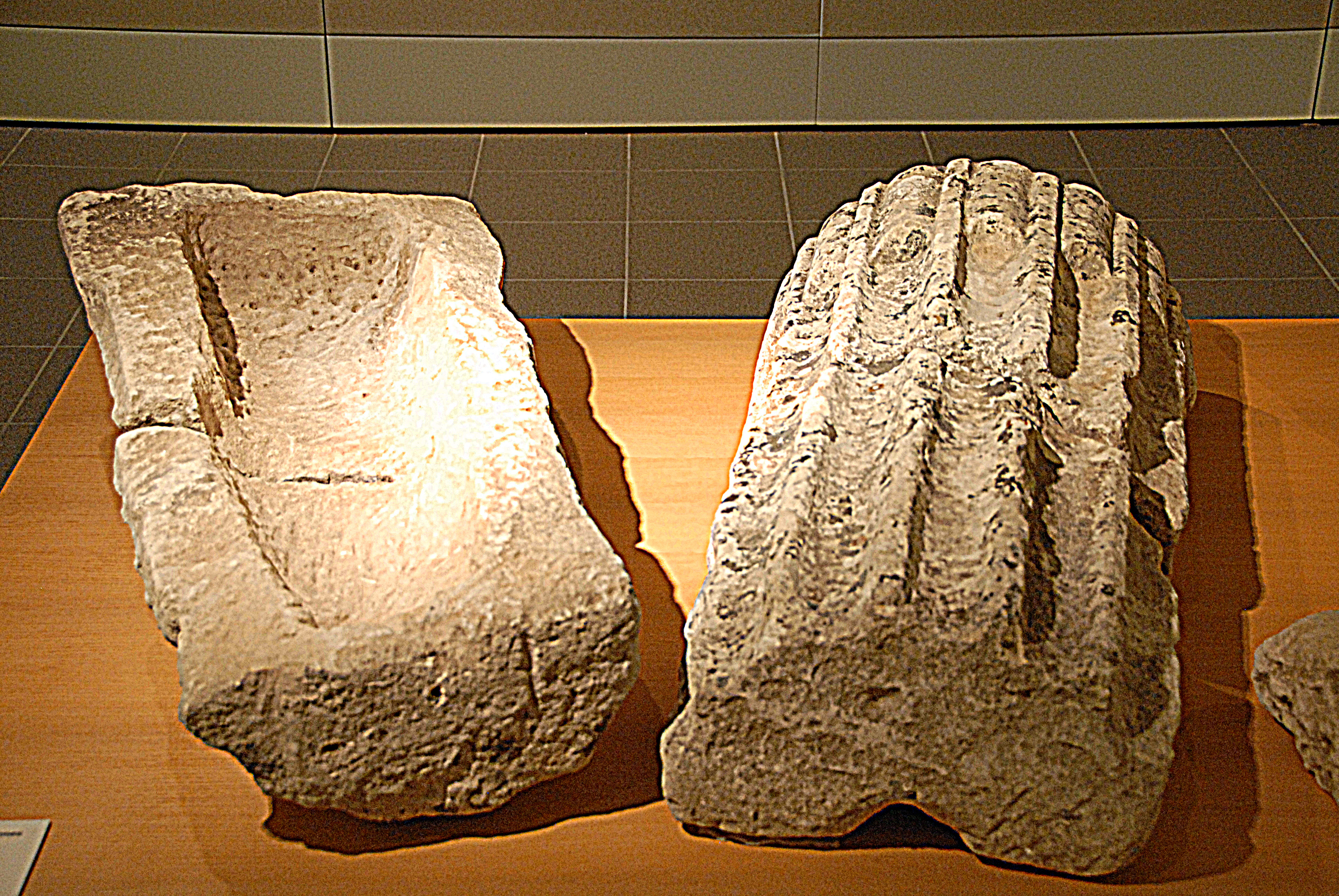
Museum, Sarkophag aus röm. Säule

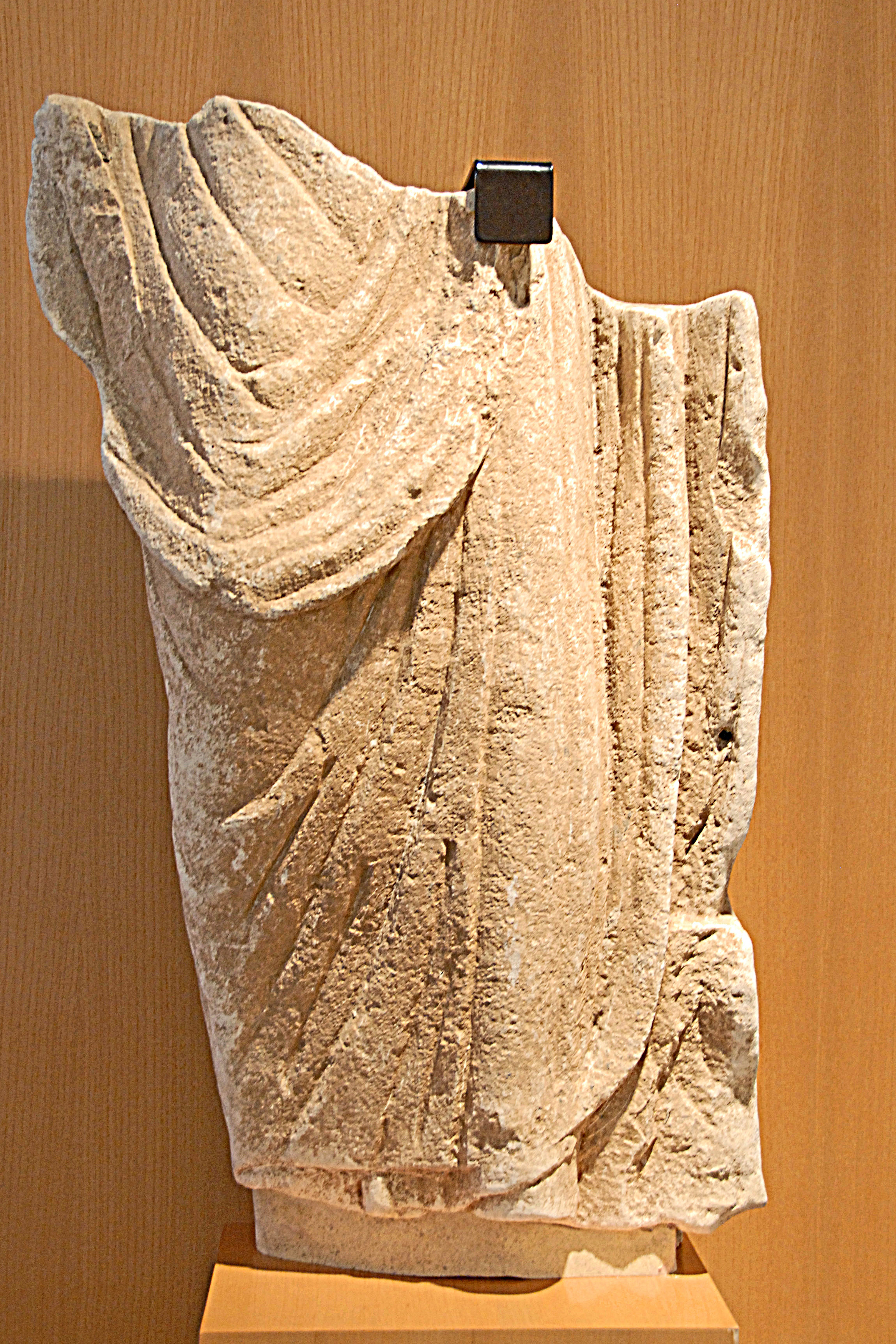
Museum, röm. Skulptur, als Sargdeckel wiederverwendet

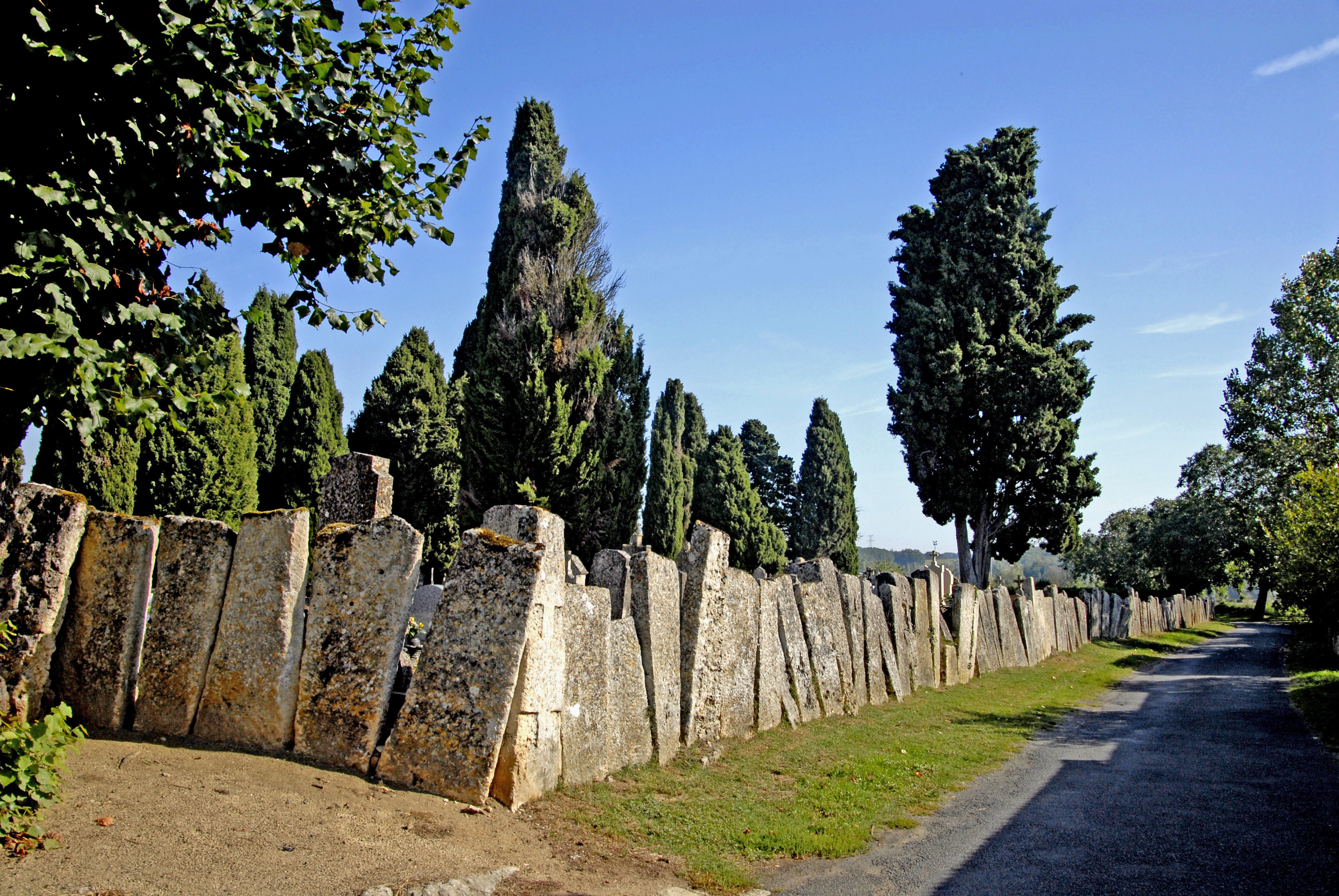
„Zaun“ aus Sarkophag- deckeln, im 18. Jh. errichtet
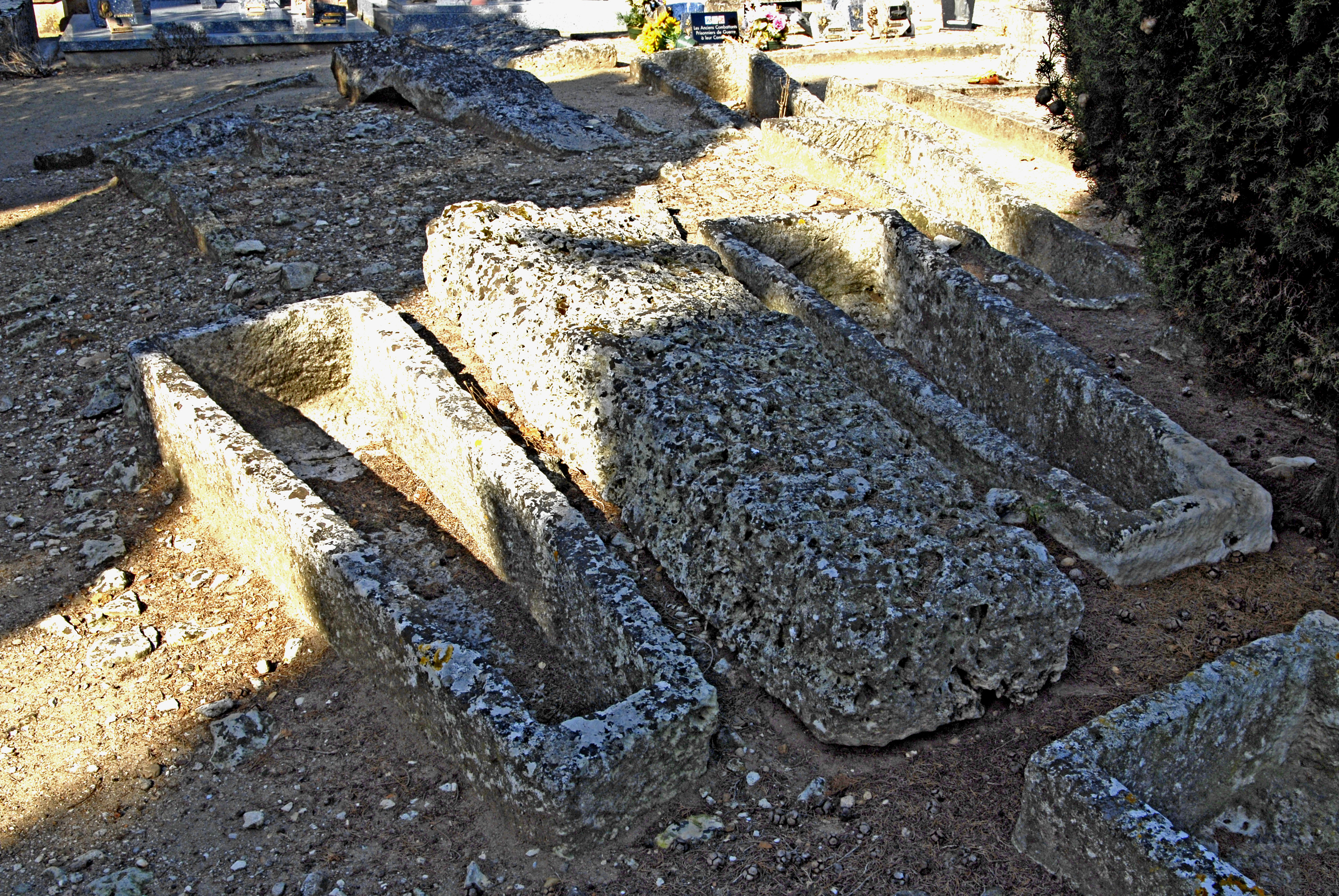
Sarkophage
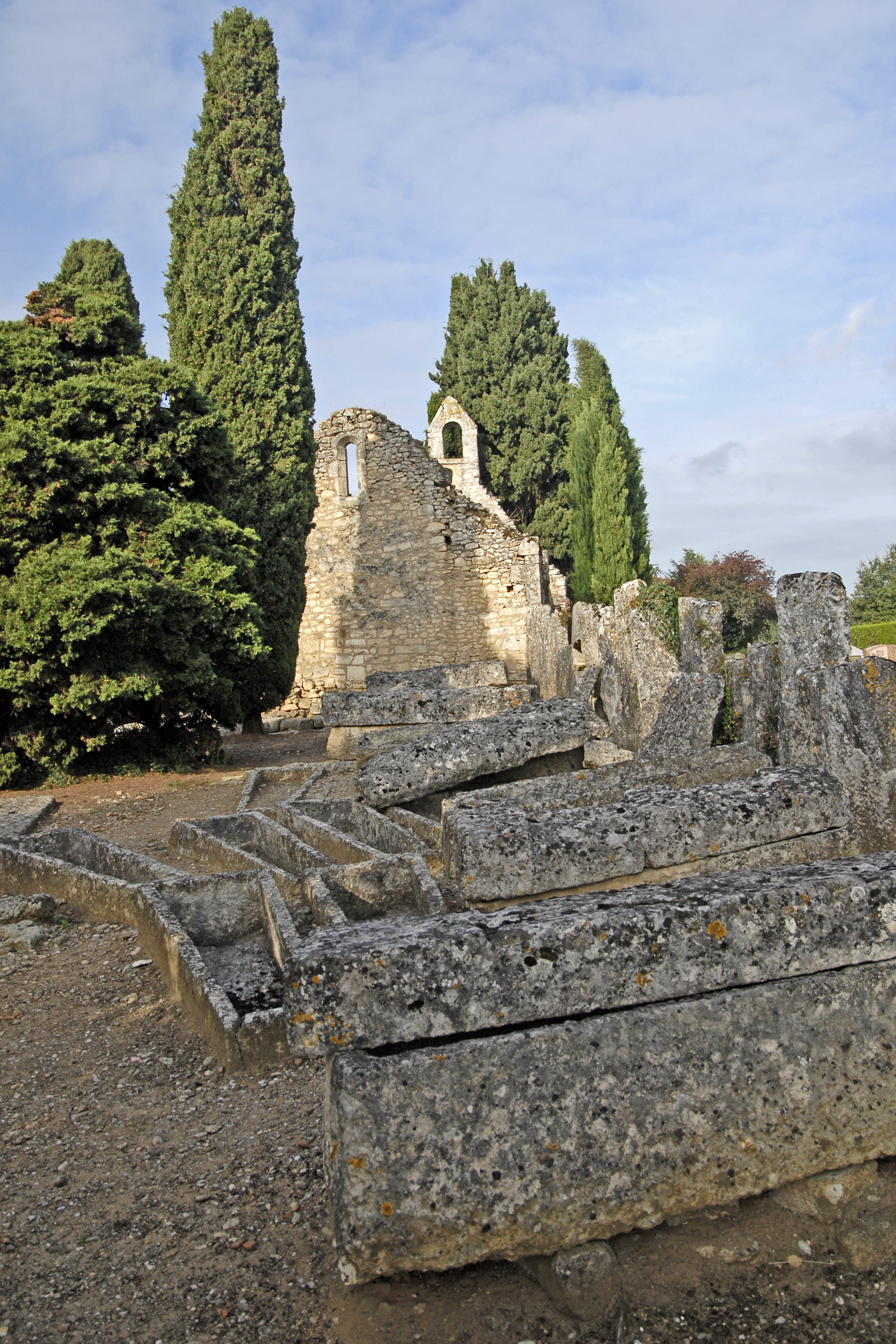
Sarkophage nahe der Kapelle
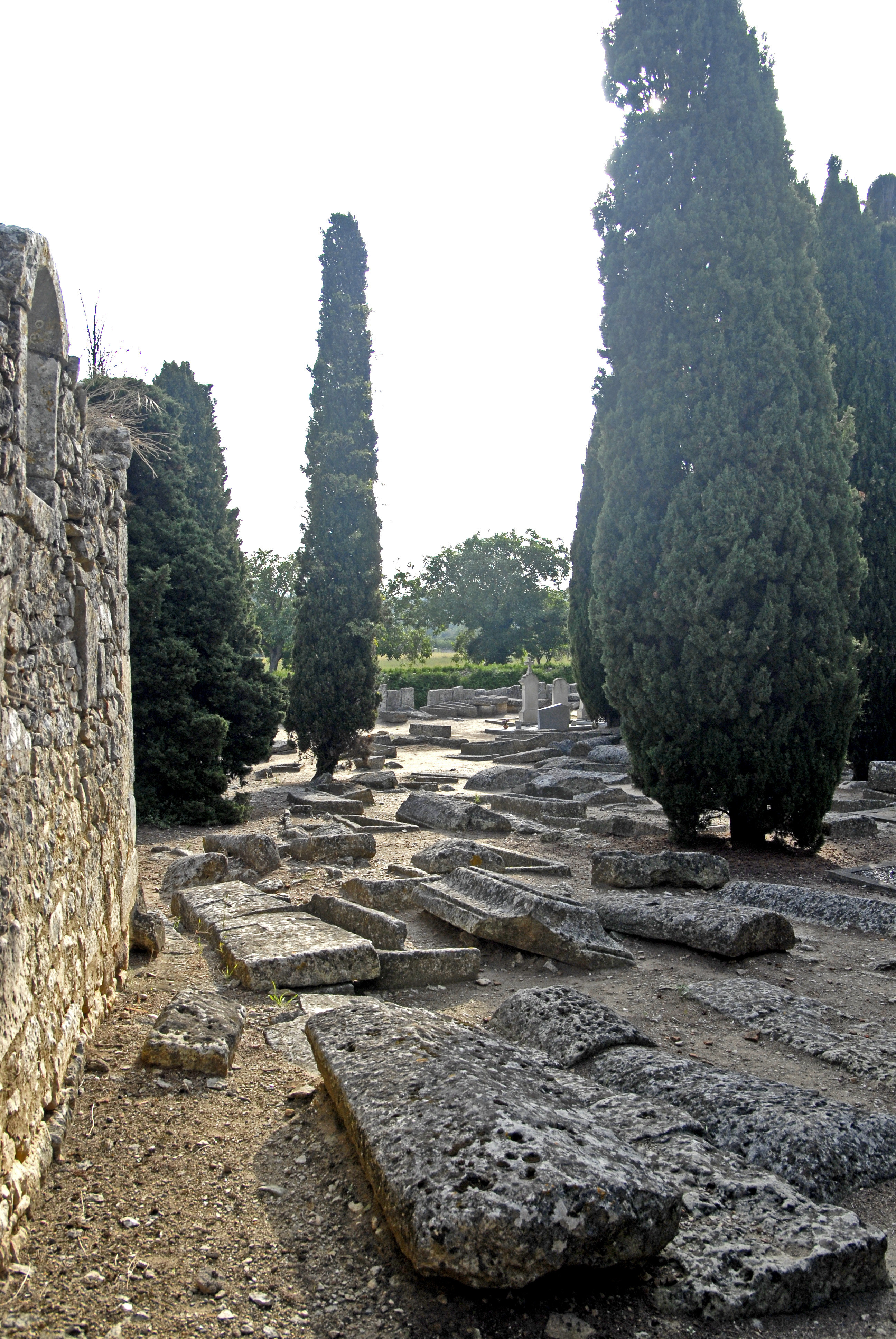
Sarkophage nahe der Kapelle
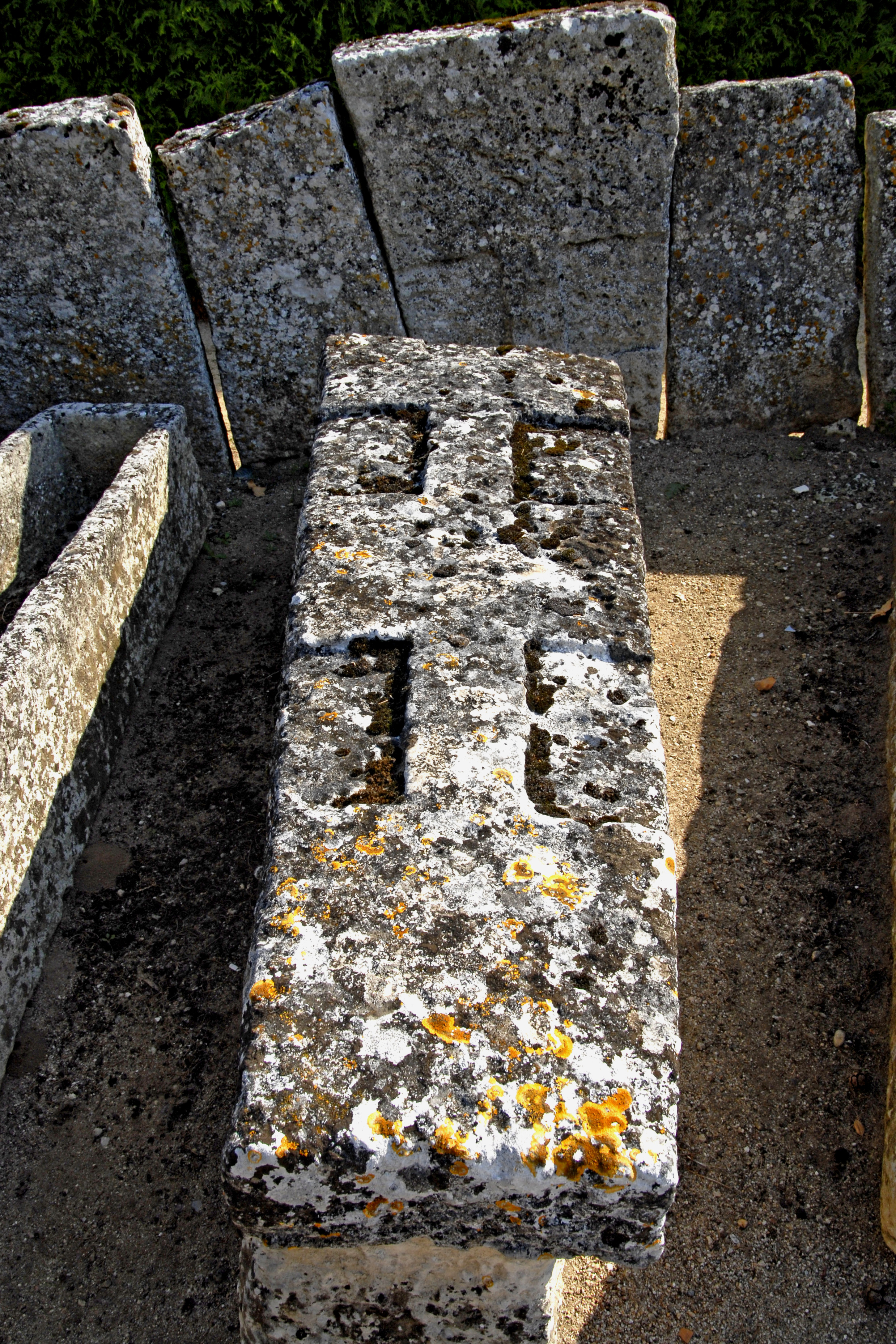
Sarkophagdeckel am „Zaun“
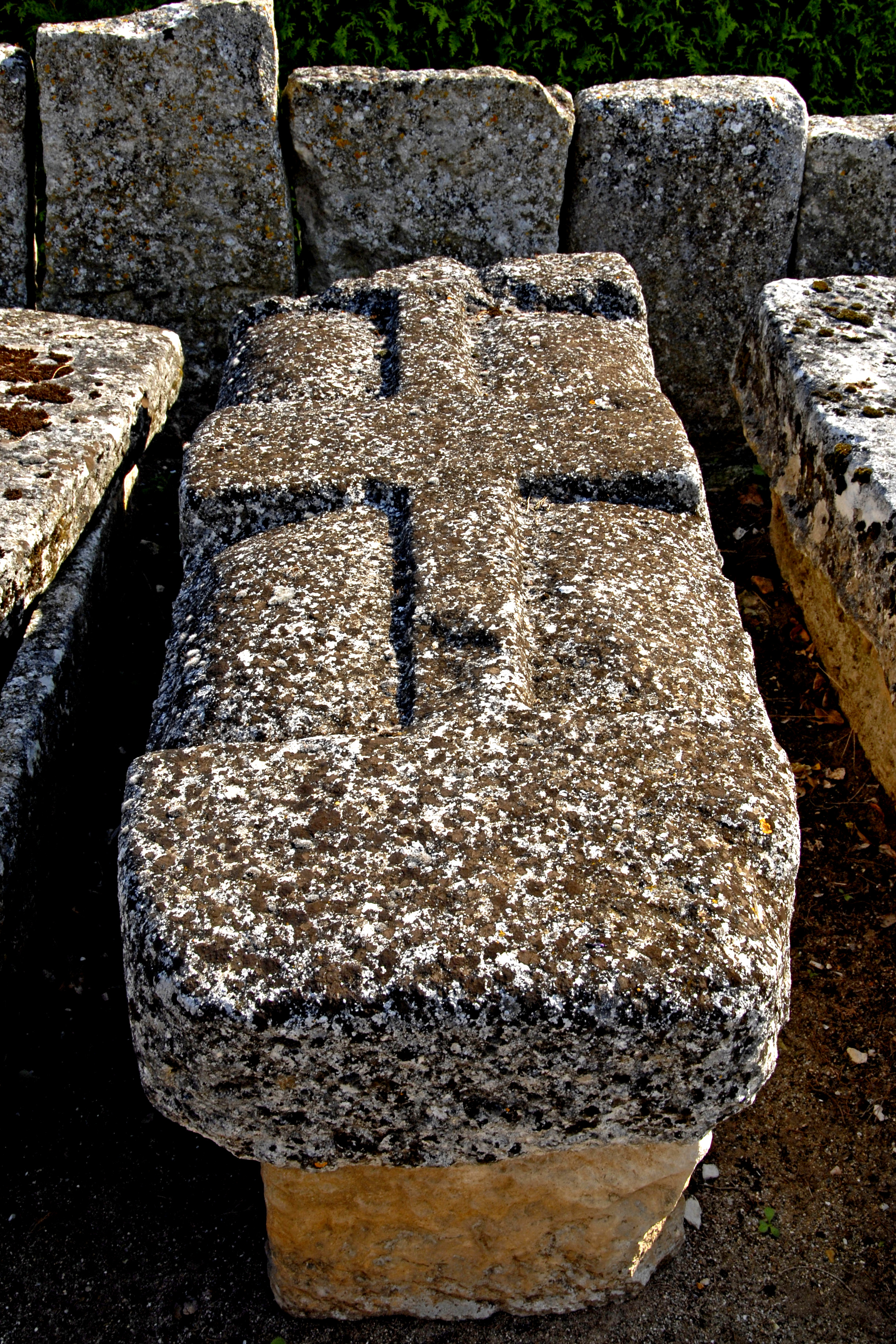
Sarkophagdeckel mit merowingischem Dekor

Die Begräbnisstätte der merowingischen Nekropole blieb über lange Zeit die bedeutendste und wohl auch wirtschaftlichste Einrichtung der Ortschaft. Sie liegt an der Ostseite der vom Kirchplatz abzweigenden, nordwärts nach Salles-en-Toulon führenden Straße, außerhalb der geschlossenen Bebauung (siehe Lageplan am Artikelanfang). Das heutige Grundstück mit seinem kompakten polygonalen Umriss besitzt eine Ausdehnung von im Mittel 60 mal 70 Metern, was gut 4000 Quadratmetern entspricht. Die heutige Ausdehnung weist der Friedhof seit dem 18. Jahrhundert auf. Die externe Randlage hat über die Jahrhunderte häufig Plünderungen der Gräber und der Steinmaterialien erleichtert. So waren zum Beispiel die Sarkophage in der Landwirtschaft als Futtertröge oder Behälter für Saatgut beliebt.
Pater Routh, Verfasser eines Berichts von 1737 über die ersten Ausgrabungen in der Nekropole, schreibt, dass der Friedhof damals mehr als zwei Hektar (20.000 m²) umfasste, was mindestens der fünffachen Größe des heutigen entspricht. Darin sind aber sicher die nördlichen und östlichen Grundstücke mit eingeschlossen. Er erläuterte weiter: „Sarkophage befanden sich auch spärlich in den benachbarten Flächen“. Nach seinen Beschreibungen, gab es damals ein Chaos: „geöffnete Sarkophage, Deckel, Säulen oder gallorömische Steinplatten lagen vermischt“. Die Zahl der angehäuften Sarkophage im frühen Mittelalter wird nach den Quellen auf 7000 bis 16.000 Stück geschätzt.

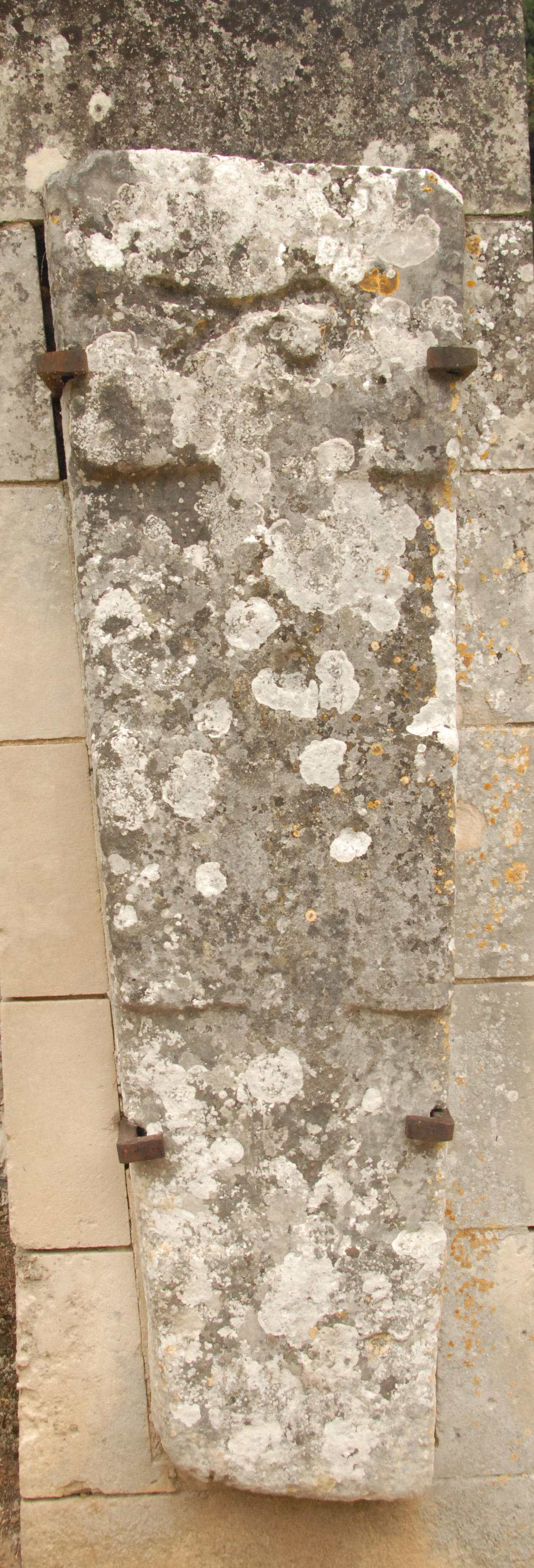
Gravur, Fisch, (oben)

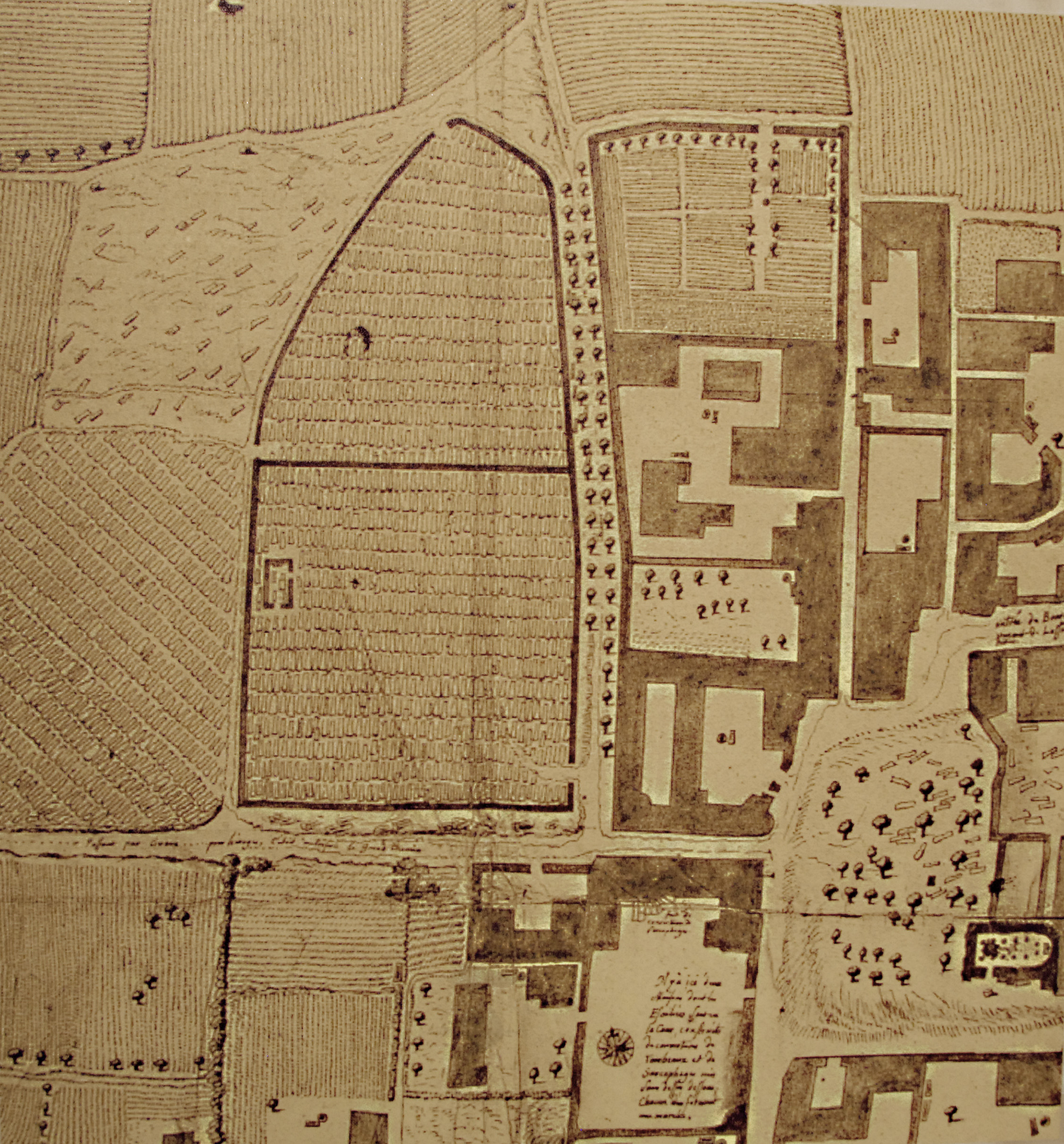
Merowingische Nekropole, Grafik um 1747

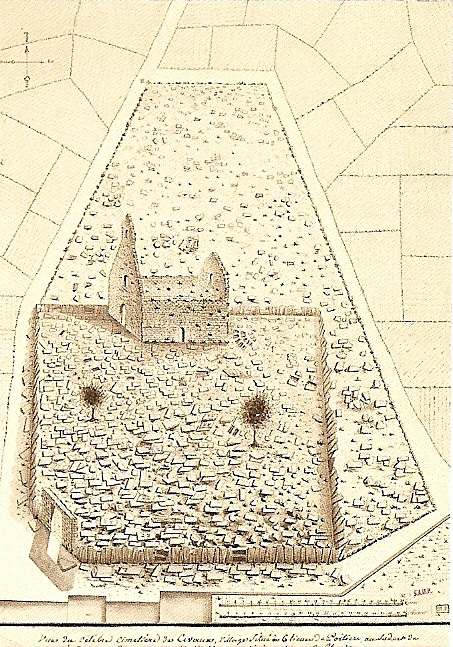
Merowing. Nekropole, Ansicht von SO, Grafik 18. Jahrhundert

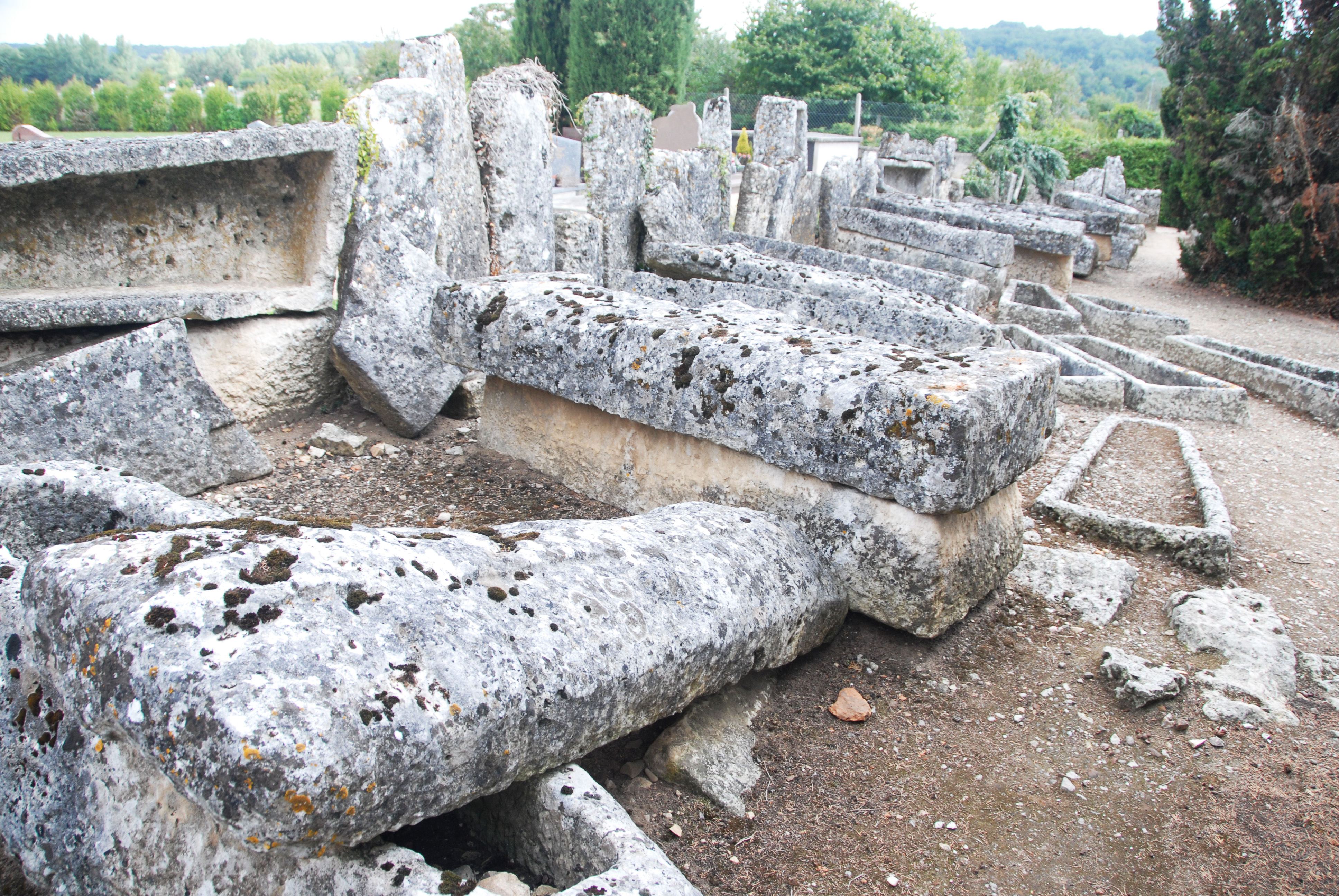
Sarkophage

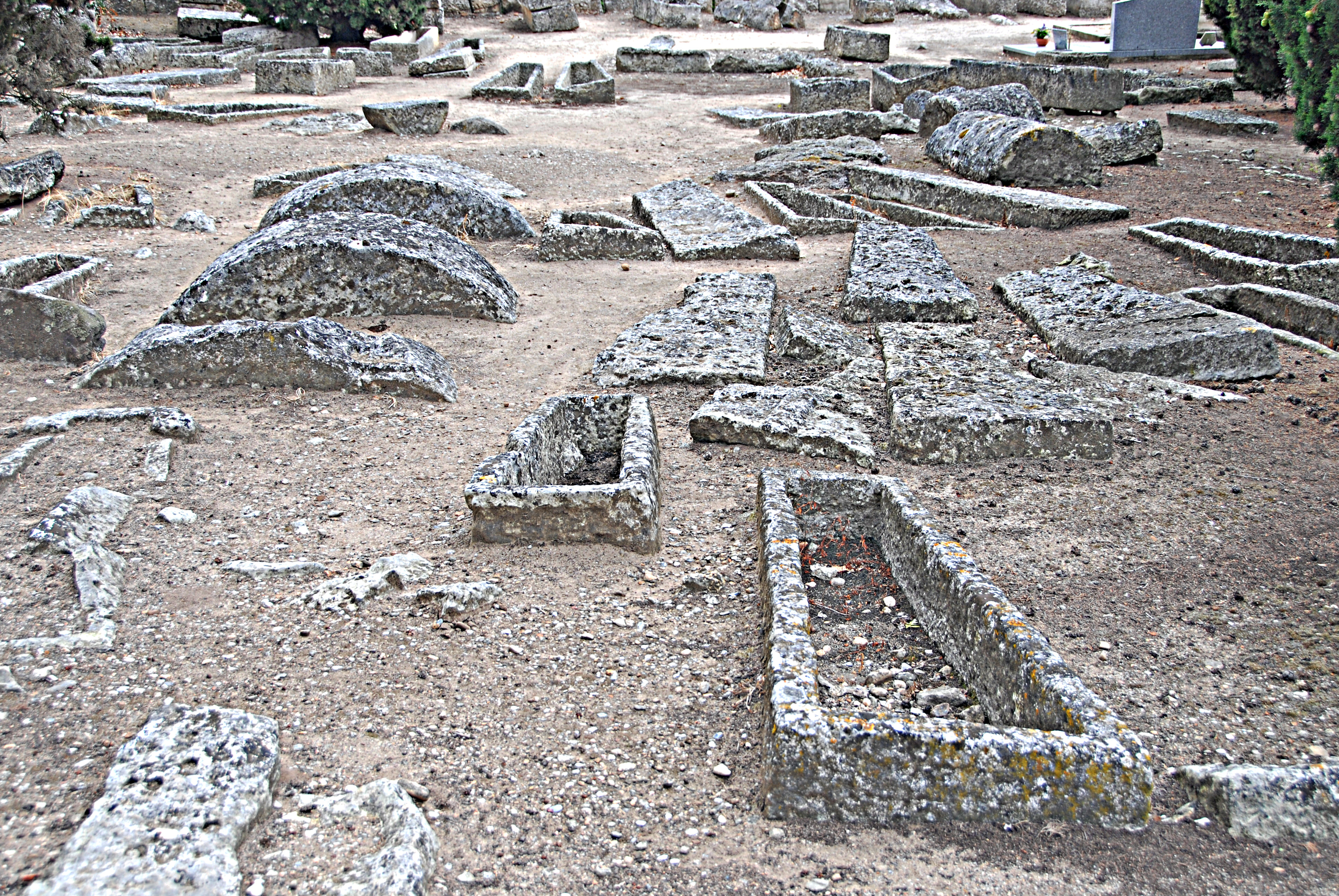
Sarkophage, teils gerundet

In einer Grafik von Beaumesnil, um 1747, von der im Museum von Civaux eine Replik ausgestellt ist, wird die Lage der Nekropole seltsamerweise nordwestlich und näher der Kirche dargestellt, und um mehr als 45 Grad verdreht. Sie stimmt keineswegs mit der tatsächlichen Lage überein, (siehe Lageplan des heutigen Ortes) weist aber ähnliche Proportionen und Gliederungen auf, und die Kapelle des 15. Jahrhunderts ist in der Einfassung etwa richtig platziert und war damals schon eine Ruine. Die Sarkophage sind in lückenlosen Reihungen dargestellt und erstrecken sich auch über die angrenzenden Grundstücke, etwa auch das des gallo-römischen Friedhofs, oder die Erweiterung des heutigen Ortsfriedhofs. Von dem oben beschriebenen Chaos ist nichts zu erkennen. Der Zeichner könnte vielleicht eine „Rekonstruktion“ der größten Ausdehnung der gesamten Nekropole dargestellt haben. In einer zweiten Grafik aus dem 18. Jahrhundert, in perspektivischer Darstellung, hat man das damalige Chaos der übrig gebliebenen Sarkophage annähernd realistisch dargestellt. Auf ihr ist auch der ältere Zugang auf den Friedhof in der südwestlichen abgeschrägten Ecke angeordnet. Die Kapellenruine gleicht etwa der heutigen.
Im Zusammenhang mit den ersten Ausgrabungen im 18. Jahrhundert hat man die weitgehend noch intakten Sarkophage auf die heutige Fläche zusammengetragen, teilweise in Reihen neu geordnet, mit passenden Deckeln versehen und mit einer markanten Einfriedung aus den vielen überzähligen Sarkophagdeckeln, die man aufrecht in den Boden einließ, umgeben. Der Zaun aus senkrechten Steinplatten erinnert an die Steinsetzungen der Menhire der Megalithkulturen. Die anfänglich in der Südwestecke angeordnete Zugangstür wurde später in die Mitte der Westwand verlegt.
Die Sarkophage weisen einheitliche Produktionsmerkmale auf. Die meisten der Behälter haben trapezförmige Umrisse. Die oft planen Deckel bestehen sehr selten aus drei Teilen und weisen in der Regel keinen Dekor auf. Die Längen sind unterschiedlich, der Größe der Bestatteten angepasst, es gibt sogar kleine Sarkophage für Kinder. Die Dicke der Wandungen beträgt 8 bis 10 cm. Diese Behälter sind mit Werkzeug behauen. Kissen und Aussparungen für den Kopf sind manchmal in den Stein des Sargs geformt.
Manche Behälter sind tief ausgehöhlt wie Architekturelemente von Baudenkmälern aus römischer Zeit. Auf einigen Exemplaren sind am Kopfende der Sarkophage lateinische oder griechische Kreuze erhalten. Frühe Autoren haben das Vorhandensein von Sarkophagen für zwei oder drei Personen bestätigt, wie man sie im Baptisterium Saint-Jean de Poitiers sehen kann, wie auch in Saint-Pierre-les-Églises in der Nähe von Chauvigny. Einige Gruppen oder Reihen von Behältern können dort besichtigt werden. Doch man kann wegen ihrer zahlreichen Veränderungen nicht behaupten, dass sie alle Originale sind.
Wie die Behälter sind auch die Deckel trapezförmig. Sie sind eben, häufig aber auch geschmückt mit einem Band in ganzer Längenausdehnung, das von drei breiten Bändern in Querrichtung gekreuzt wird. Es gibt viele offene Fragen zur Bedeutung dieses Dekors. Es scheint, dass es sich um eine etwas vereinfachte Nachahmung von Schmuckmotiven römischer Sarkophage handelt, da die Steinmetze in unmittelbarer Nähe der gallo-römischen Nekropole arbeiteten. Dieses Dekor war in der Region sehr verbreitet und zeichnet die Sarkophage des sogenannten Typ Poitou aus.
Zeichnungen von Beaumesnil, Dom Cabrol, Siauve und Pater de La Croix stellen verschiedene Formen dar, die diese Hypothese bestätigen und eine chronologische Entwicklung zeigen. Einige sind teilweise rund oder abgerundet. Es gibt auch zahlreiche wiederverwendete Steine aus römischen Säulen, Stücke von Friesen oder Stelen, die auf den Rückseiten angebracht sind. Auf diesen Deckeln befinden sich manchmal in Kopfhöhe eingravierte Zeichen: Griechische oder lateinische Kreuze, Dreizack, Anker, Fische, das Alpha und das Omega, häufig auch einfache Namen wie Maria, Ulfino, Pientia, Amada, Sancta,Inschriften sind selten. Im Museum von Civaux findet man sogar eine kopflose römische Skulptur, die man als Sarkophagdeckel verwendet hat.
Die sicher noch lange andauernde Existenz der oberirdischen Ruinen des Theaters, der Villa und der Heiligtümer in nachrömischer Zeit versorgte auch die Begräbnisstätten mit Steinmaterial, das in unmittelbarer Nähe wahrscheinlich preiswert zum Abbruch zur Verfügung stand. Der erhebliche Aufwand, das Material aus den Steinbrüchen zu lösen und zu formen, reduzierte sich damit wesentlich. Die großen Blöcke der Sitzstufen des Theaters eigneten sich möglicherweise sogar zur Herstellung von Sarkophagen.
Die ältesten Sarkophage stammen vom Ende der römischen Zeit und vom Beginn des Frühmittelalters. Sie sind rechteckig, ausgesprochen massiv, und werden von dachförmigen Deckeln aus vier Teilen abgedeckt, die teilweise mit Verzierungen geschmückt sind. Darauf folgten die trapezförmigen Sarkophage mit unterschiedlichen Deckeln, wie in Dachform, gerundet oder eben, aber oft dekoriert mit Streifen in der Längsachse und in mehreren Querachsen.
Im Hochmittelalter wurden nicht nur trapezförmige oder rechteckige Sarkophage verwendet, sondern auch Gehäuse aus Trockenmauerwerk, Truhen aus Holz, oder wieder Gräber ohne Behältnisse unmittelbar im Erdreich, mit Grabsteinen oder Stelen, um die Position des Grabes zu kennzeichnen. Zu allen Zeiten konnten die Verstorbenen in Mausoleen (kleine Bestattungsgebäude) beigesetzt werden. In Civaux wurden keine reich dekorierten Sarkophage gefunden; ohne Zweifel haben es Plünderer geschafft, die schönsten Exemplare zu entfernen. Die meisten Grabstätten zeichnen sich durch große Schlichtheit aus.
Für die Produktion von Sarkophagen ist die Organisation der Herstellung als auch der Vermarktung gleich wichtig. Werkstätten gab es in den Steinbrüchen, wie die von La Tour-aux-Cognos, Font-Chrétien, Guillotière und von Vallée-aux-Tombes. Die Vermarktung erfolgte vor Ort, einige Sarkophage wurden über die Wasserwege zu anderen benachbarten Gemeinden exportiert, in das Zentrum und vor allem an die Loire.

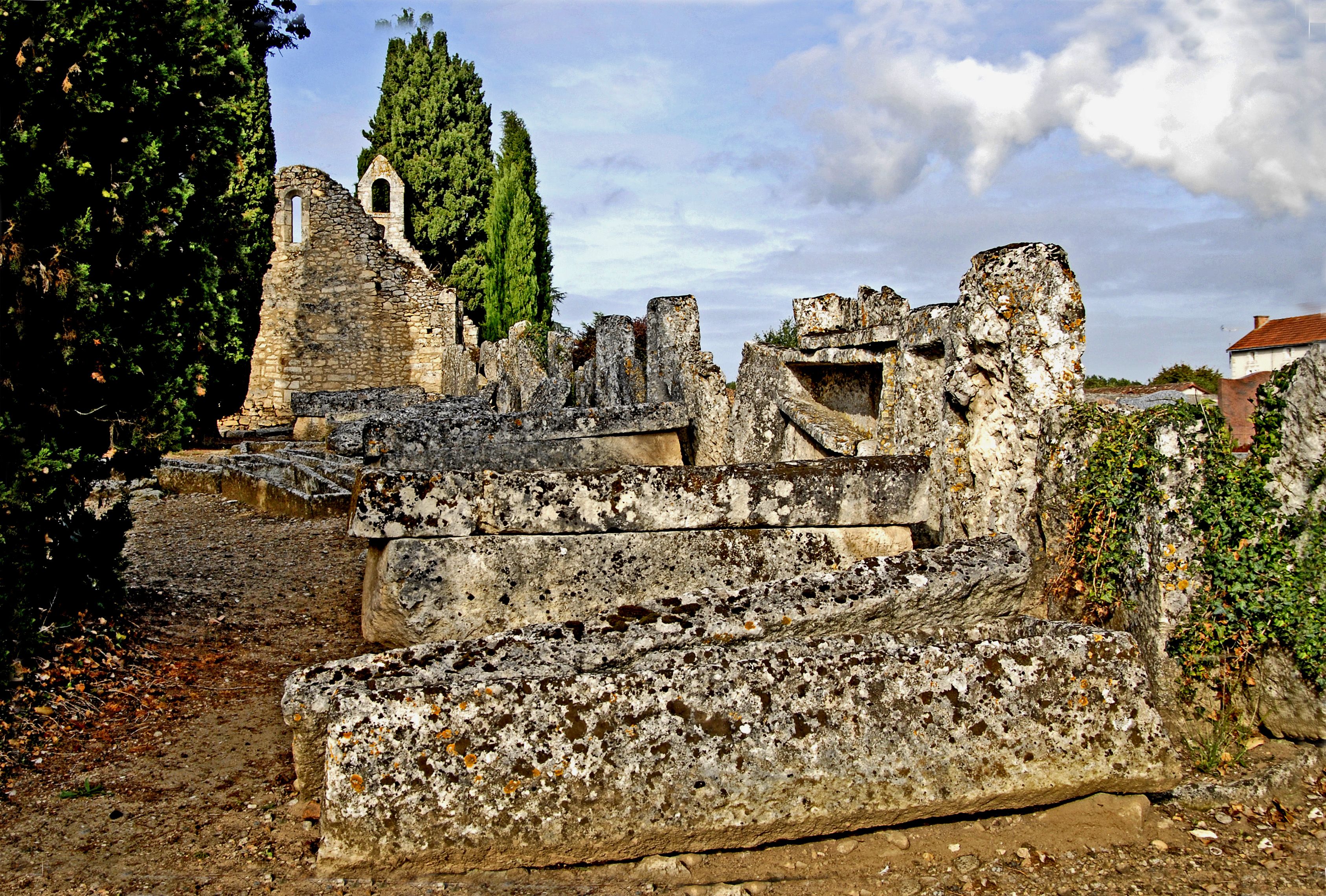
Nekropole, Sarkophage nahe der Kapelle

Die Steinmetze waren Kunsthandwerker oder auch einfache Arbeiter. Es scheint, dass diese Art von Tätigkeit mit einer sozialen Organisation verbunden war, in der Religion und aristokratische Macht sehr nahe beieinander sind. Es gibt Anzeichen, dass ein großer Friedhof nur dann wirtschaftlich gehalten werden konnte, wenn er mit Besitz und mit der Bildung von Gewinn verbunden war. Es ist sicher kein Zufall, wenn das Lied De geste de Girart de Roussillon, an die Lage von Civaux erinnert und von einem feudalen Abt spricht, der die Herstellung und Vermarktung von Sarkophagen kontrolliert. Seit dem 5. bis zum 7. und 8. Jahrhundert, entwickelte sich die Nekropole im Boden neben dem gallo-römischen Bestattungsfeld und vielleicht auch schrittweise auf seine Kosten.

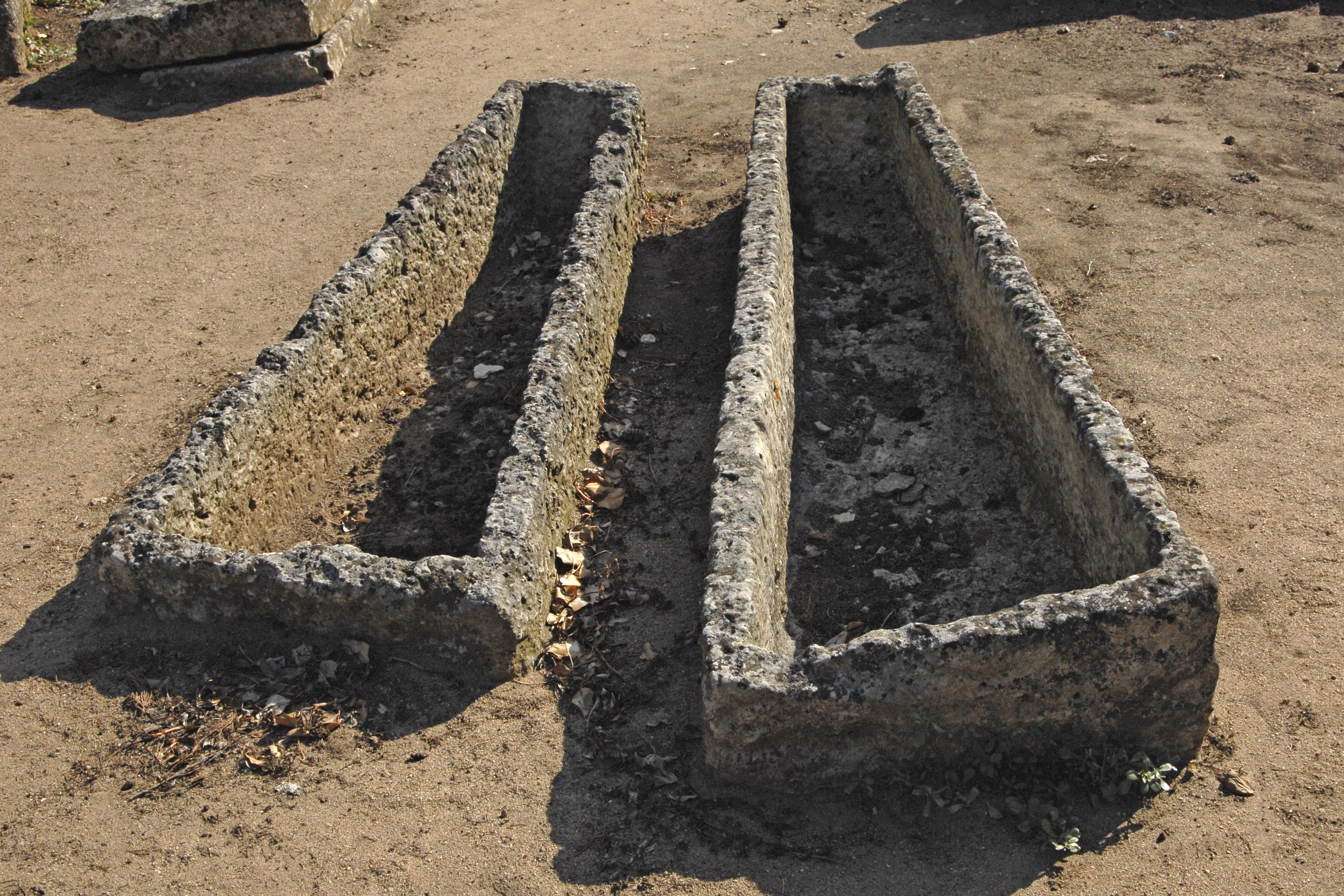
Sarkophage in Trapezform

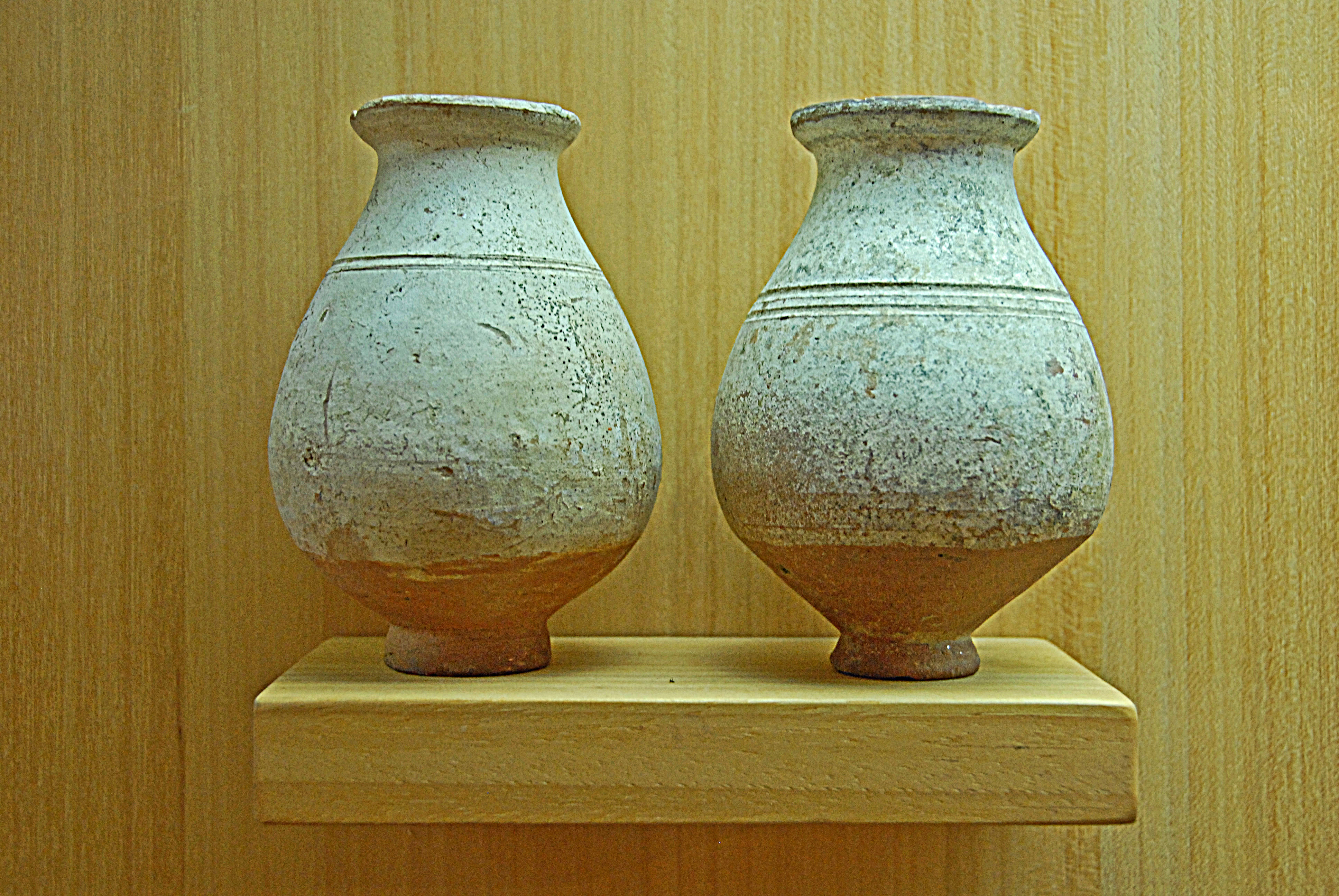
Museum, Keramiken, Frühmittelalter

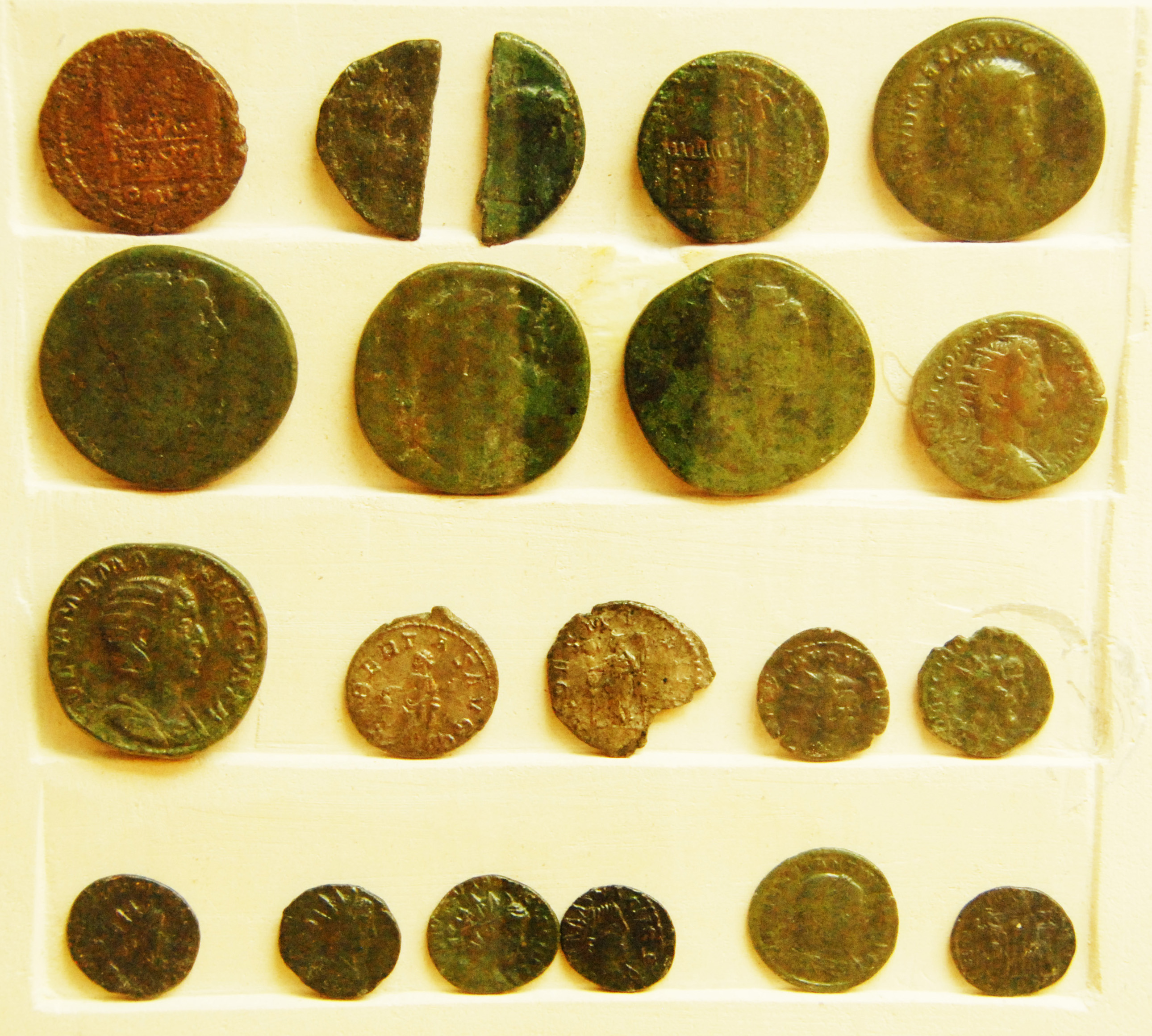
Civaux, Museum, Kupfer- und Silbermünzen

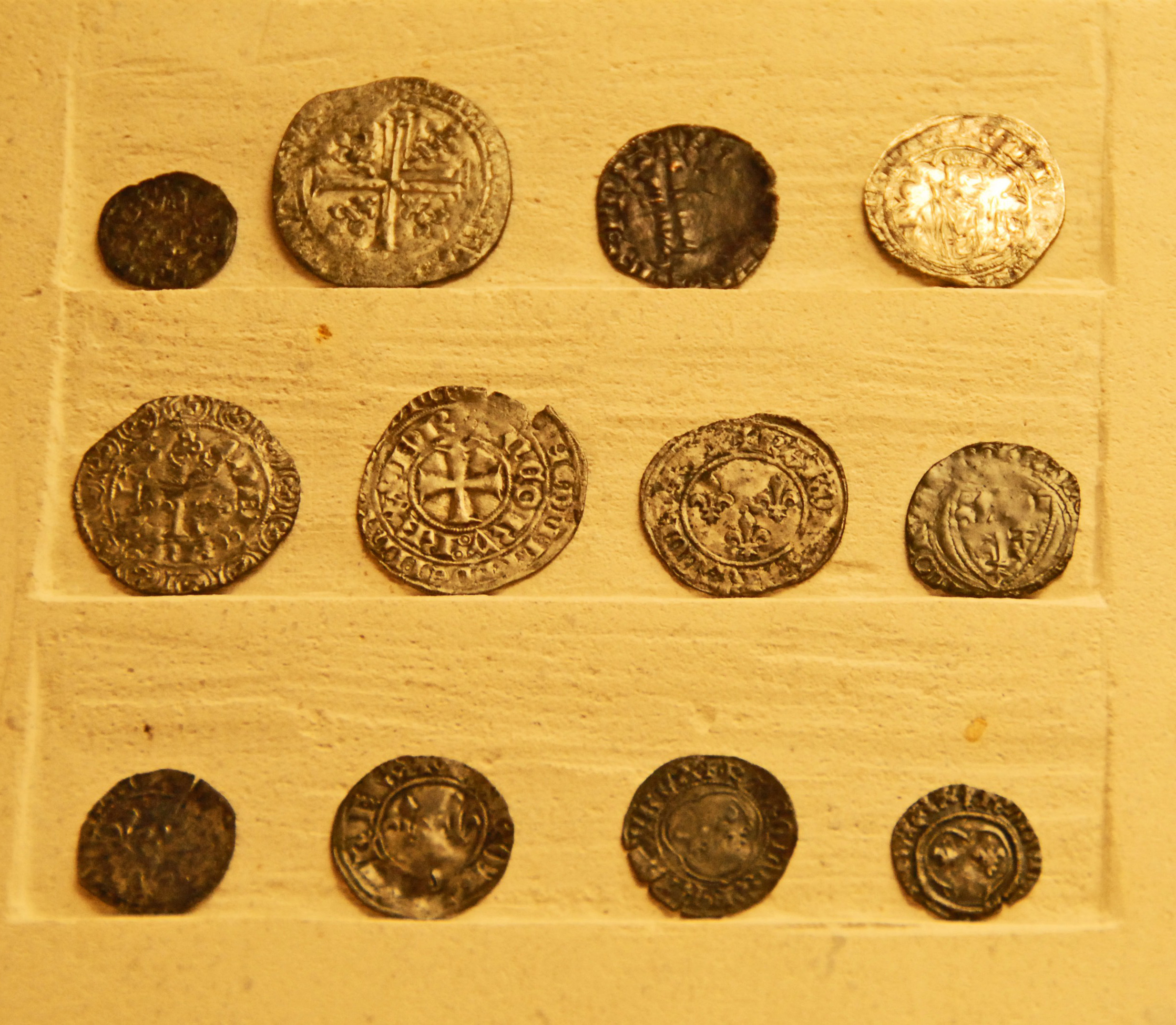
Civaux, Museum, Goldmünzen

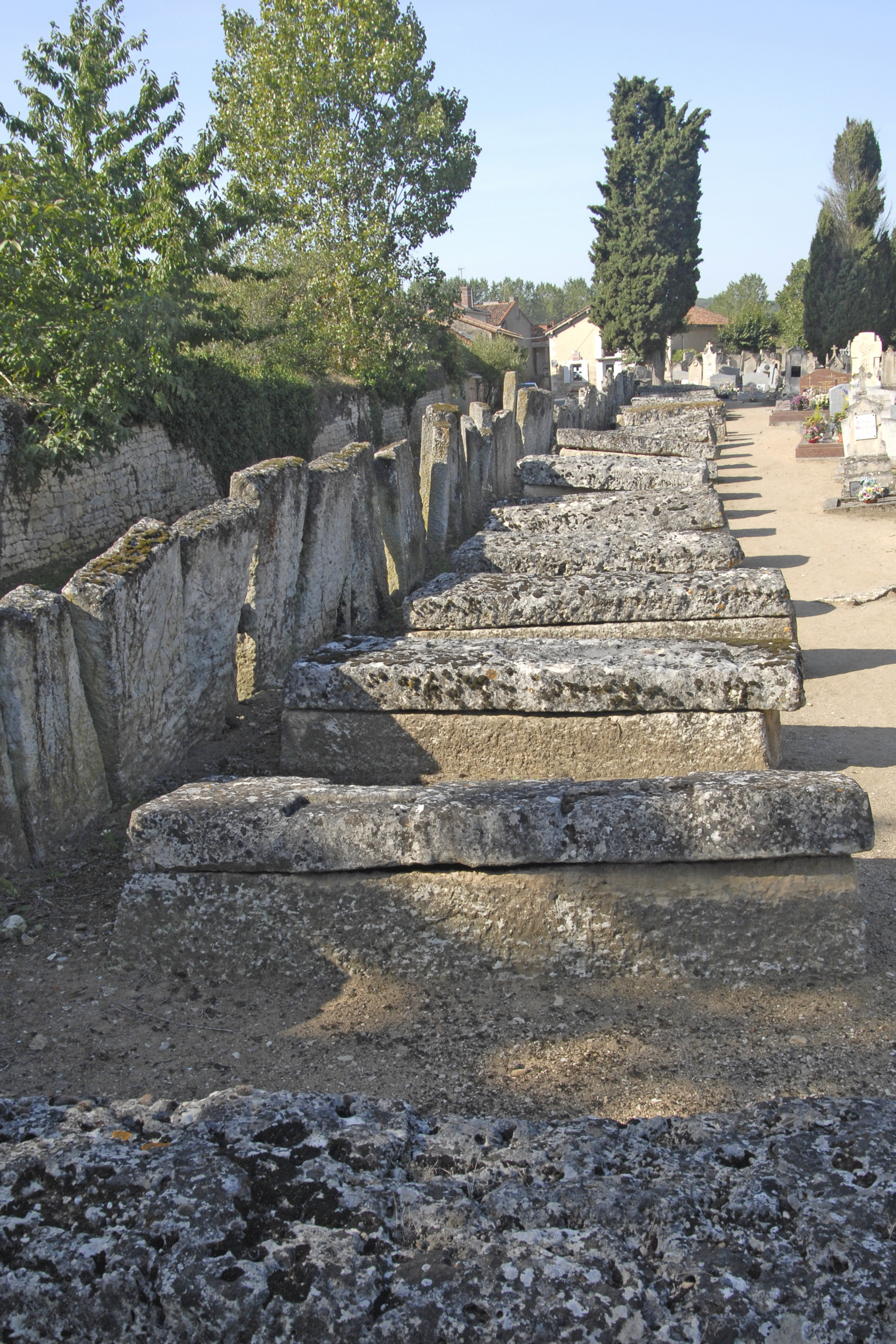
Sarkophage in Reihe, am „Zaun“
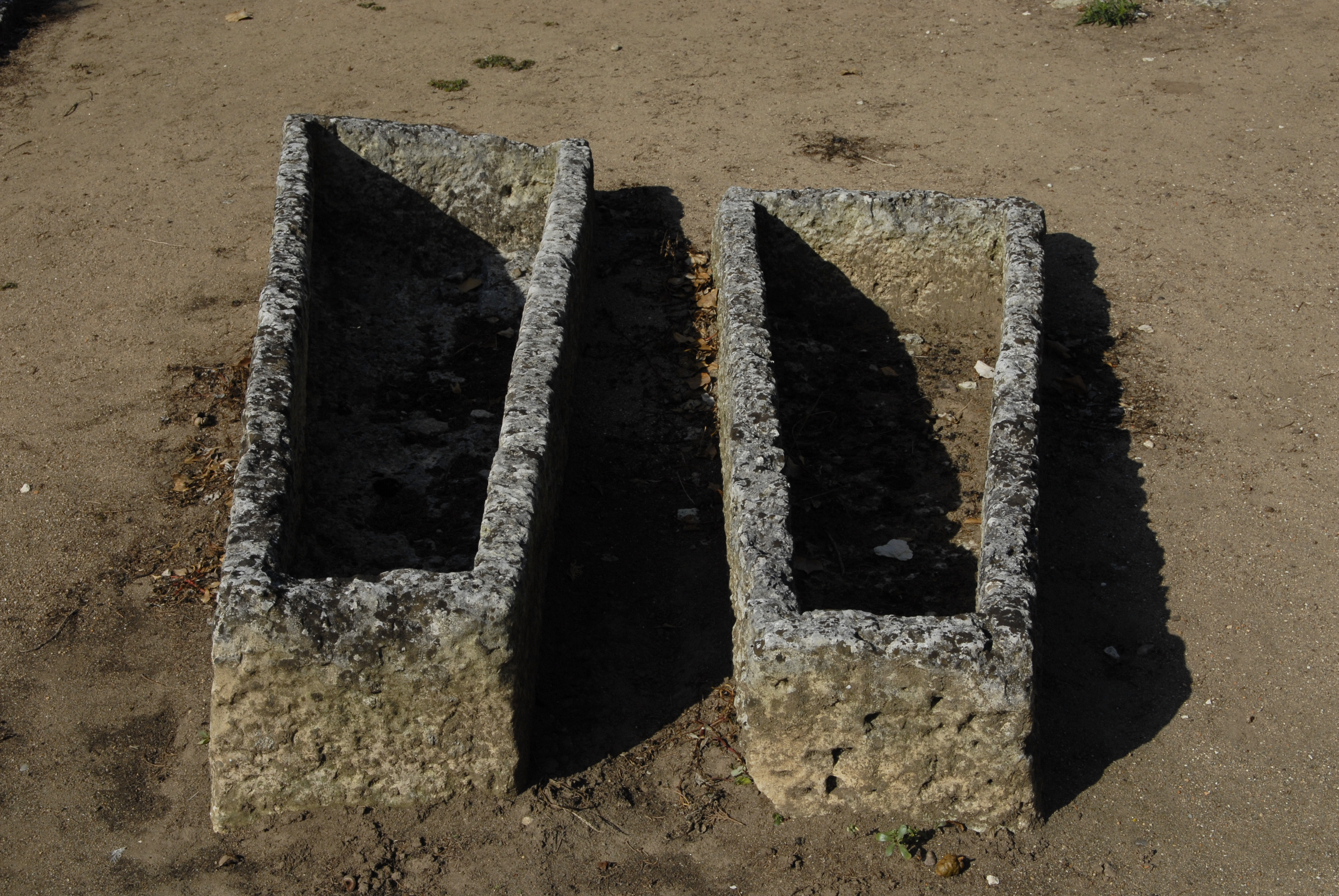
Sarkophage
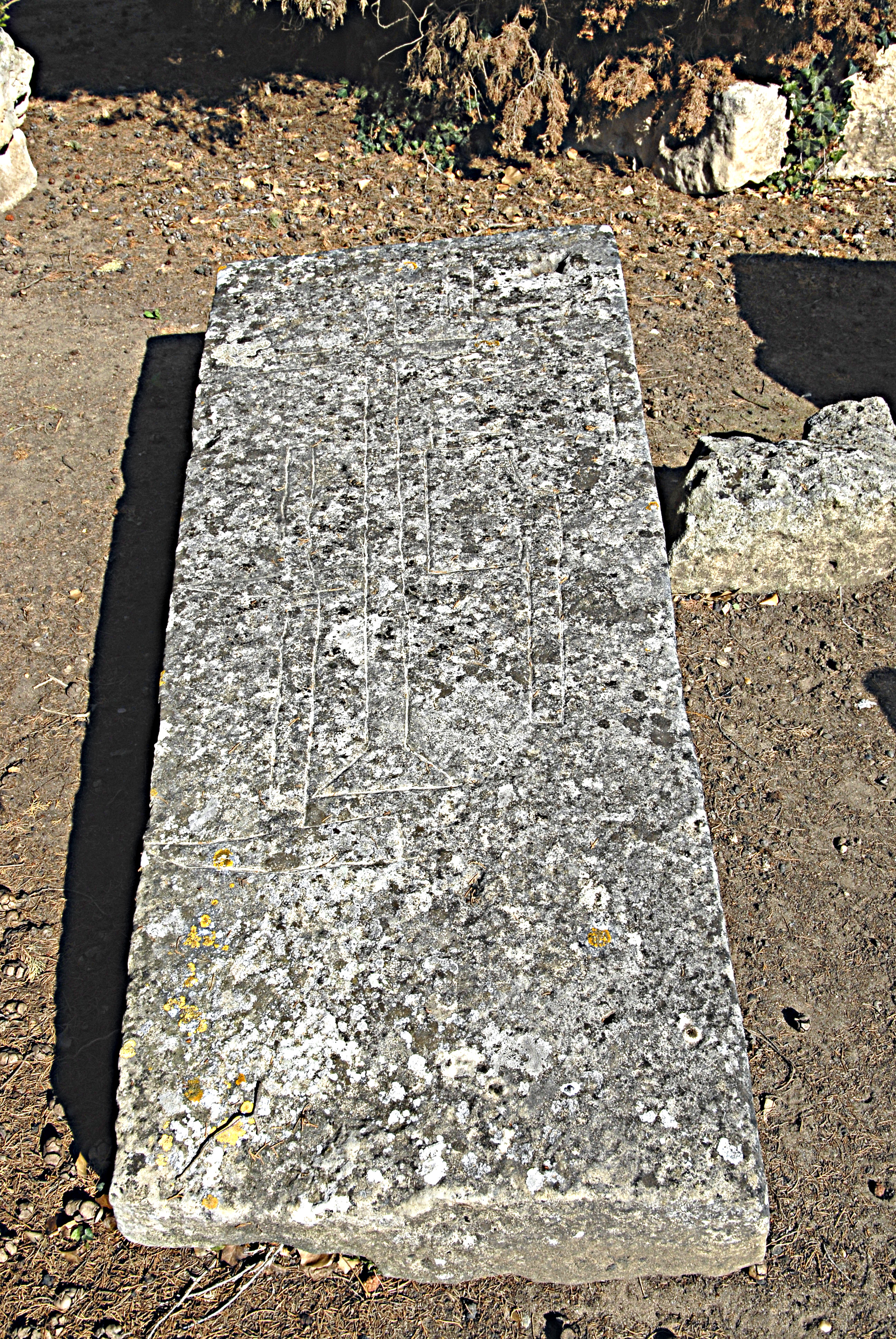
Sarkophagdeckel mit Gravuren

#### Andere Bestattungsorte in der Umgebung Civaux, im Frühmittelalter
In 5 km nördlich von Civaux erstreckte sich der Friedhof von Claireaux in der Nähe der Dive auf einer Fläche von 600 m², er enthielt 172 Reihengräber. Er ist nachgewiesen für das 5. oder 6. und für das 8. Jahrhundert. Mehrere Gruppen von Grabstätten, deren Struktur, Ausrichtung und Datierung differiert – so gibt es Kalksteinbehälter nebeneinander, rechteckige Kästen aus Holz, die in große Gruben eingebracht waren, dann die gleiche Art von Grabstätten, aber trapezförmig, schließlich auch trapezförmige Sarkophage. Die Wiederverwendung von Sarkophagen, wie auch von Gräbern wurden nachgewiesen. Eins der Gräber enthielt eine simultane Beisetzung eines Mannes neben einer Frau. In sechs Gräbern fanden sich Schmuckobjekte, datiert auf das 6. und 7. Jahrhundert, wie Fibeln, Ringe und Gürtelschnallen. Es ist wahrscheinlich, dass dieser in der Nähe einer Ortschaft lag.
Nicht weit von hier, in Cubord-de-Maison-Neuve, wurden zwei Sarkophage gefunden, die Reste von sieben Personen bargen. Einer der Deckel ist reich dekoriert.
Nur 700 m vom Dorf Civaux, auf dem Weg nach Loubressac in der Ebene von Monas, hat É.-M.-Siauve im 19. Jahrhundert einige Sarkophage entdeckt, zwei davon sind mit einem lateinischen Kreuz dekoriert. Bei einer Grabung, stieß man auf einige Abmauerungen, so wie auch auf andere Gräber, in denen jeweils bis zu drei Personen bestattet waren. Zu Beginn des 20. Jahrhunderts unternahm Henri Duguet Untersuchungen an der gleichen Stelle. Er entdeckte die Reste eines kleinen quadratischen Gebäudes, dessen Boden aus Feuerstein bestand, der von Beton übergossen war. Man fand auf der Türschwelle im Norden eine sogenannte Crapaudine (= „Kröte“,durchbohrte Stein- oder Metallplatte, in der sich eine Türangel dreht) und am Boden ruhte der Türsturz. Rund herum befanden sich Gräber. Einige Deckel sind dekoriert mit Bändern in Längs- und Querrichtung oder verschiedenen Motiven wie Dreizack, Stern, Rad und dem griechischen Buchstaben rho. Eines war besonders dekoriert: drei griechische Kreuze überragten zwei Spiralen und durchdrangen sich gegenseitig. Die Datierung des Gebäudes ist strittig und reicht von der gallo-römische Zeit bis ins Frühmittelalter, wie auch seine Bedeutung, etwa ein kleiner Tempel, eine private Grabkapelle oder wahrscheinlicher ein Oratorium für den Totenkult.

### Mittelalter

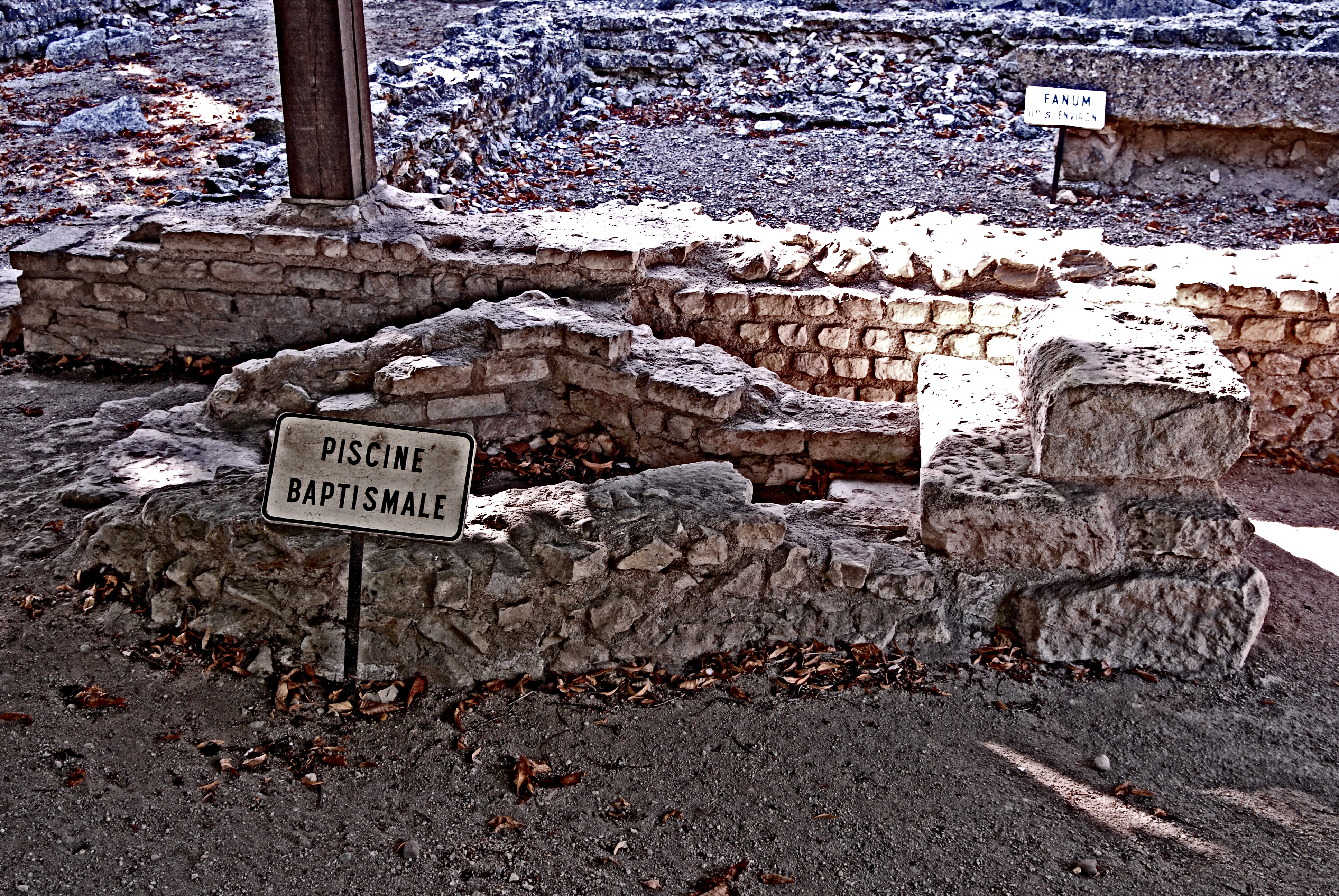
Ausgrabungen, frühchristliches Tauchbecken, mit drei großen Stufen, von N

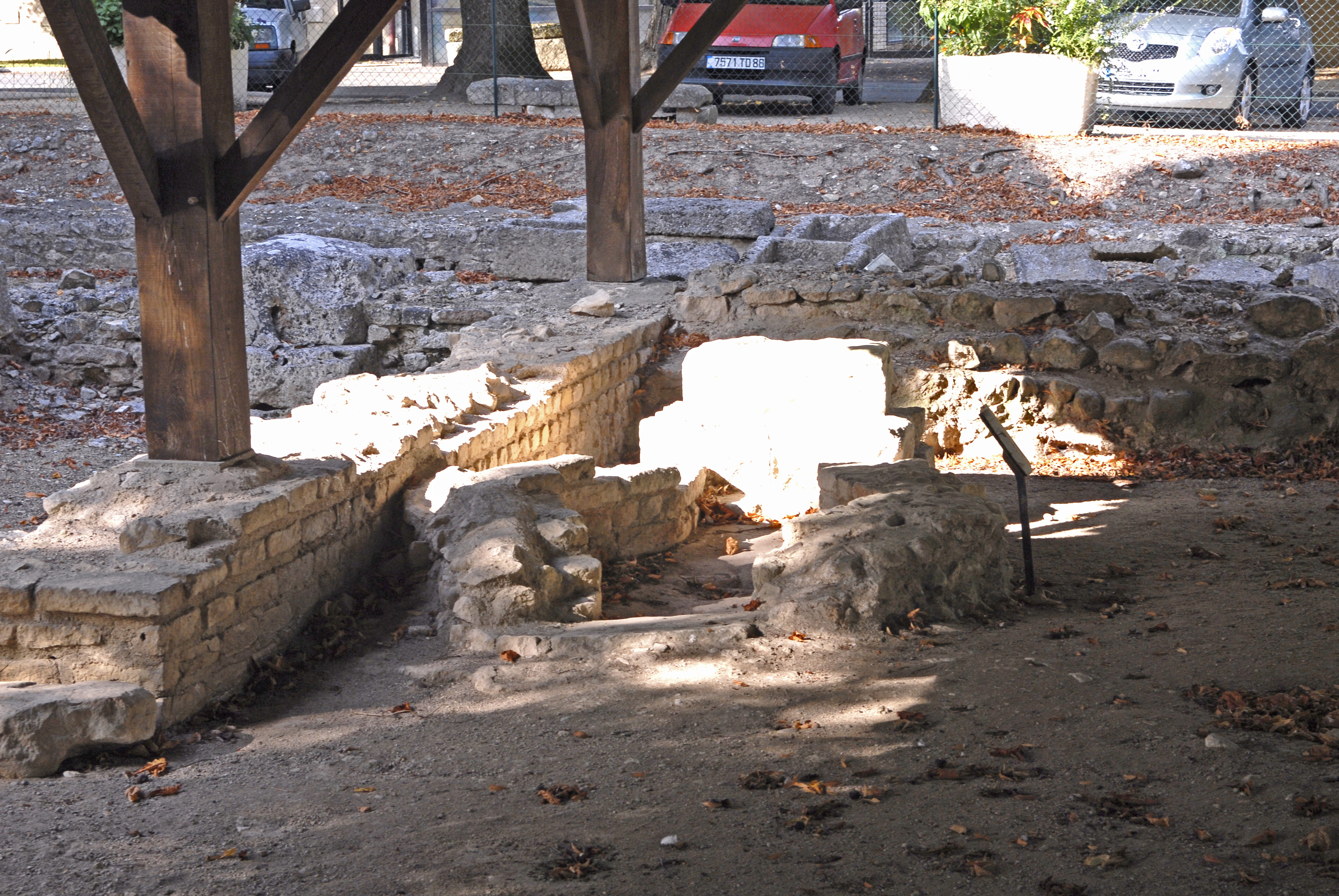
Ausgrabungen, frühchristliches Tauchbecken, von O

Das Mittelalter nimmt einen Zeitraum von etwa 500/600 bis 1500 n. Chr. ein und gliedert sich in drei Abschnitte, und zwar in das:
- Frühmittelalter: 6. Jahrhundert bis Anfang 10. Jahrhundert
- Hochmittelalter: Anfang 10. Jahrhundert bis circa 1250.
- Spätmittelalter: circa 1250 bis circa 1500.

#### Frühmittelalter
Das Frühmittelalter war diese lange Zeit, von der Antike (gallo-römische Zeit) bis zur Romanik, die sich auf die sogenannte merowingische und karolingische Zeit erstreckte, vom Ende des 5. Jahrhunderts bis zum Anfang des 10. Jahrhunderts.

##### Frühe Kirchengemeinde und ein Priorat
Gegen Ende des römischen Imperiums verschwand die Ortschaft nicht wie andere römische oder gallo-römische Siedlungen. Die Aufrechterhaltung des Wohlstands verdankt Civaux der frühen Verbreitung des Christentums. Die Tradition des gallo-römischen Sanktuariums wurde von den frühen merowingischen Christen übernommen und mit einem eigenen Heiligtum fortgeführt. In der nördlichen Galerie des antiken Sanktuariums wurden im Jahr 1961 ein steinernes Taufbecken aus dem 3. Jahrhundert ausgegraben. Darüber entstand im 4. Jahrhundert unter Verwendung der teilweise erhaltenen Mauern des ehemaligen nördlichen fanums und Wiederaufbau von Wänden auf den noch erhaltenen Grundmauern ein Baptisterium, das einzige zu dieser Zeit in den ländlichen Gebieten des Poitou bekannte. Es diente der damals üblichen Erwachsenentaufe, auch Gläubigentaufe genannt, in einem von der Kirche unabhängigen Gebäude oder Raum. Der Täufling stieg dazu über eine Treppe in ein in den Boden eingelassenes Becken, das etwa knietief mit Wasser gefüllt war, und wurde vom Täufer mit diesem Wasser übergossen. Eine christliche Gemeinde bestand hier seit dem Ende des 4. oder Anfang des 5. Jahrhunderts.
Der Wohlstand und die Bekanntheit von Civaux vom 4. bis in das 10. Jahrhundert waren bemerkenswert. Die Gründe, die zur Anlage der großen merowingischen Nekropole geführt haben, sind noch wenig bekannt. Jedenfalls zählte sie schon bei ihrer Entstehung zu den größten der weiteren Region. Ihre Gründung und ihr Bestand war allerdings nur unter Aufsicht und Abhängigkeit eines Bischofs erlaubt.
Die frühe Existenz einer christlichen Gemeinschaft in Civaux kann teilweise durch den Zustrom von Pilgern erklärt werden, die durch die Präsenz von Reliquien, wie die von Saint-Gervais und Saint-Protais angezogen wurden oder auch durch den Einfluss bestimmter aristokratischer Personen, die zum Christentum konvertiert waren, vielleicht auch wegen der Nähe des Bischofssitzes von Poitiers. Die lange kulturelle Tradition, vor allem der Bestattungsriten in diesem Teil des Tales spielten dabei ohne Zweifel eine wesentliche Rolle.
Die Bestandteile dieses Zentrums religiösen Lebens, wie die Kirche und ihre Reliquien, das Priorat, das Baptisterium, die Nekropole, waren nicht ohne Wirkung auf die lokale Wirtschaft. Neben der Herstellung und Vermarktung von Sarkophagen, gab es eine Reihe von kirchlichen Regelungen, die finanzielle Vorteile schufen, zugunsten bestimmter Institutionen oder Personen. Im Frühmittelalter, konnte der Bischof das Recht zu predigen gewähren, wie auch das Recht zur Bestattung, sogar zu taufen. Ab Ende des 6. Jahrhunderts mussten die Gläubigen einen Zehnt (in Geld) für die verschiedenen Dienste entrichten. Einige Beispiele beweisen, dass man einen Ort erhalten konnte, in dem man das Monopol zu taufen und zu bestatten für eine große Zahl von Pfarrgemeinden in der Umgebung erteilte.

##### Saint-Gervais und Saint-Protais
Im Chor der Kirche von Civaux finden sich Darstellungen der Instrumente ihrer Märtyrerschaft der Heiligen Gervasius und Protasius, das Schwert mit Scheide und eine Geißel mit Blei beschwert, sowie Palmwedel als Symbole ihres Martyriums.
386 entdeckte der heilige Ambrosius (* 339 in Trier; † 397 in Mailand), damals Bischof von Mailand, die Reliquien der beiden. Es ereigneten sich einige Wunder, und der Kult verbreitete sich schnell, war aber nur von kurzer Dauer. Entlang der Vienne gibt es neun Kirchen, die den Heiligen gewidmet sind. Wegen der großen Bedeutung des Standorts Civaux im Mittelalter denken Historiker, dass zumindest Teile von den Reliquien der beiden in der Kirche aufbewahrt worden sind.

##### Intensive Nutzung der Nekropole
Aktuellere Ausgrabungen der Jahre 1962 bis 1967 auf dem großen merowingischen Friedhof haben gezeigt, dass während des Mittelalters an bestimmten Stellen in der Tiefe viele Tote bestattet worden sind. Man fand sehr intensive Nutzungen der Grabstätten vor und stellte verschiedene Arten der Bestattung fest, wie etwa Gräber im Erdboden, Gräber in gezimmerten Kästen aus Holz oder manchmal nur Hohlräume aus Steinen und Behälter aus Trockenmauerwerk. Manchmal schienen nur wenige Steine die Grabstelle begrenzt zu haben, etwa um das Skelett oder einfach nur um den Schädel herum. Das Grab eines Kindes bestand aus zwei römischen Dachziegelplatten aus gebranntem Lehm, welche ebenfalls aus Erde waren. Die Gräber waren in der Regel ausgerichtet aufgereiht, was bedeutet, dass die Kennzeichnungen an der Oberfläche manchmal den Bestand darunter spiegelten. Andere Gruppen von Grabstätten vom gleichen Typ. wurden wieder aktualisiert, wie fünf Kisten aus Trockenmauerwerk, datiert durch eine Glasflasche auf die Zeit des Hochmittelalters, eine von ihnen enthielt die Überreste von drei Personen. Diese Arten der Gräber hatten Bestand im Laufe langer Zeitabschnitte. Man fand auch in oder bei den Grabstätten aufschlussreiches „Mobiliar“. In einem Grab befand sich neben dem Schädel eine Flasche aus Glas und Keramik, die Zeugnis für das 12. bis 14. Jahrhundert ablegten. Einige Münzen und Scherben aus Keramik aus römischer Zeit befanden sich in den Aufschüttungen, insbesondere in der Nähe der antiken Mauer. Zahlreiche Wiederverwendungen der Sarkophage wurden nachgewiesen.

##### Mittelalterlicher Friedhof in Nähe der Kirche

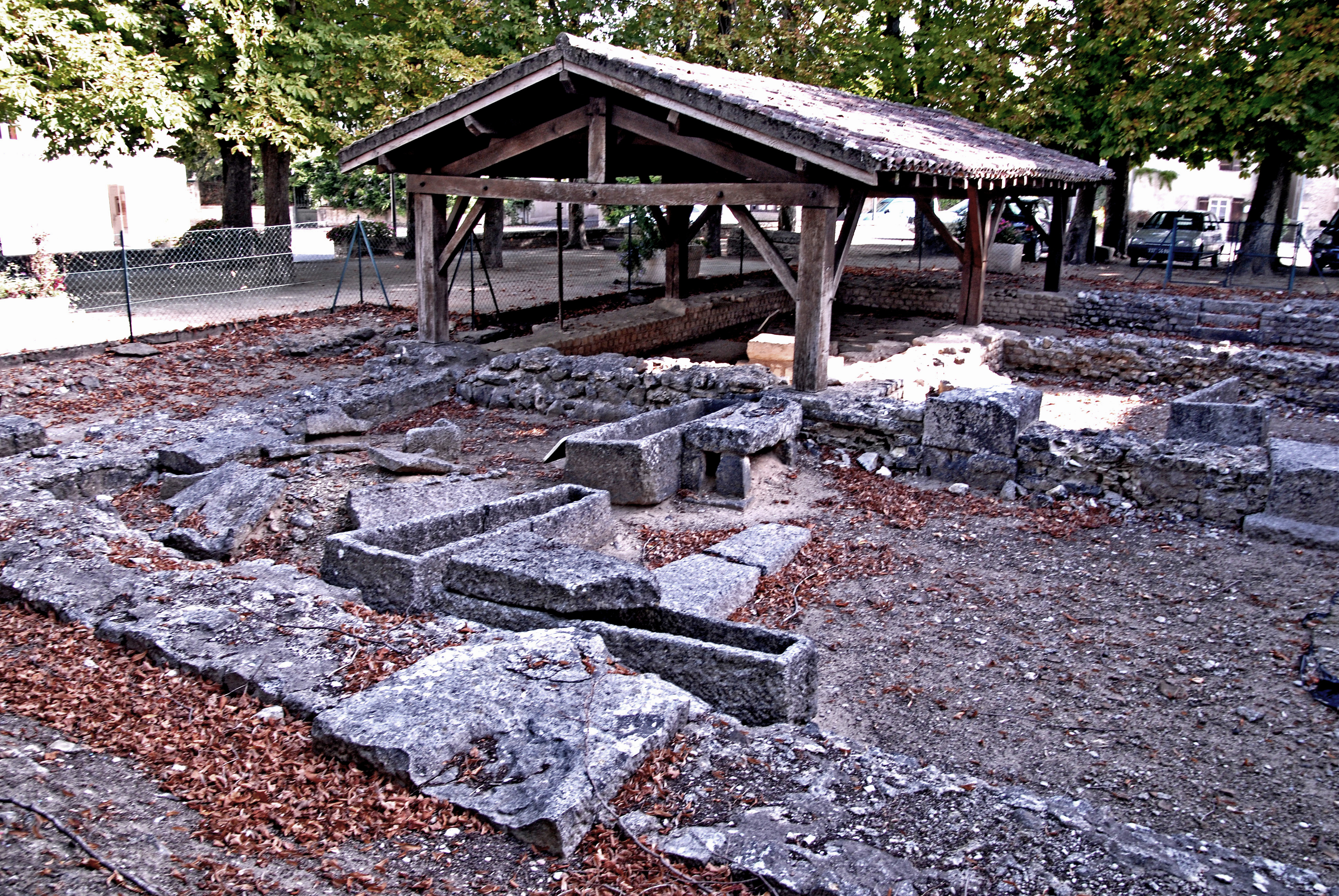
Ausgrabungen, fanum, von Südwest

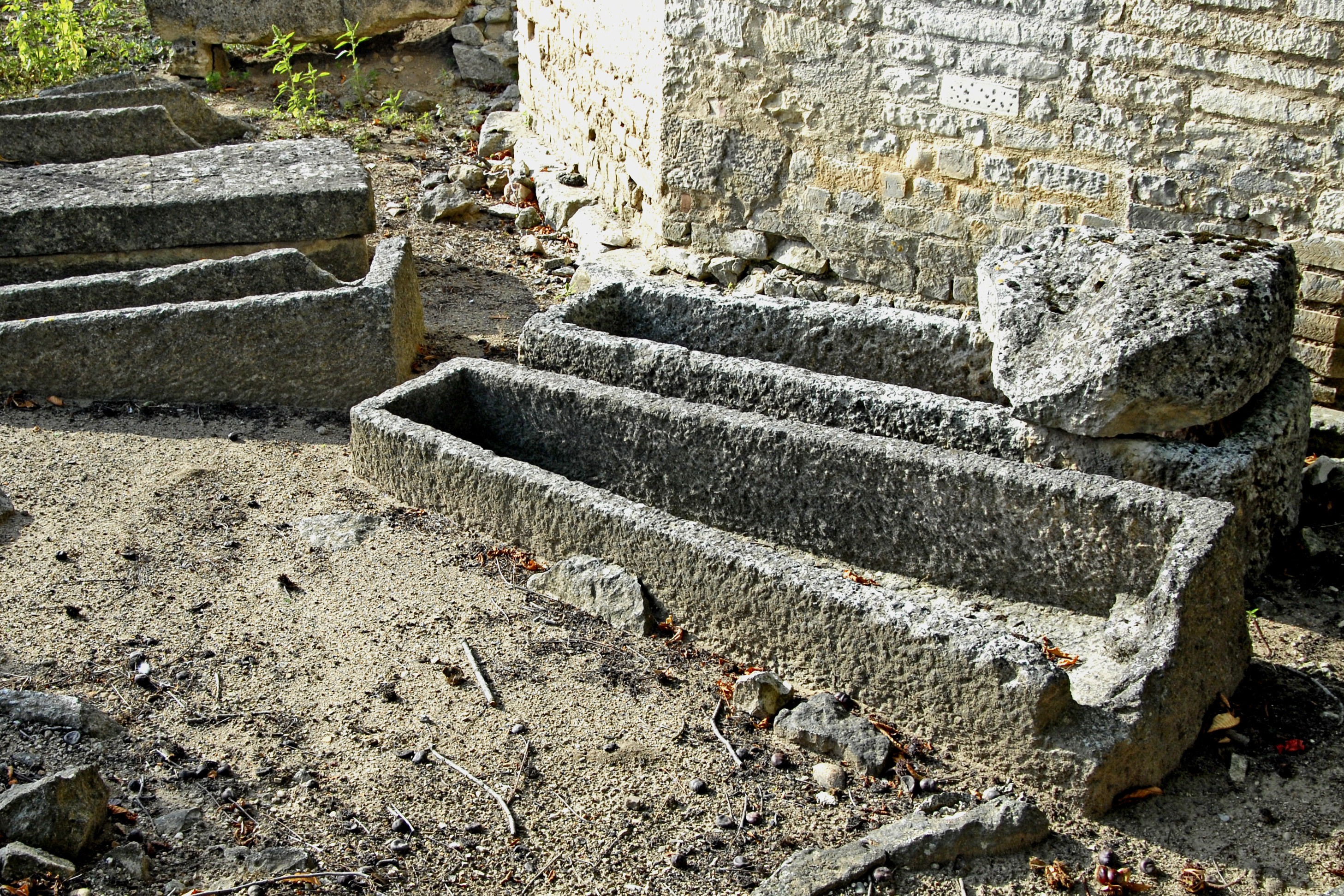
Sarkophage am Chor

Ab Mitte des Frühmittelalters, etwa im 8. Jahrhundert, suchten die christlichen Gläubigen in zunehmendem Maße für ihre Bestattungen Ruhestätten ad sanctos, das heißt bei den Heiligen, in den Kultstätten mit Reliquien von Heiligen, die hier ohne Zweifel die Märtyrer Gervais und Protais waren. Die Verwirklichung von Bestattungen so nahe der Kirche waren Wunsch der frühen Christen.
In der Karolingerzeit, im 8. Jahrhundert ging die Erwachsenentaufe zu Gunsten der Kindertaufe zurück. Damit wurde auch die Verwendung des Baptisteriums mit seinem großen Taufbecken zunehmend überflüssig.
Frühmittelalterliche Sarkophage fanden sich besonders zahlreich auf dem heutigen Kirchplatz, vor allem in den Einfassungen des nördlichen fanums, aber auch auf der Südseite der Kirche und an ihrer Chorapsis. Es waren deutlich mehr, als heute zu sehen sind. Sie wurden nach der Grabung zu großen Teilen wieder abgedeckt.
Dom Mazet studierte gegen Ende des 18. Jahrhunderts die Bestattungen auf dem Platz nördlich der Kirche, und beobachtete häufige Überlagerungen von Gräbern, die oft mehrere Skelette enthielten. Er hatte bis zu sieben Niveaus der Sarkophage nördlich der Kirche festgestellt. Im Garten des alten Pfarrhauses im Süden der Kirche fand man bei Grabungen in den Jahren 1987 bis 1988 Sarkophage und Gräber aus dem 5. bis 8. Jahrhundert mit ebensolchen Anordnungen. Die ebenfalls im 20. Jahrhundert auf dem Kirchplatz durchgeführten Ausgrabungen haben gezeigt, dass die meisten Sarkophage wiederverwendet worden sind. Daher ist die Datierung ihrer Aufstellung und Benutzung nicht eindeutig festzustellen. Bei anderen vergleichbaren Funden im Departement Vienne wurden Stapelungen von Sarkophagen um Kultgebäude in mindestens zwei oder drei Ebenen nachgewiesen, so etwa in Champagne-Saint-Hilaire, Ussodun-Poitou und Savigné. Diese Gräber waren entweder Wiederverwendungen oder Änderungen des angrenzenden Friedhofs.
Es war aber noch beliebter, sich in der Kirche bestatten zu lassen. Dies wurde im Mittelalter ein vererbbares Privileg für einige adelige Familien, wie die Herrschaften von Genouillé. Ausgrabungen haben ergeben, dass im Norden und im Süden des christlichen Heiligtums mittelalterliche Gräber gefunden wurden, datiert durch Vasen oder verschiedene Objekte.
Parallel setzte man die Beerdigungen in der Nekropole fort. Beigaben waren wieder Vasen, Flaschen aus Glas und Münzen, über eine längere Zeitspanne, vom Frühmittelalter bis in das 18. Jahrhundert. Fortschreitend hielten sich die Bestattungen auf dem Pfarrfriedhof um die Kirche herum bis zum 18. Jahrhundert. Um 1715 verbot der Bischof von Poitiers die Bestattung an diesem Ort. Die Bestattungen fanden danach wieder und ausschließlich in der Nekropole statt. Diese Praxis dauerte bis vor einigen Jahren und hatte zur Folge, dass kostbare alte Gräber zerstört wurden, da die Sarkophage beim Ausheben von Gruben beschädigt wurden und häufig in viele Stücke zerbrochen sind.
Die Gemeinde hat vor etwa 20 Jahren einen neuen Friedhof nördlich der alten Einfriedungen angelegt, bei einer vorherigen systematischen archäologischen Erforschung fand man dort keine Grabstätten.

#### Hoch- und Spätmittelalter
Im Hoch- und Spätmittelalter, schien die Rolle der Herrschaften abgelaufen zu sein, wie etwa die der Herren von Genouillé. In einer Abhandlung von 1439 heißt es, sie hätten genau “… in der Kirche von Civaux ihre Gräber zu berücksichtigen (…) vor dem Altar des hl. Bloys (heiliger Blasius)”, oder der Herrschaften von la Tour-aux-Cognos.
Die Kirche von Civaux wurde in einer Charta (dispositive Urkunde) der Abtei von Saint-Cyprien in Poitiers aus den Jahren 1097 bis 1100 ecclesia de Sitvals (=Civaux) aufgeführt. Das Gebäude wurde verändert und in zahlreichen Fortsetzungen restauriert. Im 10. und 11. Jahrhundert errichtete man, unter Beibehaltung der merowingischen Apsis des Frühmittelalters, ein einziges nicht überwölbtes Schiff, in Ausdehnung des heutigen Langhauses, belichtet durch je vier kleine schlanke rundbogige Fenster auf beiden Längsseiten, wie man sie immer noch auf der Nordwand sieht. Man errichtete in der Chorapsis vier kräftige Säulen um darauf den Kirchturm zu errichten, ohne das heutige obere Geschoss. Der Turmhelm und das Satteldach des Schiffs besaßen vermutlich geringer geneigte Dachflächen.
Die Länge des Schiffs stimmt exakt mit der Breite der Einfassungen der gallo-römischen Heiligtümer überein. Seine Ost- und Westwand stehen auf den Fundamenten dieser Einfassungswände. Die Nordwand des Schiffs steht auf dem Fundament der südlichen Einfassung des nördlichen fanums.
Im 12. Jahrhundert wurde der Turm um ein Geschoss erhöht und bekam einen steileren Helm, während das Kirchenschiff von zwei Reihen runder Säulen geteilt und von drei Tonnengewölben überdeckt wurde und ein steileres Dach erhielt, alles so wie man es heute noch bewundern kann. Die Kapitelle sind mit Figuren und fantastischen Tieren und Blumenmotiven in der Tradition des Poitou dekoriert. Die inneren Einwölbungen machten die recht wuchtigen Verstärkungen der Fassadenwand mit wuchtigen Strebepfeilern notwendig.

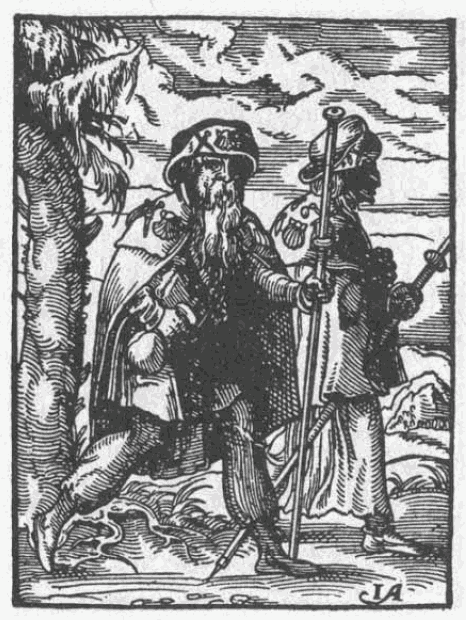
Jakobspilger, Holzschnitt von 1568

Dieser aufwändige Aus- und Umbau der romanischen Kirche fiel genau in die Blütezeit der Wallfahrten nach Santiago de Compostela, bei der in der ersten Hälfte des 12. Jahrhunderts jährlich Hunderttausende nach Süden zogen. Die Nähe von etwa 30 Kilometern zur Via Lemovicensis (Ausgangspunkt Vézelay, Burgund) eine der vier Hauptrouten nach Santiago, die sich noch in Frankreich nahe Ostabat im Béarn trafen und die vorhandenen Reliquien machten Civaux zu einem attraktiven Halt auf der mühsamen Strecke. An diesen Wegen entstanden oder entwickelten sich Kirchen, Klöster, Hospize, Herbergen und vereinzelt auch Friedhöfe für Pilger, die den Strapazen der Reise nicht gewachsen und unterwegs gestorben waren. Jedenfalls hatten sowohl die Kirche von Civaux, ihr Priorat, wie auch ihre Nekropolen, an den Spenden der Pilger ihren sicher nicht unerheblichen Anteil. Nach der Mitte des 12. Jahrhunderts gingen wegen der Streitigkeiten zwischen Frankreich und England um Aquitanien die Pilgerbewegungen zurück und versiegten in den Kriegen des 13. und 14. Jahrhunderts gänzlich. Vermutlich blieb deshalb die noch angedachte Erweiterung oder Vollendung des romanischen Kirchenbauwerks aus.

##### Ehemaliges Priorat von Civaux
Die Reste des ehemaligen Klosters von Civaux, genannt „la Grande Maison“ (das große Haus), findet man in der Straße, die nach Norden zur Nekropole führt. Dieses Priorat, das im 11. Jahrhundert von der Abtei Saint-Cyprien-de-Poitiers abhängig war und ab dem 12. Jahrhundert von der Abtei von Lesterps, in der Charente, folgte definitiv einer früheren Grundmauerstruktur des Frühmittelalters, von denen man nicht die Bedeutung kennt, vielleicht war es ein kleines Kloster. Das Siegel eines Priors aus dem 13. Jahrhundert wurde in einem Grab gefunden. Das Priorat diente als Pfarrhaus bis zum Bau des neuen Pfarrhauses, im Jahre 1772, an der Südwand der Kirche.

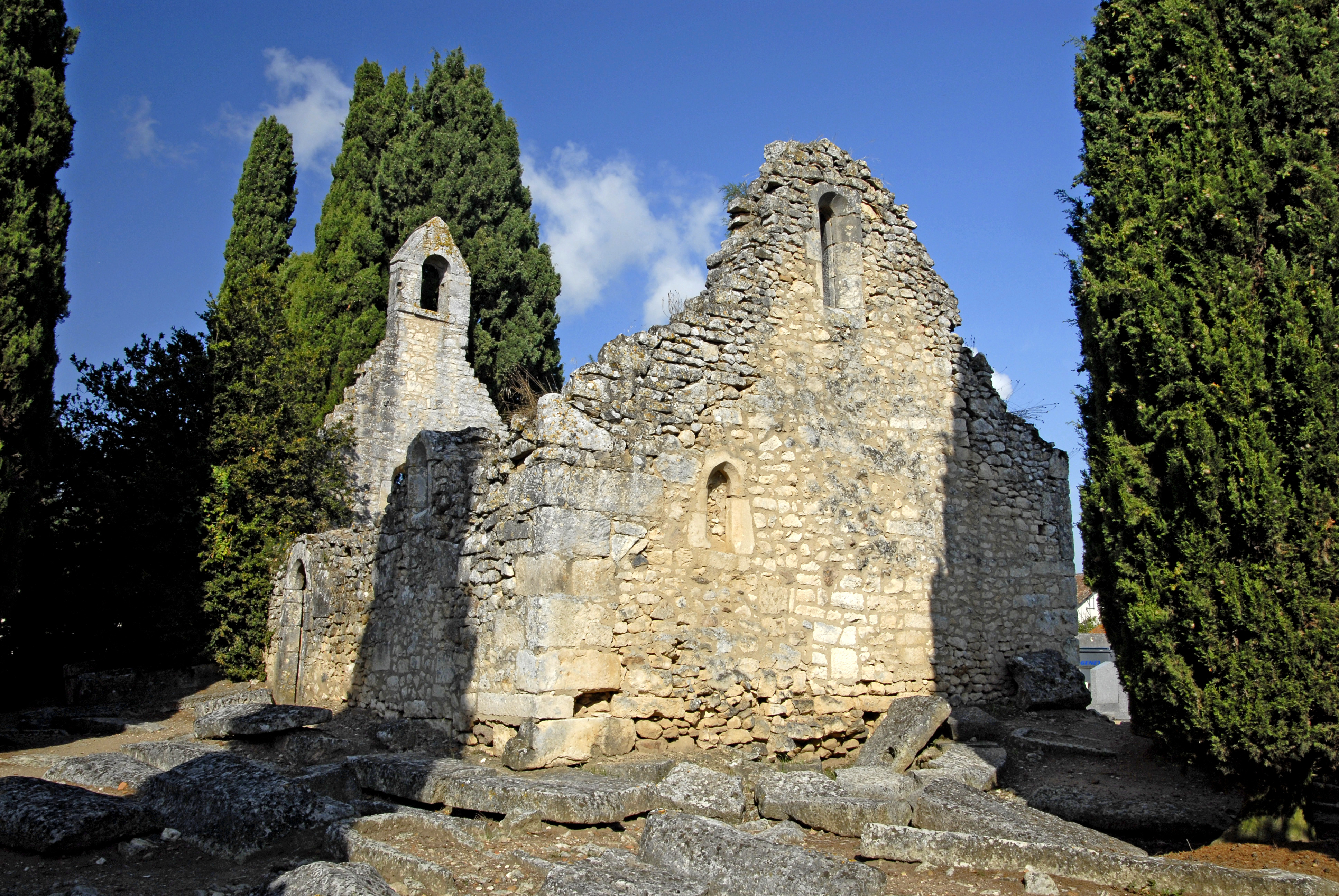
Nekropole, Chapelle Ste.-Catherine, 15. Jahrhundert

##### Chapelle Sainte-Catherine

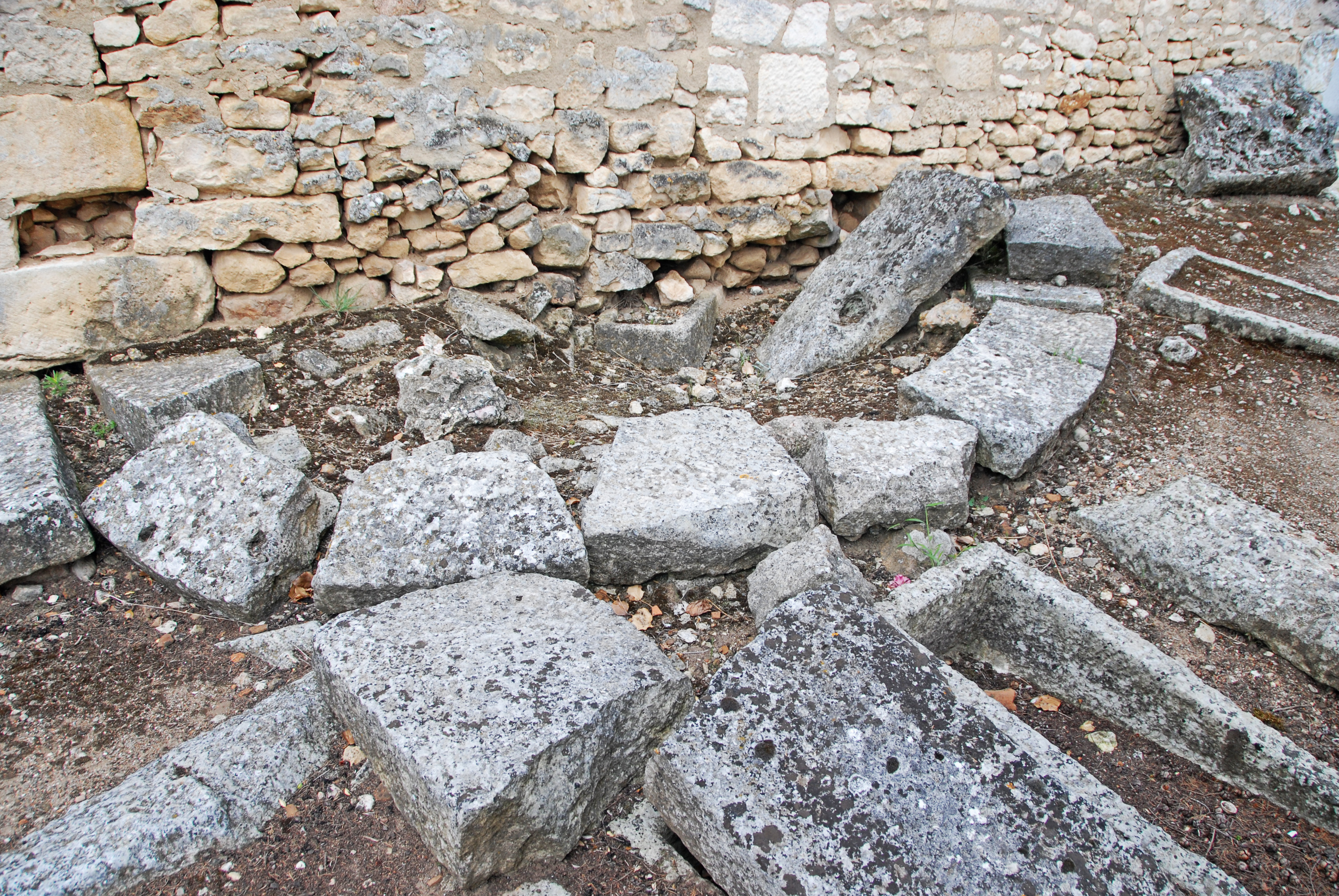
Nekropole, Kapelle, Steine des Fundaments der ehem. Apsis

Die Kapelle Sainte-Catherine in der merowingischen Nekropole von Civaux ist schon lange eine Ruine, die sich in das melancholisch stimmende Ambiente der Friedhofsatmosphäre nahtlos einfügt.
Ihre Erbauung wird auf das 15. und 16. Jahrhundert datiert. Auf ihrem einfachen rechteckigen Grundriss erheben sich die Giebelwände der Ost- und Westwand und die Seitenwände in fast noch vollständiger Höhe, auf dem First des Westgiebel eine Glockenwand mit einer rundbogigen Glockenluke. In den Wänden sind diverse kleine rundbogige Fensteröffnungen ausgespart. Die Kapelle wurde über den Fundamenten eines Vorgängerbauwerks aus dem 11. und 12. Jahrhundert errichtet. Die kürzlich aktualisierten Ausgrabungen führten zur Entdeckung von Überresten einer halbrunden Apsis der Vorgängerkapelle am Kopfende des Gebäudes, allerdings nicht in der aktuellen Kirchenachse, sondern etwas nach Süden verschoben. Im Inneren der Kapelle fand man wiederverwendete Gräber, den funktionsfähigen Altar, einige Münzen und eine Bulle von Papst Clemens VII. (1523–1534).

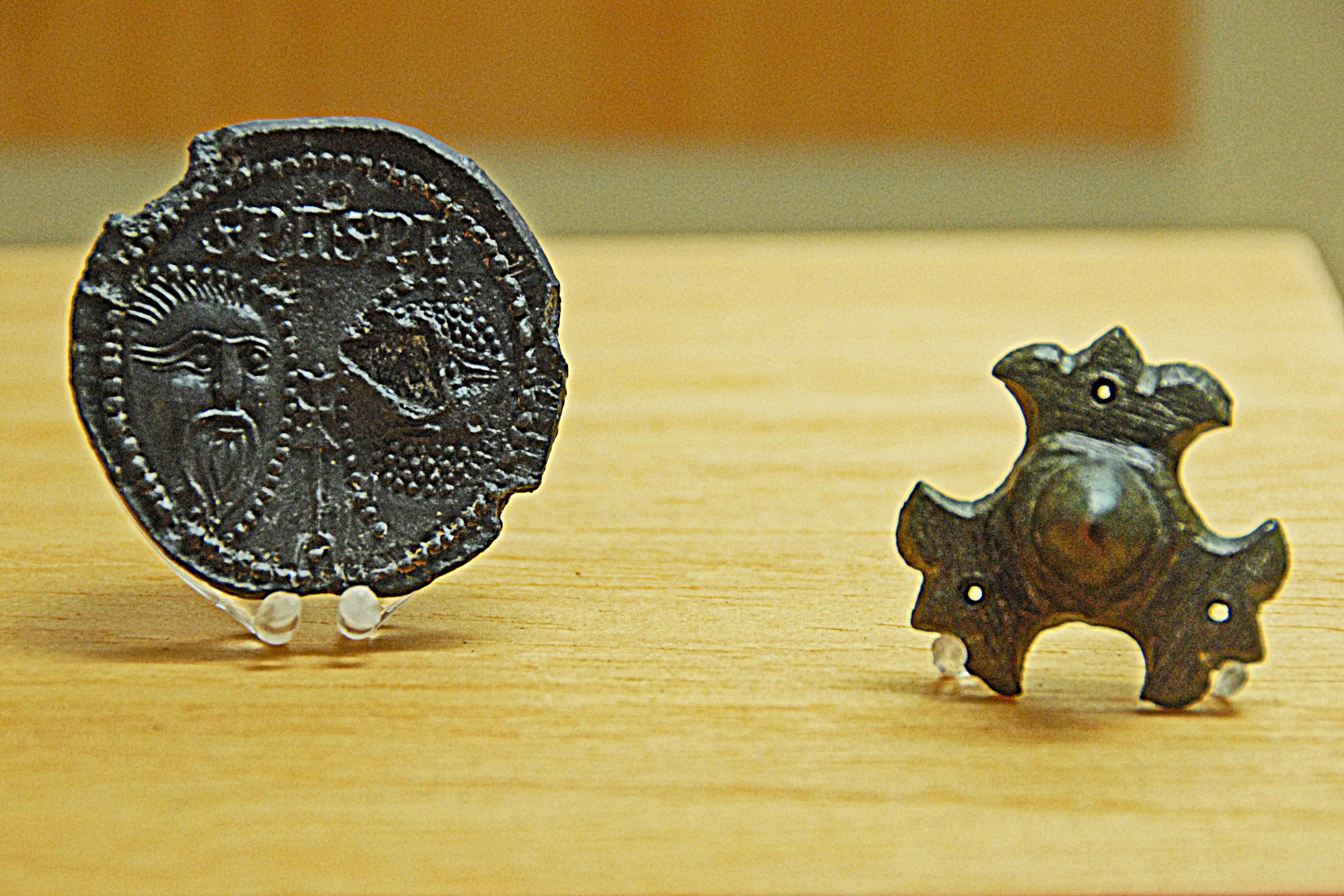
Bleisiegel einer Bulle Clemens VII.

##### Entwicklung des Dorfes
In der Epoche des Hoch- und Spätmittelalters, blieb der eigentliche Siedlungsraum deutlich über dem in der römischen Epoche besiedelten Gebiet. Die Kirche war stets das Zentrum des Dorfes. Später entwickelte sich die Bebauung entlang der beiden antiken Hauptachsen, die allerdings ein wenig ihre orthogonalen Trassen änderten und die Besetzung der Freiräume verschoben. Es blieb außer der Kirche fast nichts von den mittelalterlichen Häusern des Dorfes, abgesehen von den Funden, die auf ein Priorat hinwiesen. (Lageplan siehe Bild am Artikelanfang)

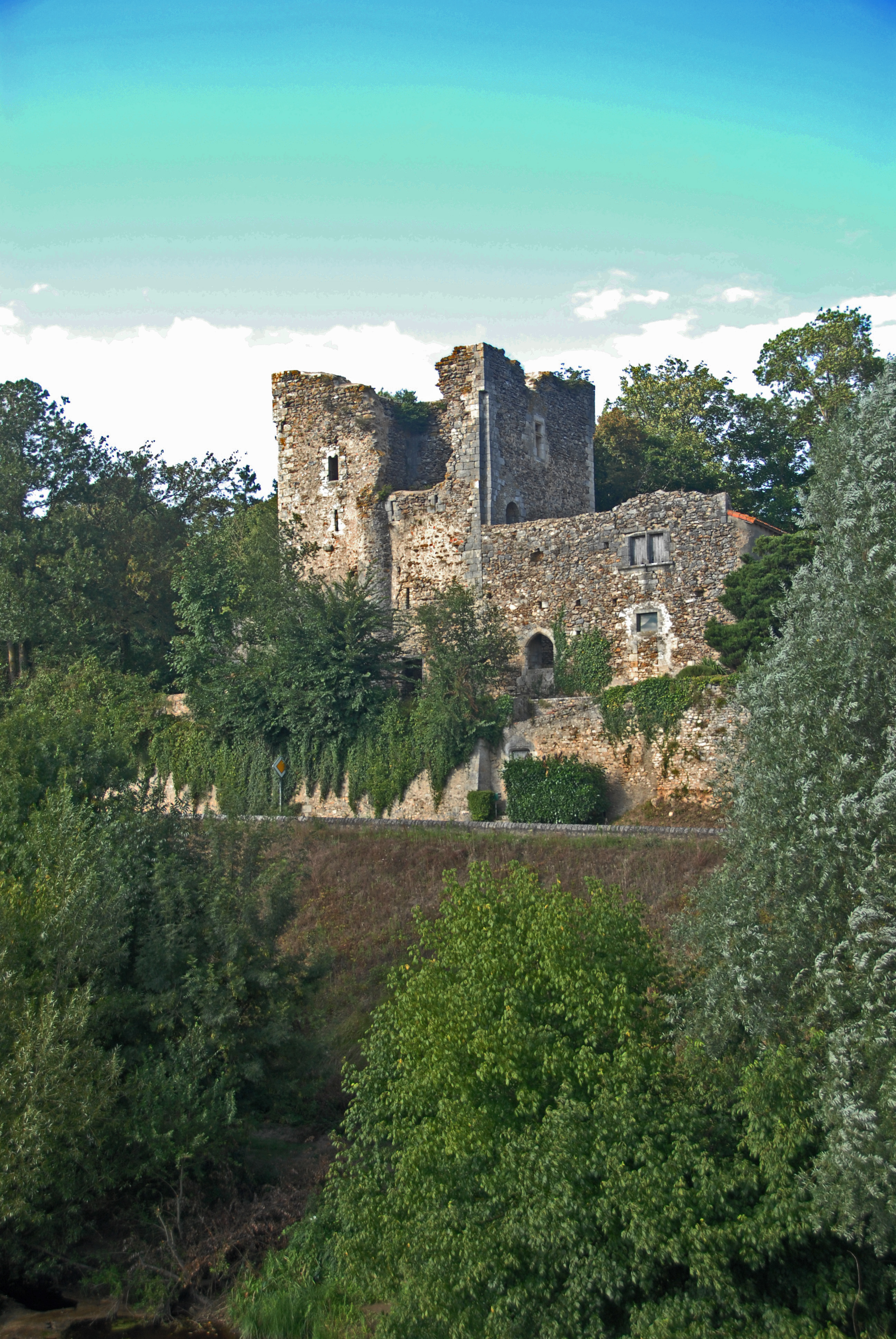
Château La Tour-aux-Cognos

##### Nähere Umgebung
In der näheren Umgebung bestanden schon seit der Römerzeit Bauernhöfe und verstreute Siedlungen. Andere gründeten sich, wie der Ortsteil La Tour, in der Nähe des Châteaus.
Von der mittelalterlichen Burg von Genouillé waren nur noch Reste erhalten, bis zu ihrem Wiederaufbau zu Beginn des 20. Jahrhunderts.
Das Château La Tour-aux-Cognos präsentiert sich heute mit einem quadratischen Donjon (Burgfried) mit zehn Meter Seitenlänge und zwölf Meter Höhe und ist unterteilt in vier Etagen. Diese Festung wurde im 11. oder 12. Jahrhundert errichtet, von den Conienses, den Herren von Lussac. Diese Herrschaft hing von der Lehnsherrschaft der de-Calais ab, deren Sitz sich in L'Isle-Jourdain befand. La Tour-aux-Cognos nahm an der Überwachung des Tals der Vienne teil, wie alle Burgen, die am Fluss lagen. Eine Gruppe von Ruinen blieb seit dem 17. Jahrhundert davon zurück.

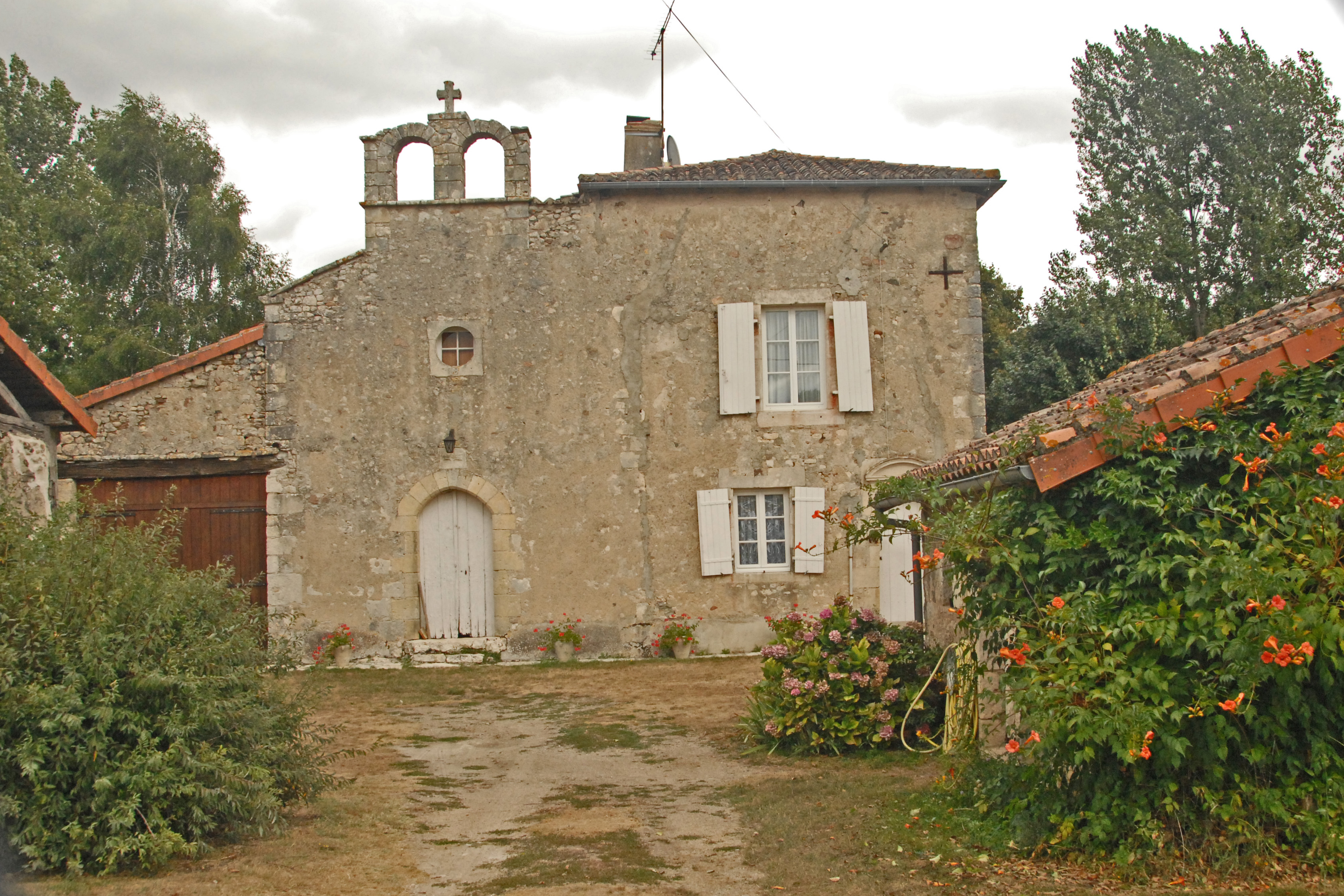
Civaux, ehem. Priorat Loubressac

Das Priorat Loubressac existierte mindestens seit der Zeit der Romanik. Es besteht dort noch heute in Nänhe der Gue-de-la-biche aus dem Gebäude einer Kapelle, die dem heiligen Silvain gewidmet ist, mit anschließenden Wohngebäuden. Seine Statue aus Holz aus dem 15. Jahrhundert, schmückte den Altar, befindet sich derzeit in der Pfarrkirche von Mazerolles.
Gegen Ende des Spätmittelalters, verlor Civaux endgültig seine bedeutungsvolle Position. Der Fluss, der seit 350.000 Jahren der Ursprung aller menschlichen Aktivitäten im Tal von Civaux war, ist für mehrere Jahrhunderte in Vergessenheit geraten.

### Bevölkerungsentwicklung
| Jahr      | 1962 | 1968 | 1975 | 1982 | 1990 | 1999 | 2008 | 2018 |
| Einwohner | 734  | 683  | 650  | 683  | 682  | 851  | 958  | 1024 |

## Bauwerke
Siehe auch: Liste der Monuments historiques in Civaux

### Romanische Pfarrkirche Saint-Gervais und Saint-Protais

#### Abmessungen (circa)
- Gesamtlänge (Langhaus und Chor): 26,00 m
- Langhauslänge (außen): 18,30 m
- Langhausbreite (außen): 12,30 m
- Chorbreite (außen): 8,50 m
- Langhauslänge (innen): 16,60 m
- Langhausbreite (innen): 10,30 m
- Mittelschiffbreite: 3,20 m

#### Äußere Erscheinung
Der Chor der Kirche ist nicht genau nach Osten ausgerichtet, sondern um etwa 20 Grad nach Norden geschwenkt. Das stammt aber vermutlich von den an diese Stelle vorgefundenen Vorgaben durch die antiken Heiligtümer. Die Ost-, West, und Nordwand des Langhauses stehen auf Grundmauern der Vorgängerbauwerke.
Im Jahr 1772 wurde an die gesamte Südwand der Kirche ein Pfarrhaus angebaut, weiter vorne im Chorbereich eine Sakristei, die einiges der äußeren Erscheinung der Kirche verdeckt haben, vor allem die Fenster im ersten und zweiten Joch.

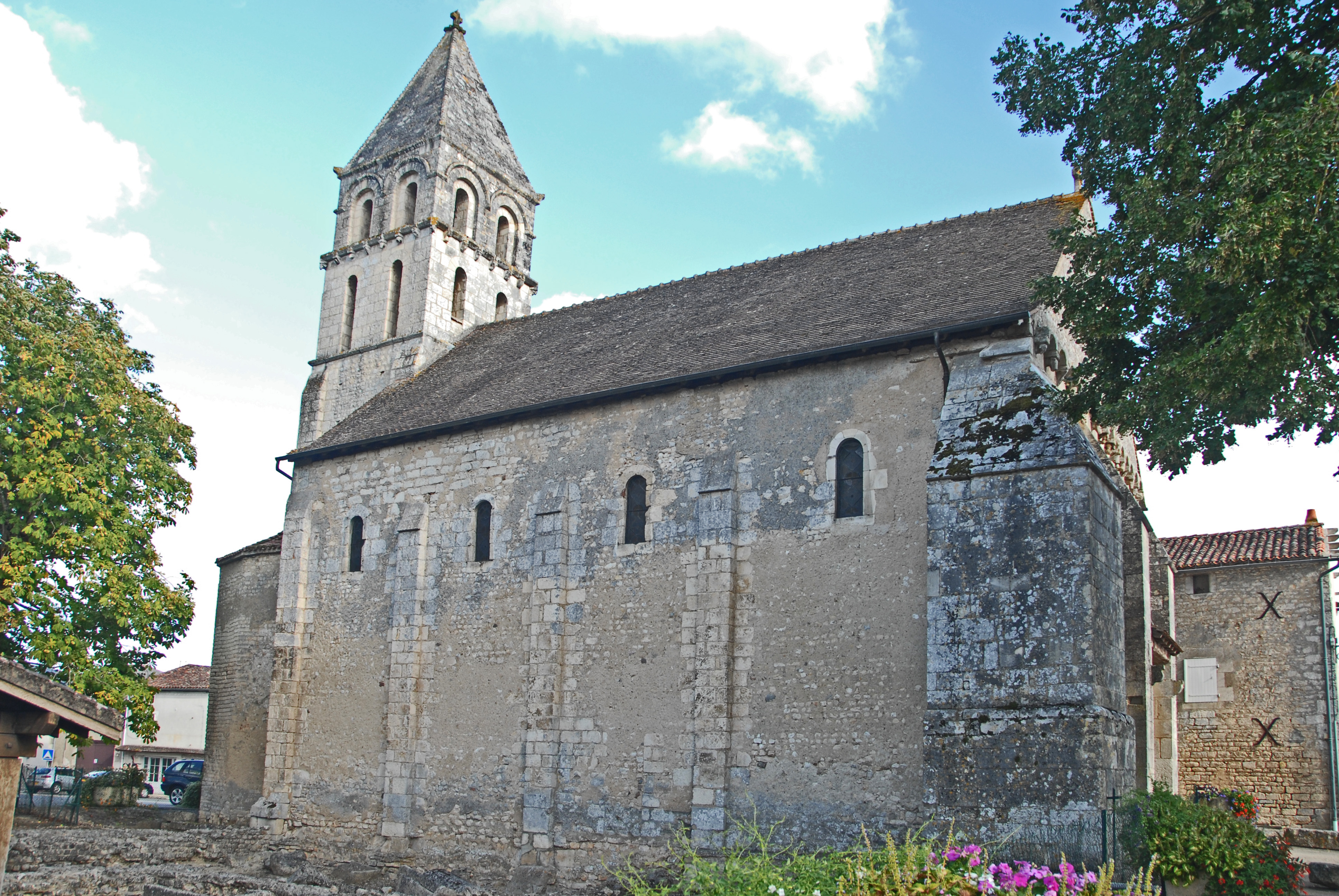
Kirche, Nordansicht

##### Langhaus
Das rechteckige Langhaus wird von einem Satteldach mit circa 45 Grad Dachneigung überdeckt, das mit roten Ziegelschindeln gedeckt ist. Die Traufen werden von sichtbaren Sparren getragen und kragen geringfügig aus. Das ablaufende Regenwasser wird von kupfernen Dachrinnen aufgefangen und über Regenfallrohre abgeleitet.

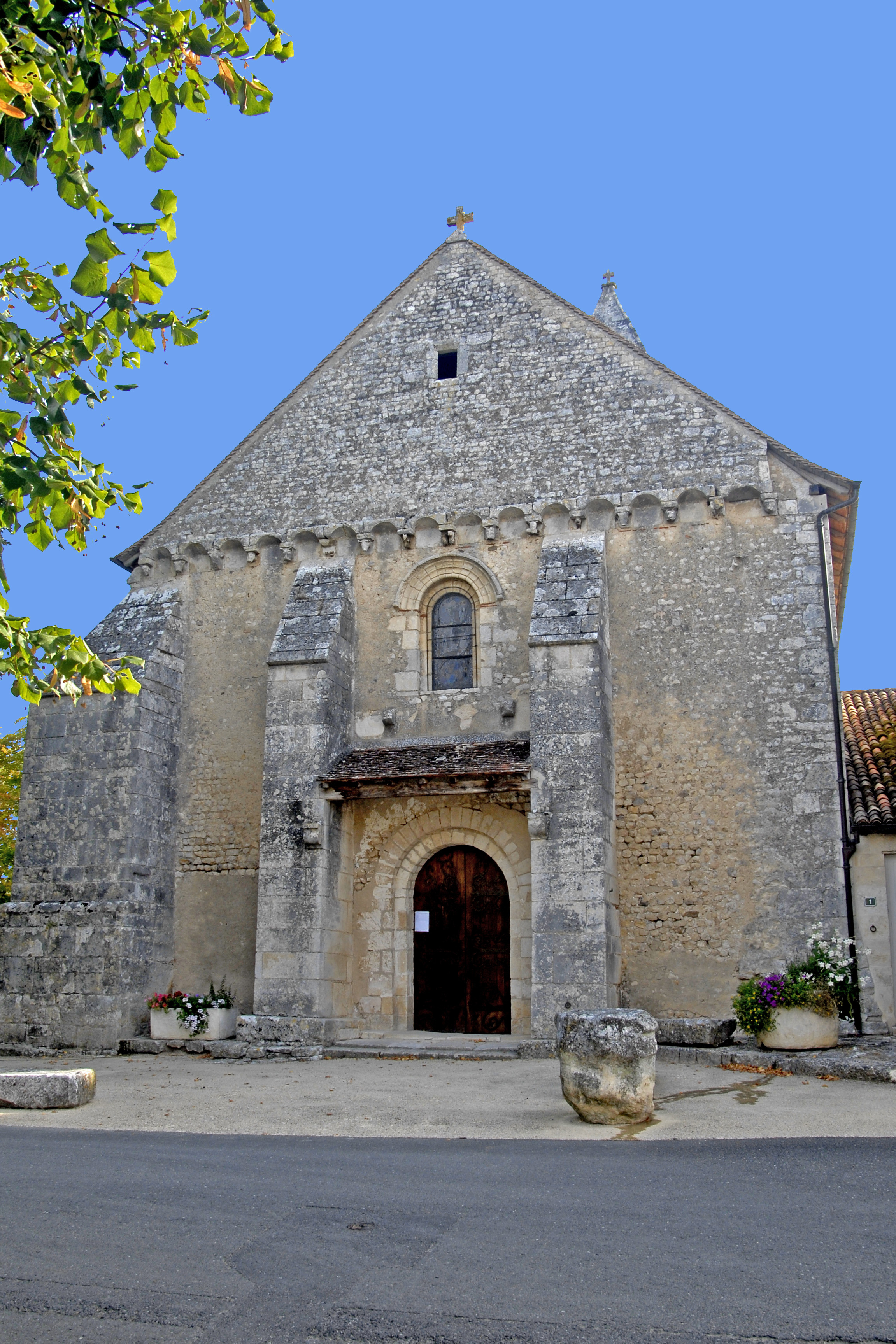
Civaux, Kirche, Fassade

Die seitlichen Längswände aus dem 10. und 11. Jahrhundert werden von fünf gering ausladenden Strebepfeilern in vier Joche unterteilt, deren steil geneigten Oberseiten bis in die Höhe der Bogenscheitel der Fenster hinauf reichen. Ihre großformatigen weißen bis hellgrauen Kalk-Werksteine weisen die gleichen Schichthöhen auf, wie die der anschließenden Werksteine der Wände, was darauf hindeutet, dass die Pfeilervorlagen zusammen mit den Wänden errichtet worden sind, und nicht erst mit der nachträglichen Einwölbung vorgemauert worden sind. Es fällt hier auf, dass das erste Joch schmaler ist als die drei übrigen. Die ersten großformatigen Steine neben den Pfeilern werden allerdings von kleinformatigen unregelmäßigen Feldsteinen fortgesetzt. Diese Flächen sind in Teilen mit einem beigefarbenen Putz abgezogen worden, so dass einzelne Steine oder Steingruppen darin hervortreten. Zentral in jedem Joch ist ein kleines rundbogiges Fenster ausgespart worden, dessen Leibungskanten mit großformatigen Werksteinen eingefasst sind. Ihre Fensterbankhöhe liegt etwa auf zwei Drittel der Wandhöhe.

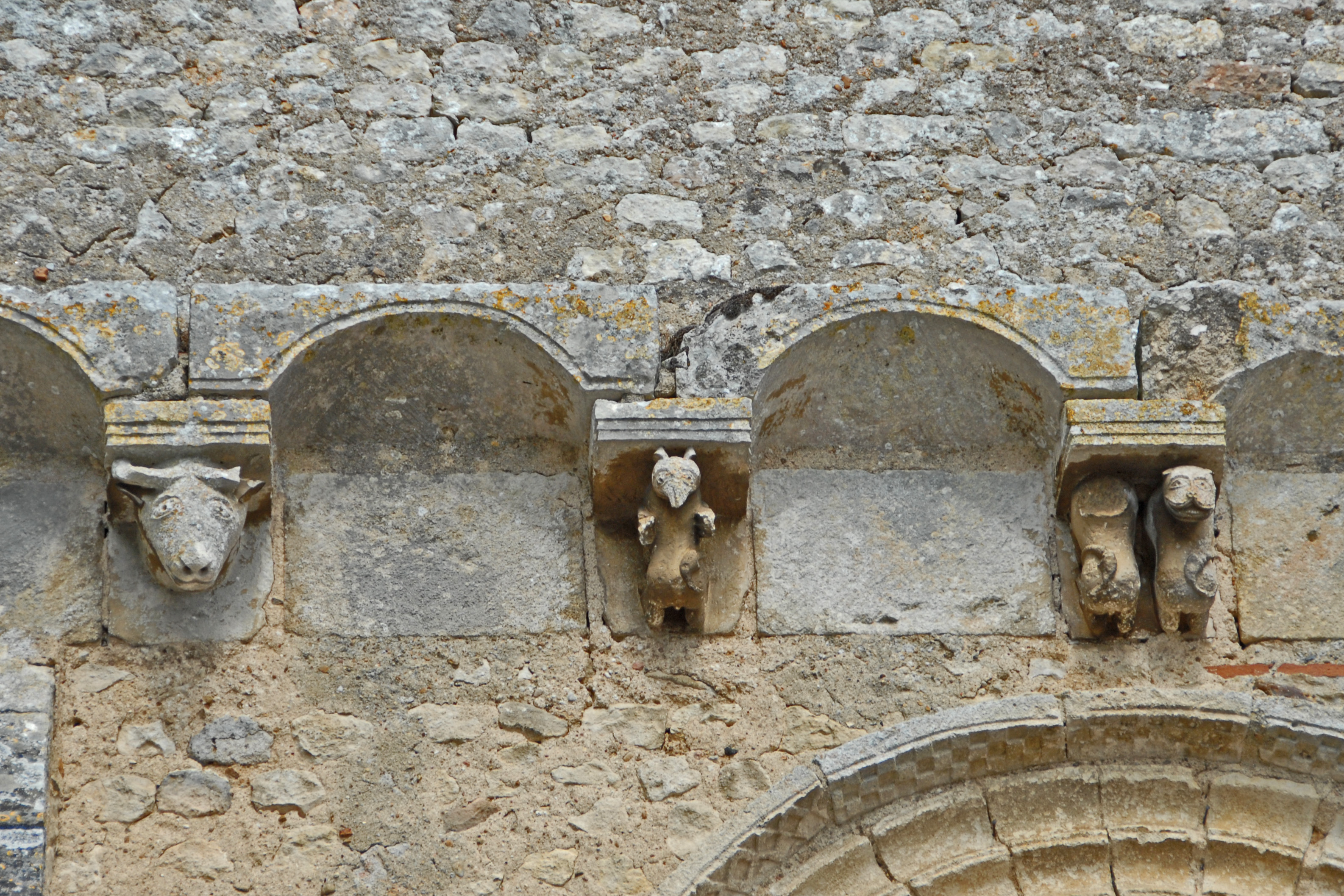
Civaux, Fassade, Blendarkadenfries

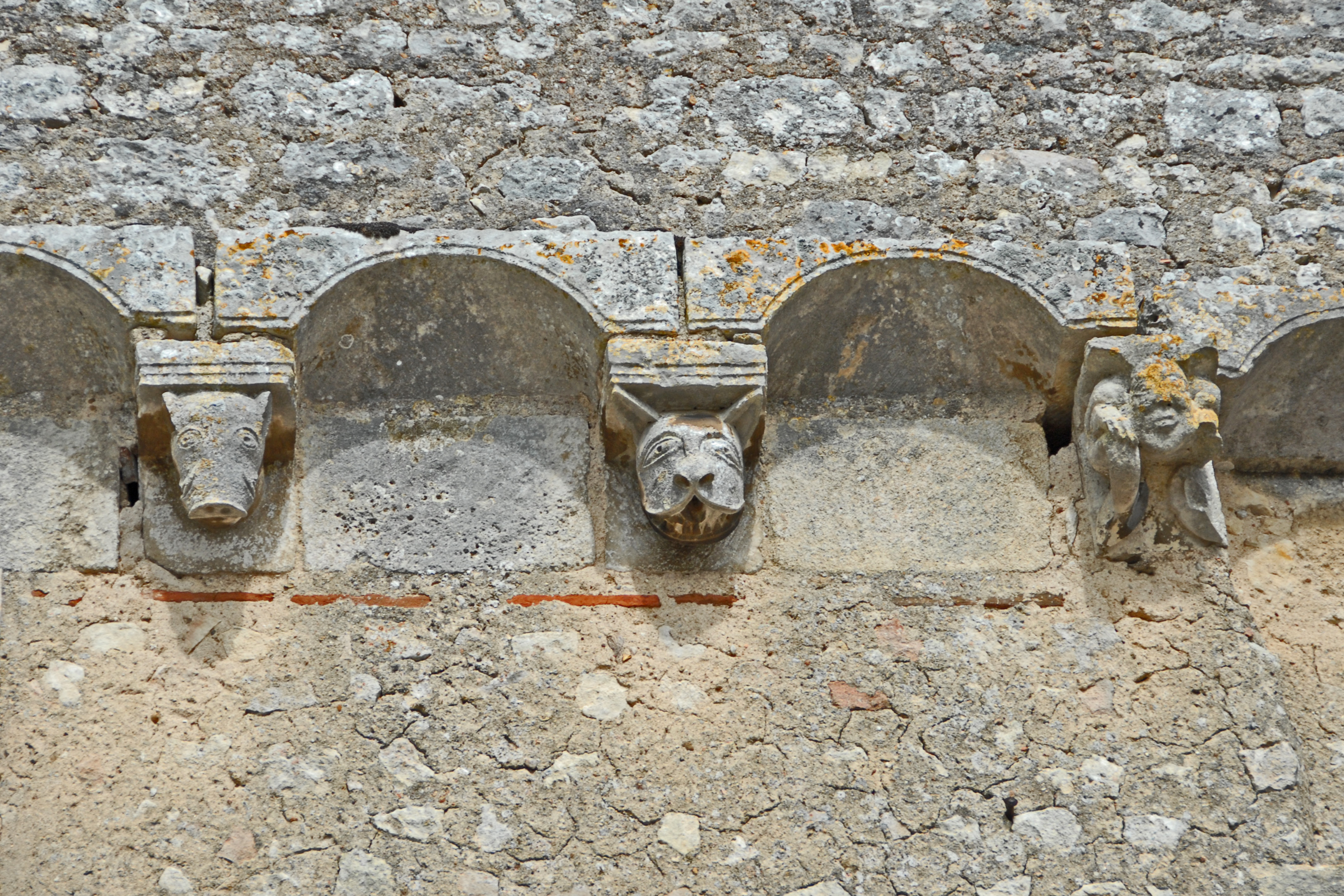
Civaux, Fassade, Blendarkadenfries

Die Fassade besteht aus der unteren rechteckigen ebenen Westwand auf dem das Giebeldreieck aufragt, dessen Ortgänge von den Ziegelschindeln der Dachflächen abgedeckt werden. Das ebene Giebelfeld kragt gut 20 Zentimeter gegenüber der unteren Wand aus. Die Auskragung wird getragen von 16 aneinander gereihten Blendarkaden die auf 17 Kragsteinen stehen, die letzte Arkade am Südende ist zerstört. Die Kragsteine bestehen jeweils aus einem im Querschnitt L-förmigen Unterteil, deren Innenflächen leicht ausgerundet sind, in denen tierische und menschliche vollplastische Köpfe eingefügt sind, aber auch ganze Körper.
Der nachträgliche Einbau der Langhauseinwölbungen im 12. Jahrhundert machten auf der Fassade zusätzliche kräftige und weit ausladende Strebepfeiler in Verlängerung der Scheidewände zwischen den Schiffen erforderlich. Sie reichen mit ihren steil abgeschrägten Oberseiten bis knapp unter die Kragsteine. Eine Verstärkung der bereits vorhandenen Strebepfeiler auf den Längswänden war entbehrlich, weil die neuen Schubkräfte (seitlich wirkenden Kräfte in der Baustatik) der Gewölbe und deren Untergurte ersatzweise durch den Einbau von hölzernen Zugstangen im Mittelschiff abgefangen wurden. Der nachträgliche Anbau des gewaltigen Strebepfeilers auf der Nordwestecke auf Grund der Einwölbungen ist kaum zu erklären. Vermutlich gab es aber an der Gebäudeecke Absenkungen des Baugrundes, die man damit unschädlich machen wollte. Auf der gegenüber liegenden Ecke wurde jedenfalls auf eine solche zusätzliche Abstützung verzichtet.
Das rundbogige zweiflügelige Hauptportal wird von einfachen rechtwinkligen und einfach abgestuften Leibungskanten umgeben. Das deutlich kleinere rundbogige Fenster darüber ist ebenso gestuft, die Bögen werden aber noch zusätzlich durch einen Rundstab, zwei Kehlprofile und einem Kragprofil überfangen. Sein Bogenscheitel reicht fast bis unter die Kragsteine.
Zwischen dem Portal und dem Fenster und den beiden Strebepfeilern ist ein flach geneigtes Pultdach aus einer einfachen Holzkonstruktion eingeschoben. Zwei Kragsteine über dessen First und zwei unterhalb der Traufe, auf den Kopfseiten der Strebepfeiler, zeugen davon, dass dieses Vordach einmal wesentlich steiler und ausladender war, als heute.
Gut über der Hälfte der Höhe des Giebeldreiecks ist ein kleines rechteckiges Fenster ausgespart.
Der Giebelfirst wird von einem steinernen lateinischen Kreuz gekrönt.
Eine lateinische Inschrift, auf dem Strebepfeiler rechts vom Eingang, aus dem Anfang des 12. Jahrhunderts, lautet in den lesbaren Teilen übersetzt: “Hier ist das Haus des Herrn ... fest errichtet.” Das Wort ignea (feurig), auf diesem sehr beschädigten Stein, könnte darauf hinweisen, dass die dort zitierten Arbeiten infolge eines Brandes notwendig waren.
Die Ostwand des Langhauses aus dem 10. bis 11. Jahrhundert, überragt seitlich die daran angeschlossene Chorapsis und den daraus aufstrebenden Glockenturm. Die beiden Gebäudeecken dieser Wand sind in beiden Richtungen mit den ursprünglichen Strebepfeilern ausgesteift.

##### Chor und Glockenturm
(siehe Foto eingangs des Artikels)
Der Chorraum weist einen Umriss auf, aus einem rechteckigen „Chorjoch“, an das die Apsis in Form eines halben Zehnecks anschließt. Er besitzt sieben plane Wandabschnitte, die von sechs über die gesamte Höhe senkrecht durchlaufenden Graten getrennt werden. Das Mauerwerk besteht aus weißen, sauber zugehauenen flachen Kalksteinquadern, in regelmäßigem Schichtenmauerwerk. Es handelt sich um eine umfassende Restaurierung von 1965, die einen ganz frühen Zustand wiederhergestellt hat. Vorher waren die beiden äußeren Fenster zugemauert und das mittlere war knapp einen Meter nach oben verschoben und man hatte es deutlich verlängert. Vor dem vermauerten nördlichen Fenster war ein Strebepfeiler nachträglich angefügt. Auf einem älteren Schwarzweißfoto kann man aber die Lage der alten Bogensteine noch erkennen. Heute sieht man wieder die ursprünglichen drei rundbogige Fenster in und auf gleicher Höhe, aber in unterschiedlicher Breite. Das mittlere ist etwas breiter als ihre schlankeren Nachbarn. Sie werden von einfachen rechtwinkligen Leibungskanten eingefasst. Die Bögen aus breiten Keilsteinen, sind außenseitig von ganz schmalen Ziegelplatten umgeben. Die Fensterbänke bestehen aus rechtwinkligen monolithischen Kalksteinen.
Beidseitig des mittleren Fensters sind etwa in Höhe des Bogenscheitels zwei Schmucksteine frühen Ursprungs eingelassen. Es handelt sich um quadratische Kalksteinplatten, mit etwa 25 cm Seitenlänge, die auf die Spitze gestellt sind und von je zwei eingravierten Linien in vier kleine Quadrate aufgeteilt sind. Über deren Bedeutung ist nichts bekannt.

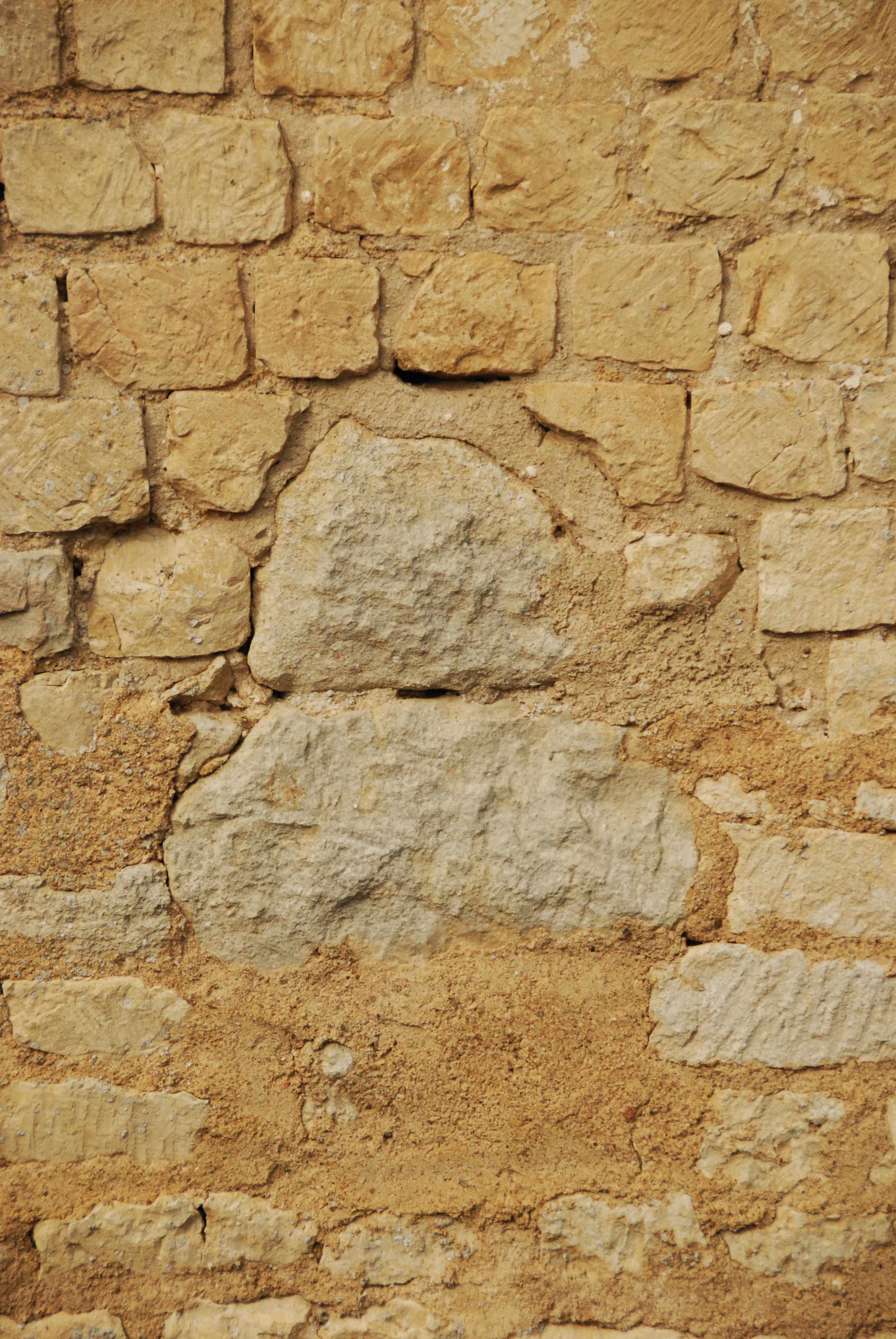
Civaux, Chor, ehem. "fenestella"

Im zentralen Wandabschnitt der Chorapsis gab es ebenfalls seit den Anfängen etwa einen Meter über dem damaligen Niveau eine kleine runde Öffnung, eine sogenannte fenestella, die heute mit einem Steinblock verschlossen ist, aber deren Konturen noch zu erkennen sind. Sie hatte damals eine besondere Bedeutung. Sie erlaubte den außenseitig knienden Gläubigen den Kopf, oder zumindest die Hände hindurch zu stecken, um den Gräbern oder Reliquien näher zu kommen, die im Chorraum ausgestellt waren. Damit konnten die Gräber und wertvollen Reliquienschreine vor allzu schädlichem Eifer geschützt werden und die Gläubigen konnten sich trotz Verschluss des Gebäudes ihnen nahe sein. In einer Basilika in Clermont-Ferrand soll es unter Bischof St.-Venerandus solche fenestellas gegeben haben. Vergleichbar ist die fenestella mit den Öffnungen in Treppenstufen zum Chor oder in Wänden von Chorumgängen zu der mit Reliquien gefüllten Krypta oder zu dem dort befindlichen Martyrion (verschließbare Reliquiennische).
Das Dach des Chors neigt sich von allen Traufen der Wandabschnitte des Chors mit geringem Winkel hinauf zum quadratischen Sockel des Glockenturms, der als Bestandteil der Ostwand des Langhauses aufragt und ist mit roten Hohlziegeln römischer Bauart, oder Mönch-Nonnen-Dachziegel genannt, eingedeckt. Die Traufen weisen geringe Überstände auf und keine Regenrinnen. Der allseitig geschlossene Sockel des Glockenturms reicht ein Stück unter die Firsthöhe des Langhausdachs hinauf und weist an den Ecken in ganzer Höhe gering ausladende Strebepfeiler zu jeweils beiden Seiten hin auf. Der Sockel wird oberseitig abgeschlossen von einem Kraggesims mit abgeschrägter unterer Sichtkante.
Es folgt das erste Geschoss der Glockenstube. Auf allen Seiten sind jeweils zwei schlanke rundbogige Schallluken – auch Klangarkaden genannt – ausgespart, mit einfachen rechtwinkligen Leibungskanten, ohne Abstufung, die unmittelbar auf dem Kraggesims stehen. Die obere Abgrenzung ist deutlich aufwändiger geformt, aus einem weit ausladenden im Querschnitt rechteckigen Kraggesims, das auf würfelförmigen Kragsteinen ruht. Die Würfel werden von tierischen oder menschlichen Köpfen getragen. Dieses üppig skulptierte Gesims schloss zunächst den Turm ab, auf dem dann vermutlich ein flach geneigtes Pyramidendach folgte.
Zusammen mit der im 12. Jahrhundert folgenden Einwölbung des Langhauses wurde dann auch der Glockenturm um ein weiteres etwas niedrigeres Geschoss erhöht. In den Seitenwänden sind wieder jeweils zwei rundbogige nicht mehr ganz so schlanke Schallluken ausgespart, deren Leibungen einfach rechtwinklig abgestuft sind. Die äußeren Bogensteine werden von einem schlichten Kragprofil überfangen, das an der äußeren Bogenansätzen waagerecht abschwenkt und bis zur Turmecke geführt wird. Das oberste Geschoss wird wieder mit einem einfachen Kraggesims wie beim Turmsockel abgeschlossen.
Darüber ragt ein Turmhelm auf, mit einem steilen, pyramidenförmigen, glatten Dach aus Kalkstein, dessen Grate mit schlichten Profilen abgedeckt sind. Er wird mit einem steinernen lateinischen Kreuz bekrönt, das dem Kreuz des Langhausgiebels gleicht. Auf den unteren Ecken des Turmhelms kragen kleine Imitationen von Wasserspeiern aus.

#### Inneres

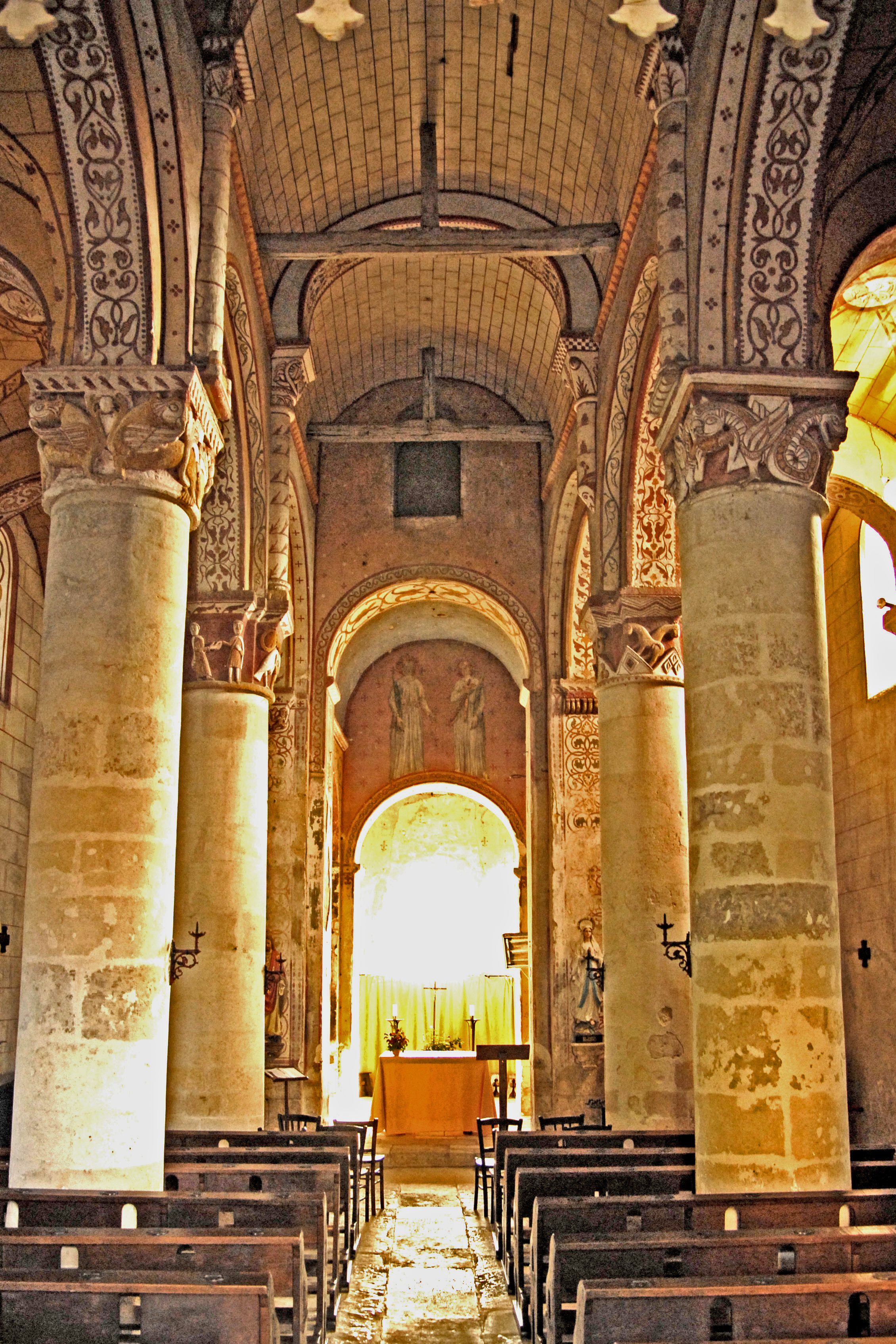
Mittelschiff zum Chor

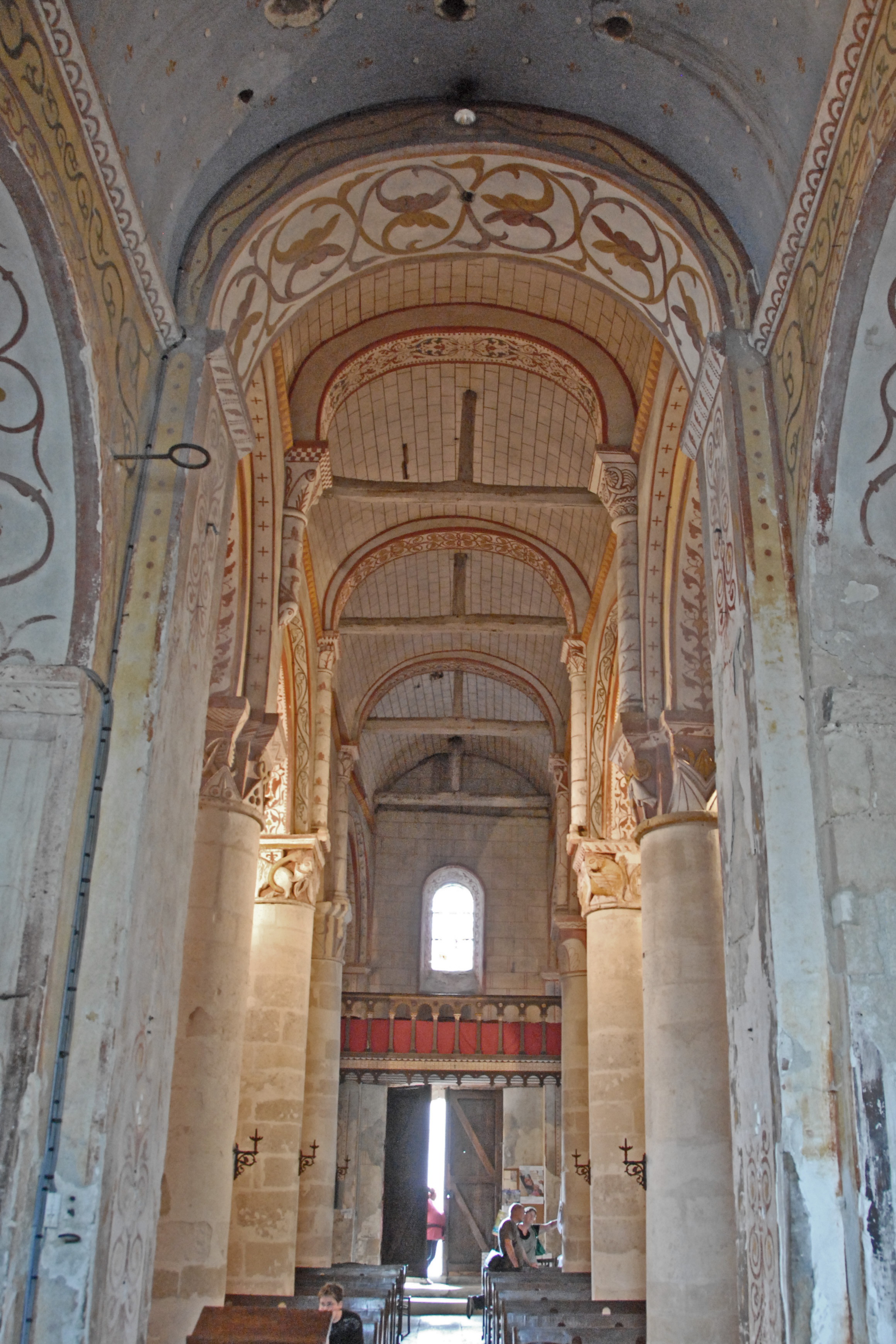
Mittelschiff, zum Hauptportal

##### Langhaus
Das ursprünglich ungegliederte und nicht eingewölbte Langhaus ist seit dem 12. Jahrhundert in Längsrichtung in drei Schiffe aufgeteilt, von denen das mittlere etwas breiter ist als die Seitenschiffe. In Querrichtung wird es in vier Joche unterteilt, von denen das erste etwas breiter ist als die übrigen.

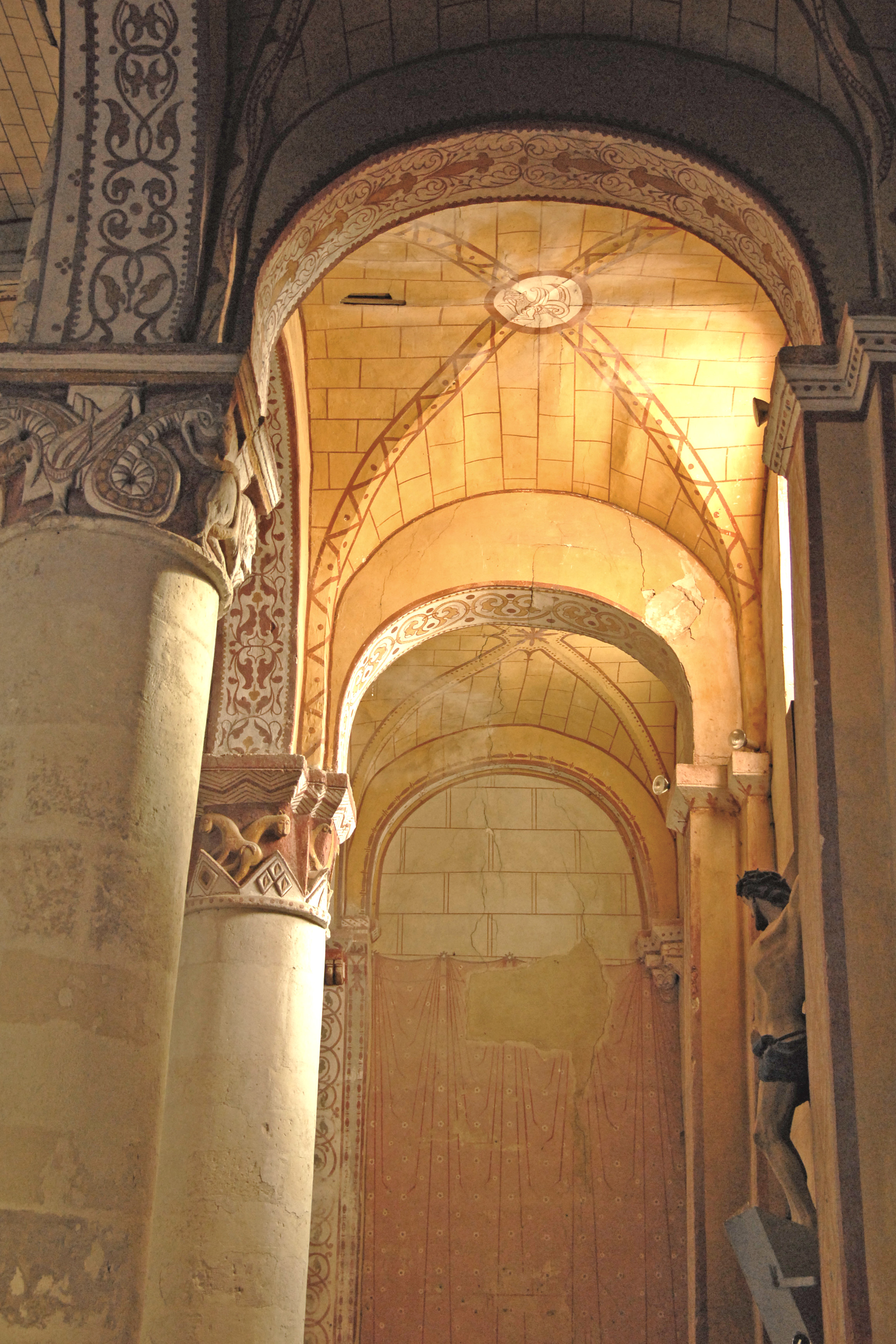
Südl. Seitenschiff, mit gemalter Arkadenöffnung

Das deutlich höher als die Seitenschiffe aufragende Mittelschiff wird von einer halbrunden Tonne mit rechteckigen Gurtbögen überwölbt, die tieferen Seitenschiffe von Kreuzgratgewölben. Die dicken Scheidewände zwischen den Schiffen, ohne Obergaden, werden von je vier leicht angespitzten Scheidbögen auf sechs kräftigen Rundstützen getragen, die von aufwändig gestalteten Kapitellen bekrönt sind. Kräftige profilierte Kämpfer übertragen die Lasten der Gewölbe-Gurtbögen der Seitenschiffe und der Scheidbögen in die Stützen. Die wesentlich höher angeordneten Gurtbögen des Mittelschiffs stehen auf Halbkapitellen die über halbrunde Dienste ihre Lasten in die Scheidewände und Stützen eintragen. Die Gurtbögen und Kreuzrippen der Seitenschiffe stehen auf den Kapitellen der Rundstützen.

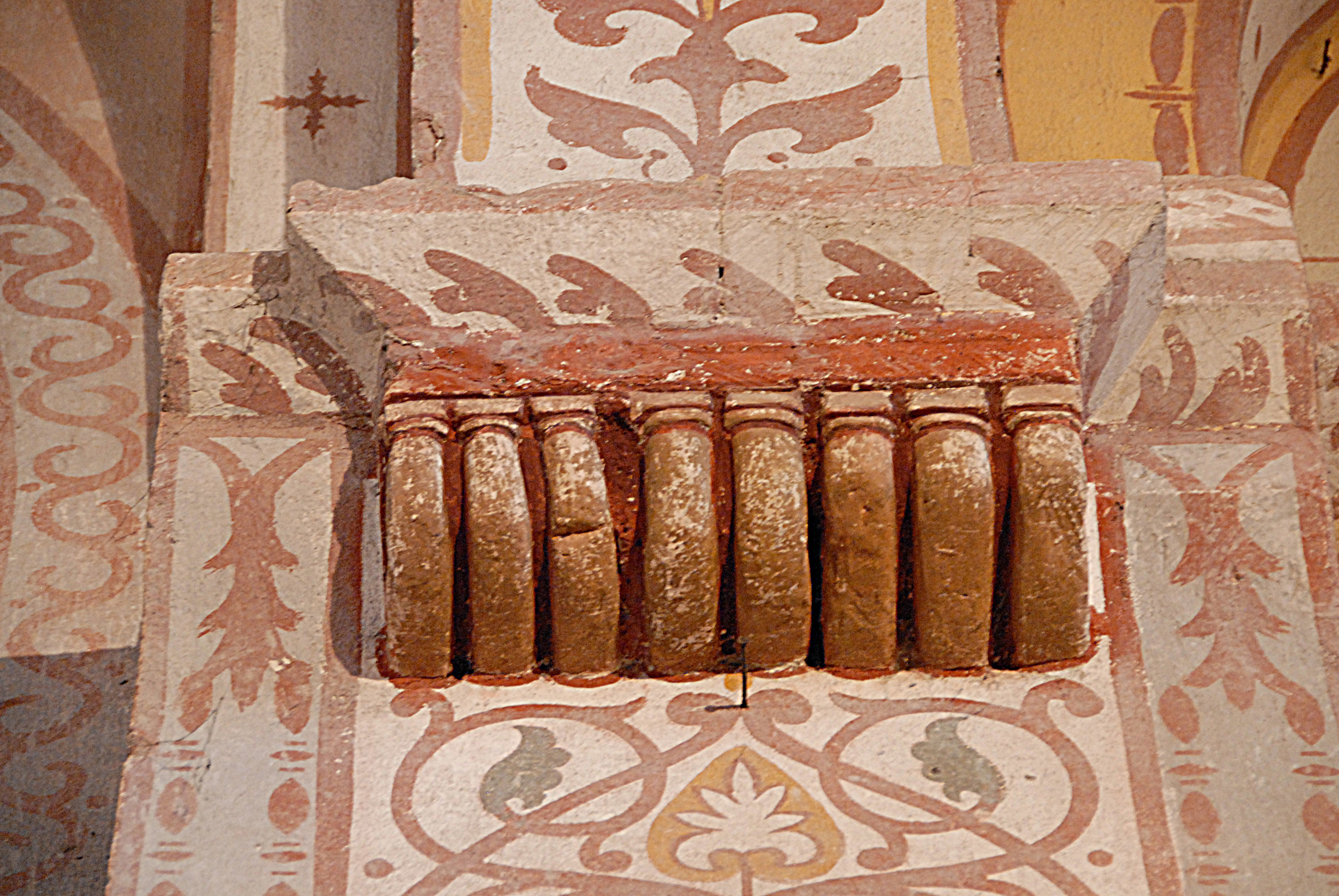
Kapitell, rätselhaftes Motiv

Bei der nachträglichen Einwölbung des Langhauses hätte man wegen der zusätzlich anfallenden Schubkräfte auf die Außenwände die vorhandenen Strebepfeiler verstärken müssen. Ersatzweise entschied man sich aber für fünf hölzerne Zuganker, die in Höhe der Auflager neben den Gurtbögen eingezogen worden sind und damit die Schubkräfte eliminieren konnten. Die Anker wurden noch zusätzlich in Gewölbemitte abgehängt.
Das Langhaus wurde ursprünglich belichtet durch zwei mal vier schlanke rundbogige Fenster, deren Gewände nach innen aufgeweitet sind. Durch den späteren Anbau des Pfarrhauses an die Südwand musste auf die beiden Fenster der ersten Joche verzichtet werden. Ergänzt wird die Tagesbelichtung durch ein etwas größeres rundbogiges Fenster in der Westwand, das mit den goldenen Strahlen der tief stehenden Abendsonne das Schiff durchflutet.

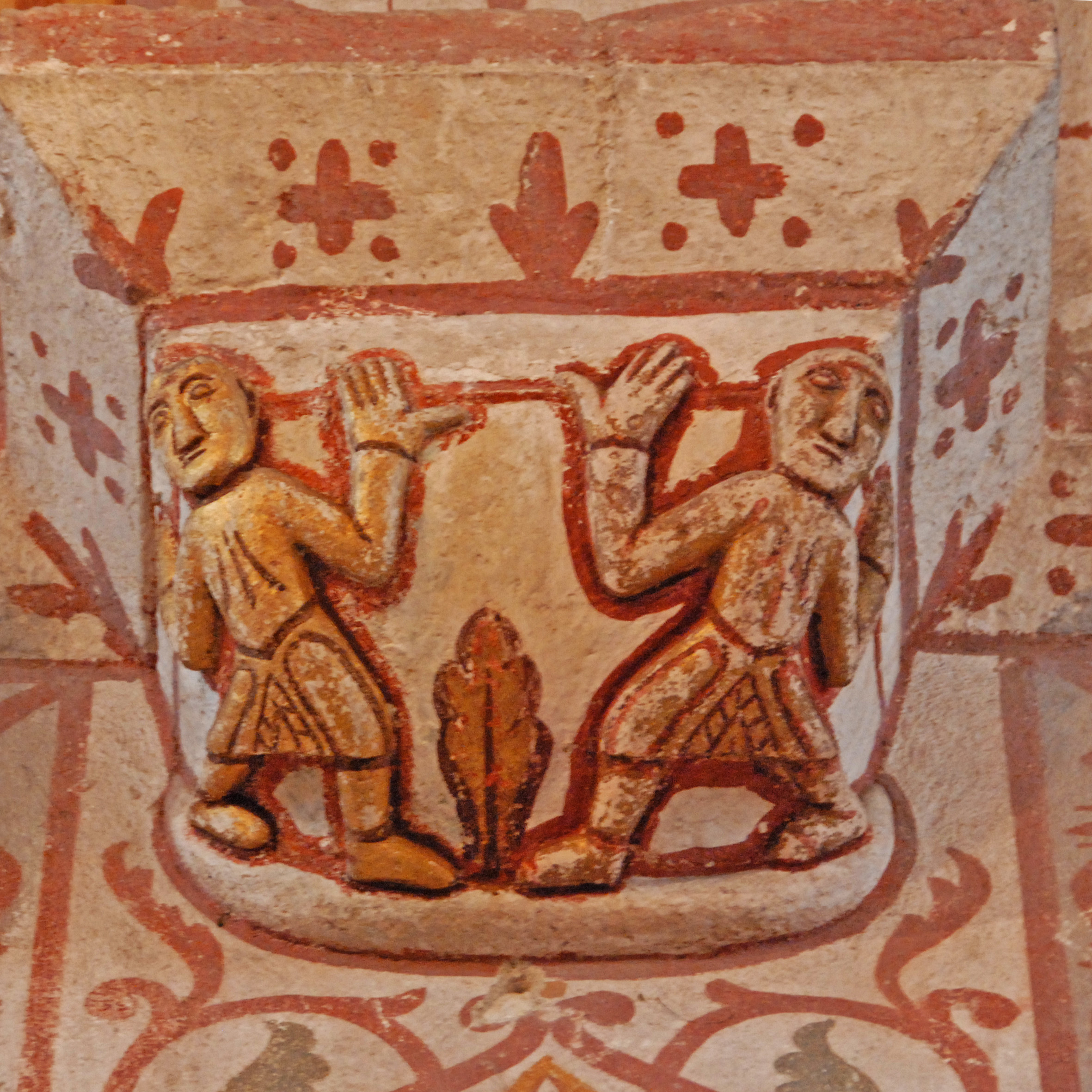
Kapitell, Atlanten

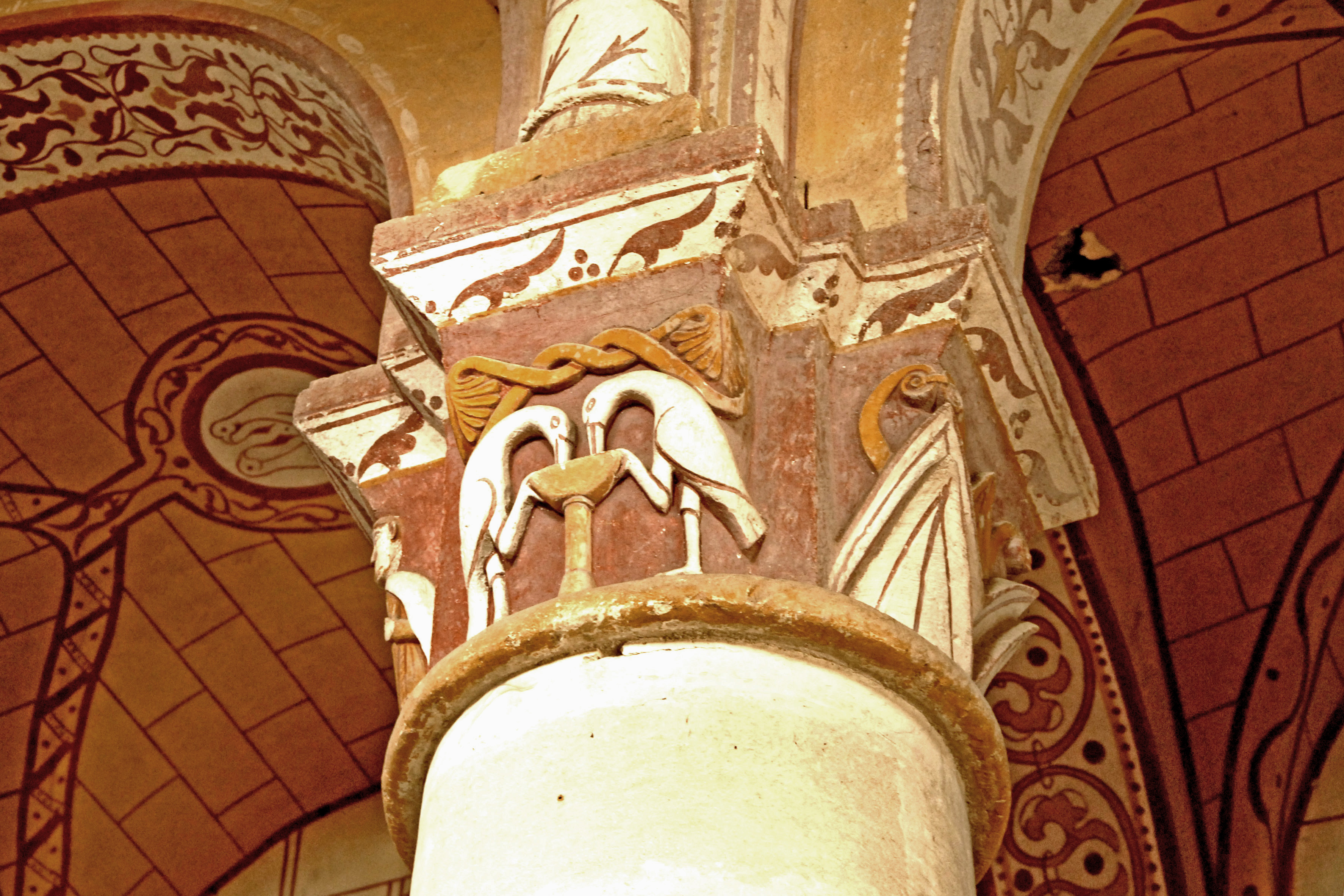
Kapitell, trinkende Vögel
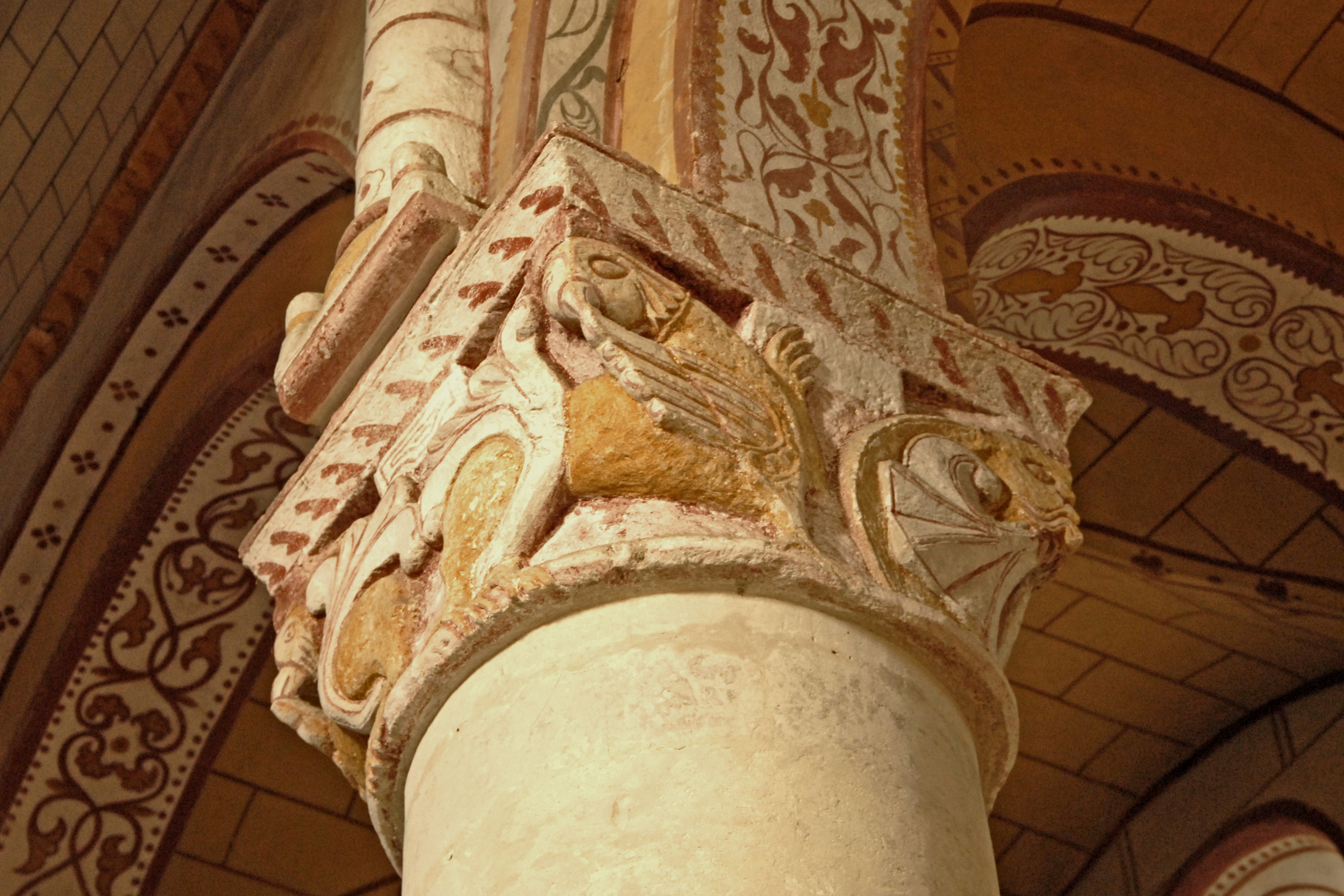
Kapitell, Vogel mit Krummschnabel
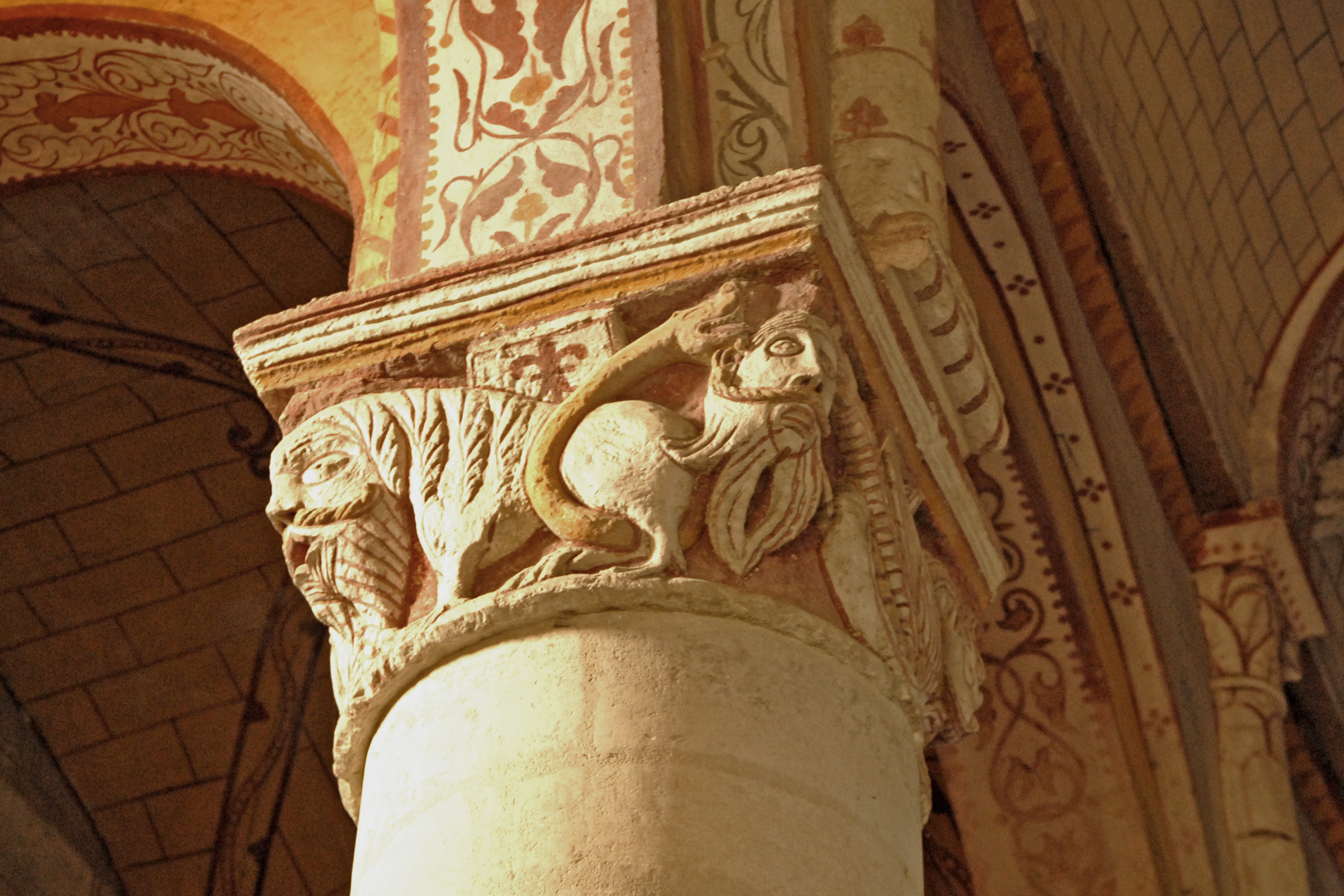
Kapitell, Löwe mit Fleur-de-Lys
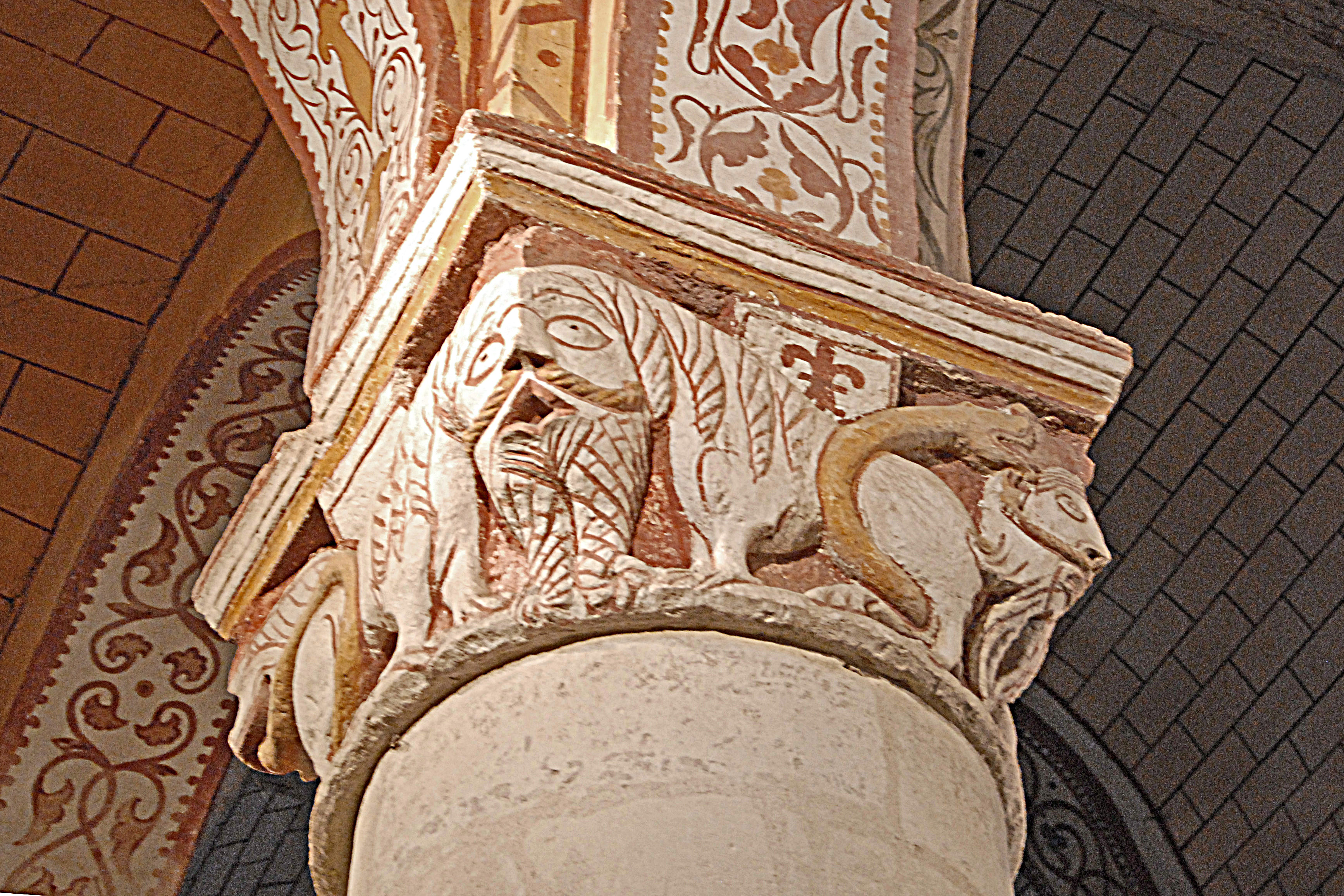
Kapitell, bärtiger Löwe

Die Kapitelle auf den Säulen der Schiffe aus dem 12. Jahrhundert sind dem Stil der Zeit entsprechend überwiegend figural gestaltet und farbkräftig gefasst (bemalt). Dabei herrschen neben dem weißen Kalkstein rote und ockerne Farbtöne vor.
Übliche Motive sind Fabelwesen, wie Drachen mit langbärtigen Menschenköpfen, von denen einer eine menschliche Gestalt, die eines Verdammten verspeist. Die Enden der Schwänze tragen Schlangen- oder Drachenköpfe. Über einem der Drachenkörper ist auf einem Wappenschild eine Fleur-de-Lys abgebildet. Ein anderes zeigt auf den Ecken Vogelporträts mit Krummschnäbeln und Menschenköpfe oder Masken, auf einem weiteren steht ein langbeiniges Vogelpaar beiderseits eines Kelches und trinkt daraus. Dargestellt ist die heilige Eucharistie, das Blut Christi, das als Wein getrunken wird. Die Szene erinnert an das Opfer Christi am Kreuz. Zwei Szenen auf einem Kapitell zeigen für die Skulptur der Romanik und für diesen Ort außergewöhnliche Themen, und zwar das Sakrament der Ehe, in Gestalt eines Paares, das sich zum Versprechen die Hände reicht und die Versuchung, in Gestalt einer Sirene, die mit ihrem Charme und ihrer melodiösen Stimme einen Fischer verführt, der aber in das Verderben stürzt. Diese beiden Szenen scheinen von demselben Steinmetz gestaltet worden zu sein wie das Kapitell der beiden Atlanten am Triumphbogen. Es gibt auch einzelne Kapitelle mit rein pflanzlichem oder ornamentalem Dekor.

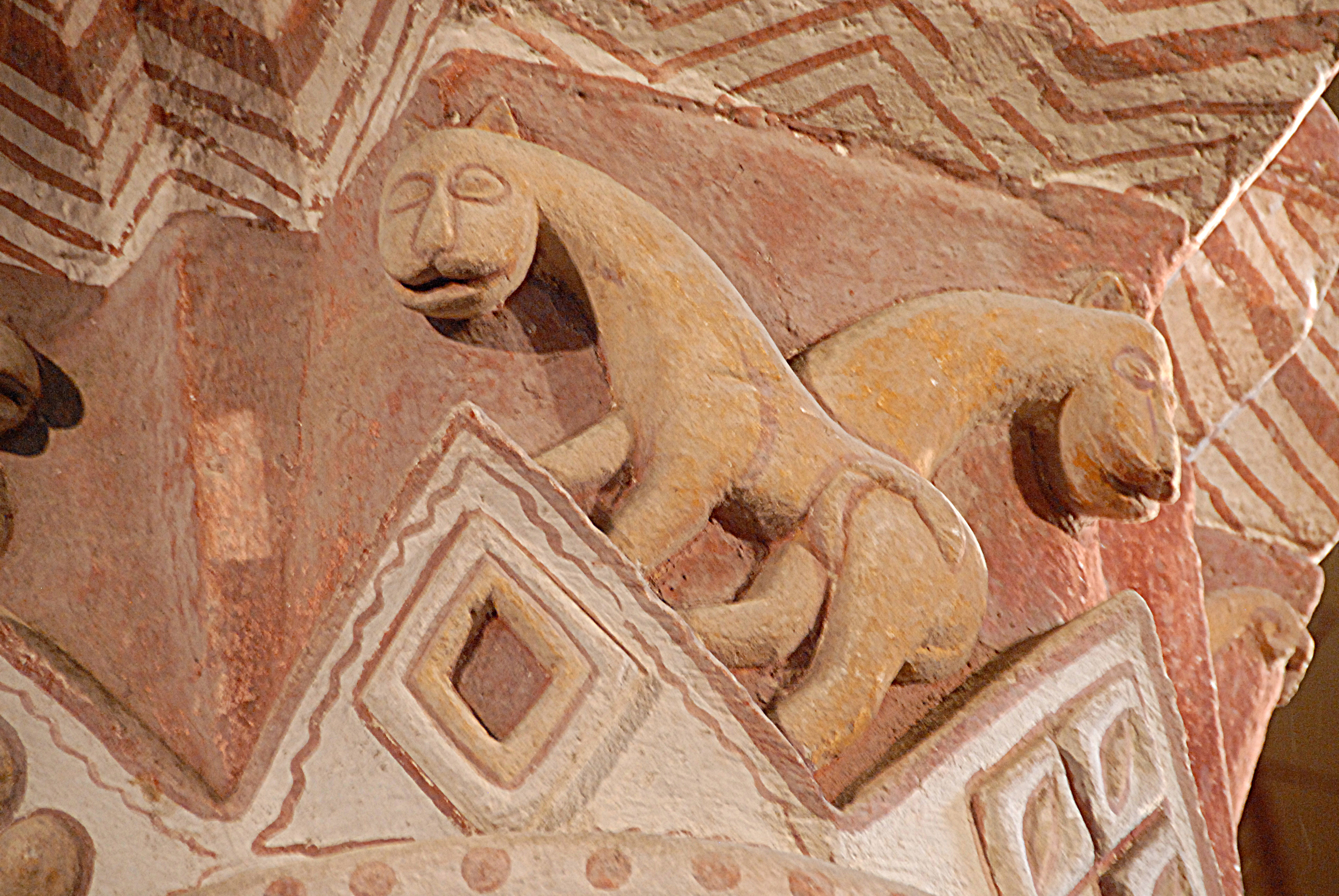
Kapitell, Vierbeiner

Auch bei der Farbgebung der übrigen Bauglieder findet man überwiegend dieselben Farbtöne. Die runden Säulen zeigen den hellen fast weißen Kalkstein, der ganz weiß verfugt ist. Wände und Gewölbeflächen weisen weiße oder leicht gelbe Untergründe auf, die mit braunen und roten Mauerwerkfugen bemalt sind. Die Unter- und Innenseiten der Bögen tragen auf weißen Untergründen verschiedene verschlungene pflanzliche Dekorationen. Schmalere Bänder, so die auf den Gewölbegraten, sind mit schlichteren Pflanzendekors geschmückt. Die Kreuzgratgewölbe sind mit verhältnismäßig großen kreisrunden Schlusssteinimitationen bemalt, die verschiedene Ornamente präsentieren. Die Kraggesimse der Gewölbeansätze sind mit einem Zackenbandmuster in rot-gelb bemalt.

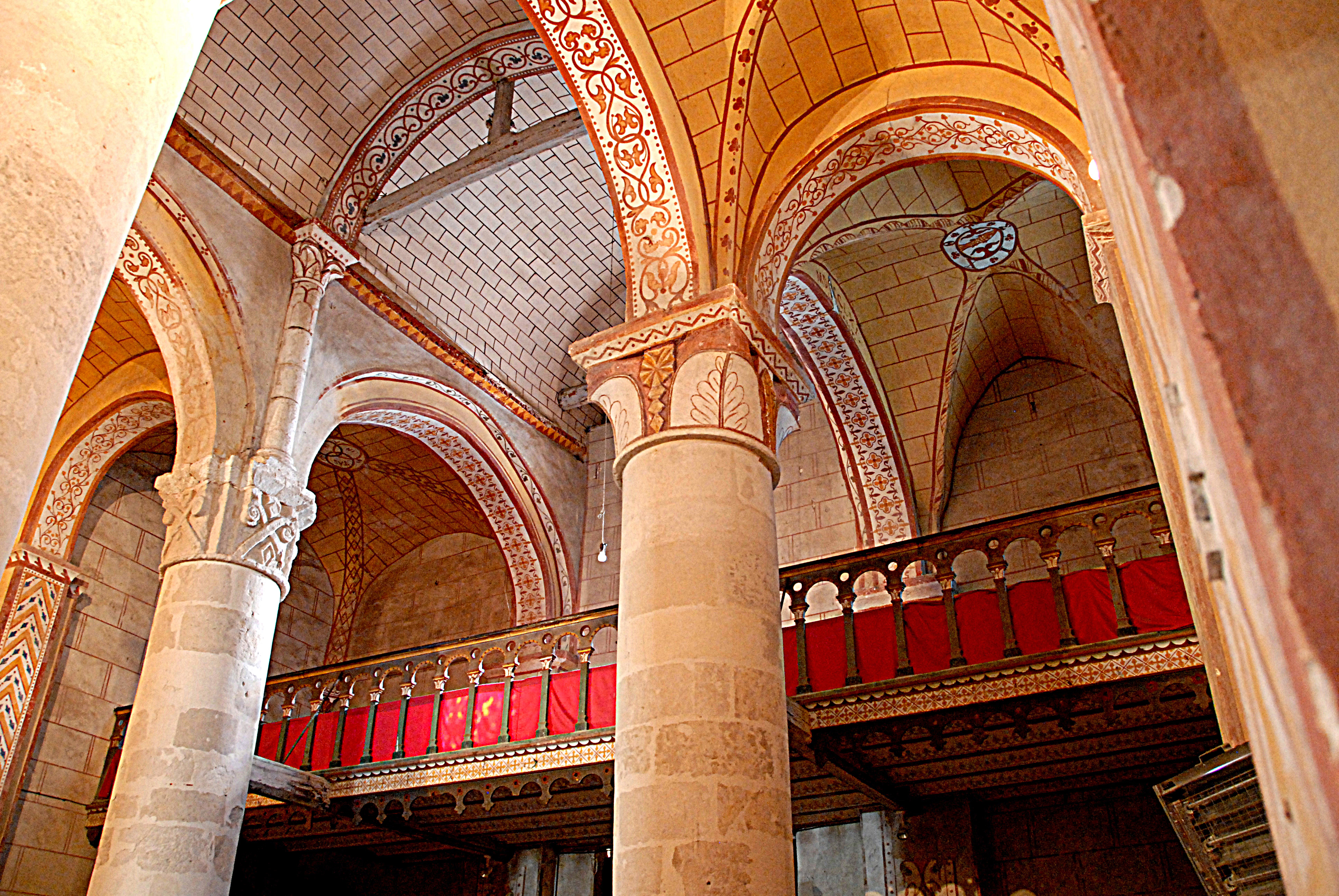
Langhaus, Empore im 1. Joch

Die Ausmalung der Konstruktionen und die Fassung der Kapitelle stammen aus dem Jahr 1861, die des Chors aus dem Jahr 1866. Sie sind sicher nicht authentisch, sondern ihrer Zeit nachempfunden.
Der halbrunde Triumphbogen zwischen Mittelschiff und Chor ist nur geringfügig schmaler als die Breite des Mittelschiffs. Seine Kämpferplatten liegen ein wenig höher als die Kämpfer der Scheidewände. In der Wand darüber befindet sich eine rundbogige Nische mittlerer Größe.
Die östlichen Kopfwände der Seitenschiffe sind geschlossen. Sie täuschen durch ihre Bemalung und durch eingebaute Kämpferecken eine Arkade und einen letzten Gurtbogen vor. Knapp unter den „Kämpfern“ ist eine Stange gemalt, auf der an Ringen ein Faltenvorhang zu hängen scheint. Im Hintergrund über dem Vorhang sieht man wieder einen gemalten Mauerwerksverband. Der Künstler wollte vielleicht damit zeigen, wie eine hier denkbare Erweiterung um ein Querhaus aussehen könnte, zu der dieser Durchgang führen würde.
Am westlichen Ende des Langhauses, im ersten Joch, hat man in ganzer Breite des Langhauses eine hölzerne Empore eingezogen, die etwas schmaler ist als die Jochbreite. Sie ist an den Wänden und zusätzlich auf zwei Balken aufgelagert, die im ersten Joch zwischen Westwand und den ersten beiden Säulen gespannt sind.

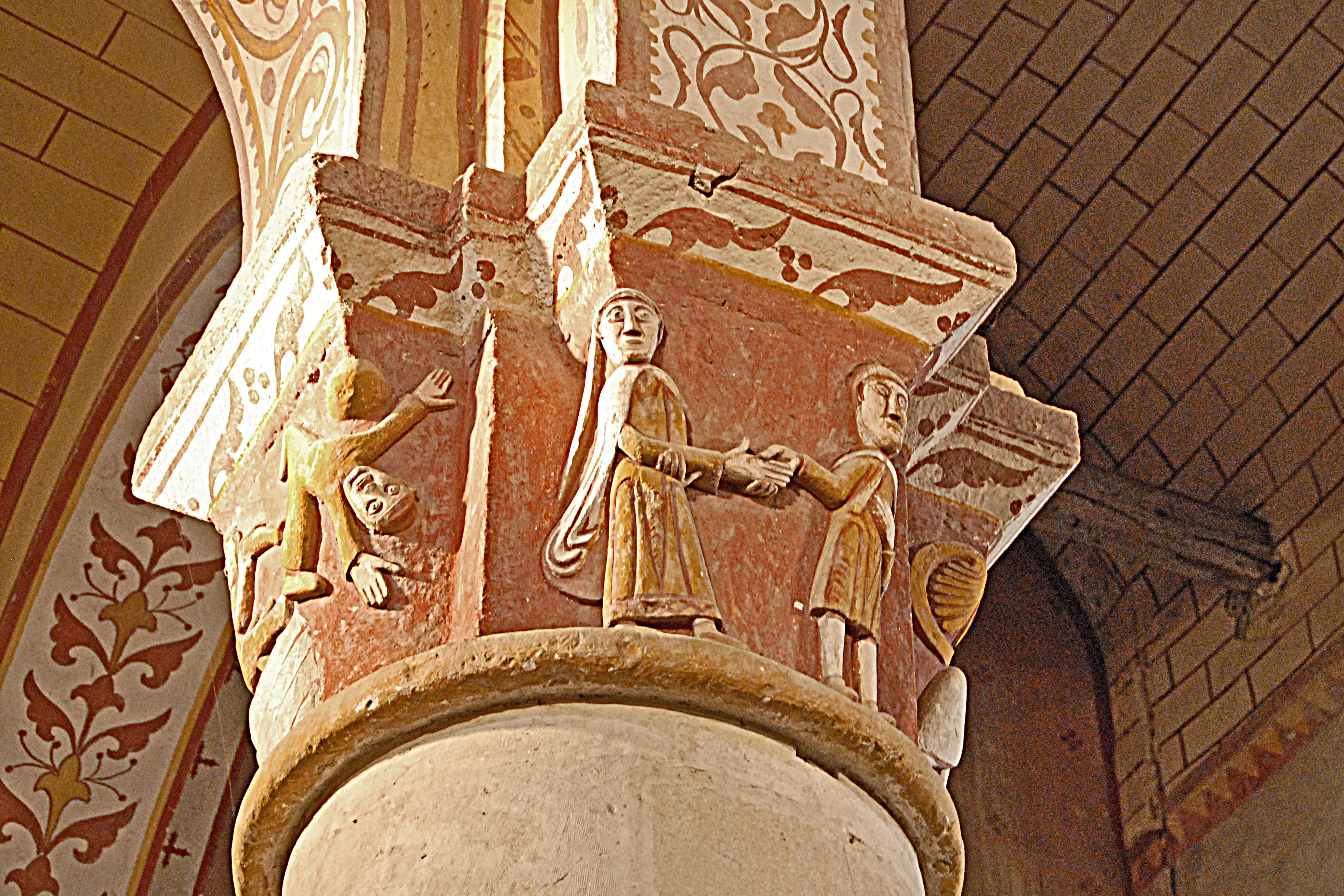
Kapitell, Eheschließung
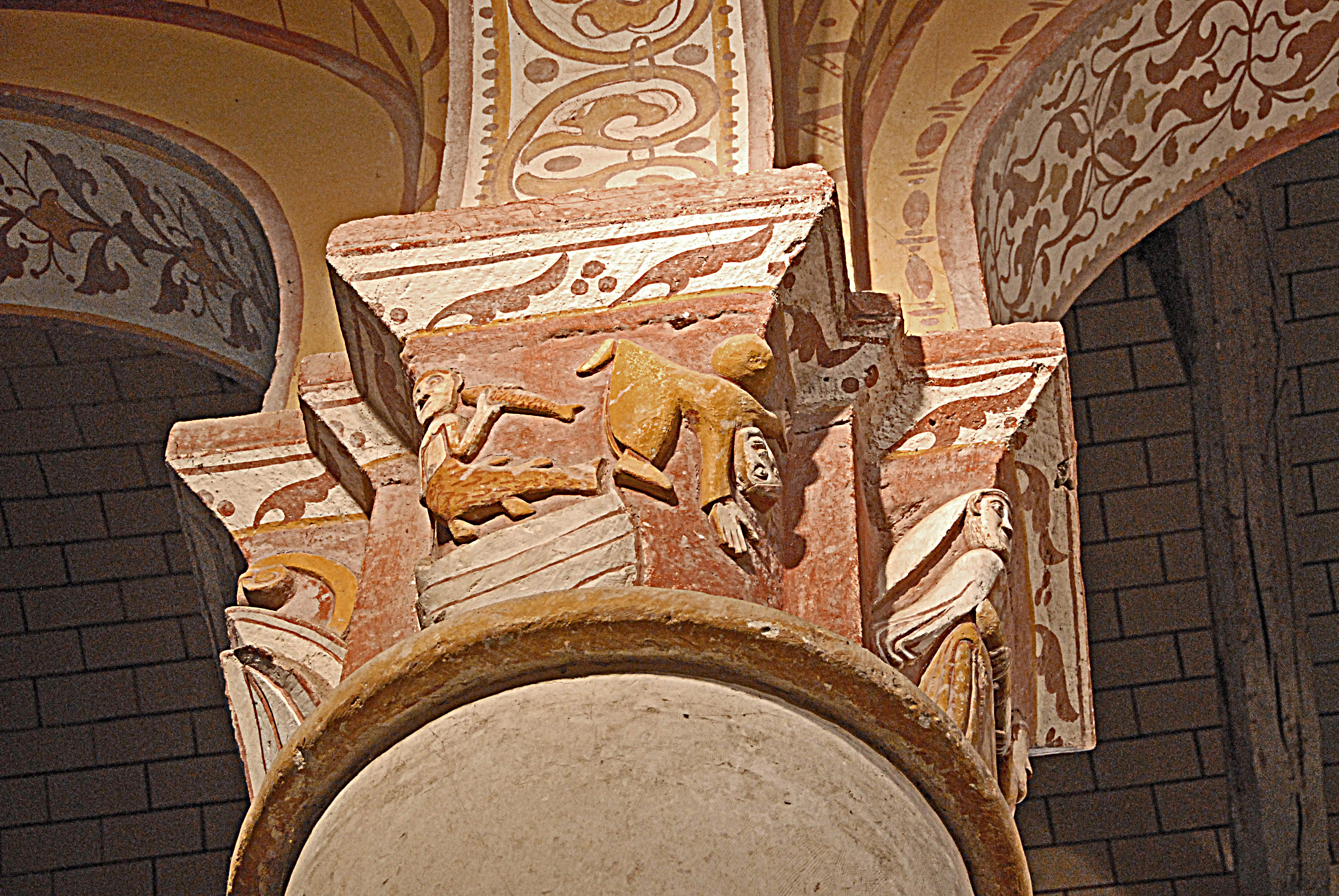
Kapitell, Versuchung, Sirene
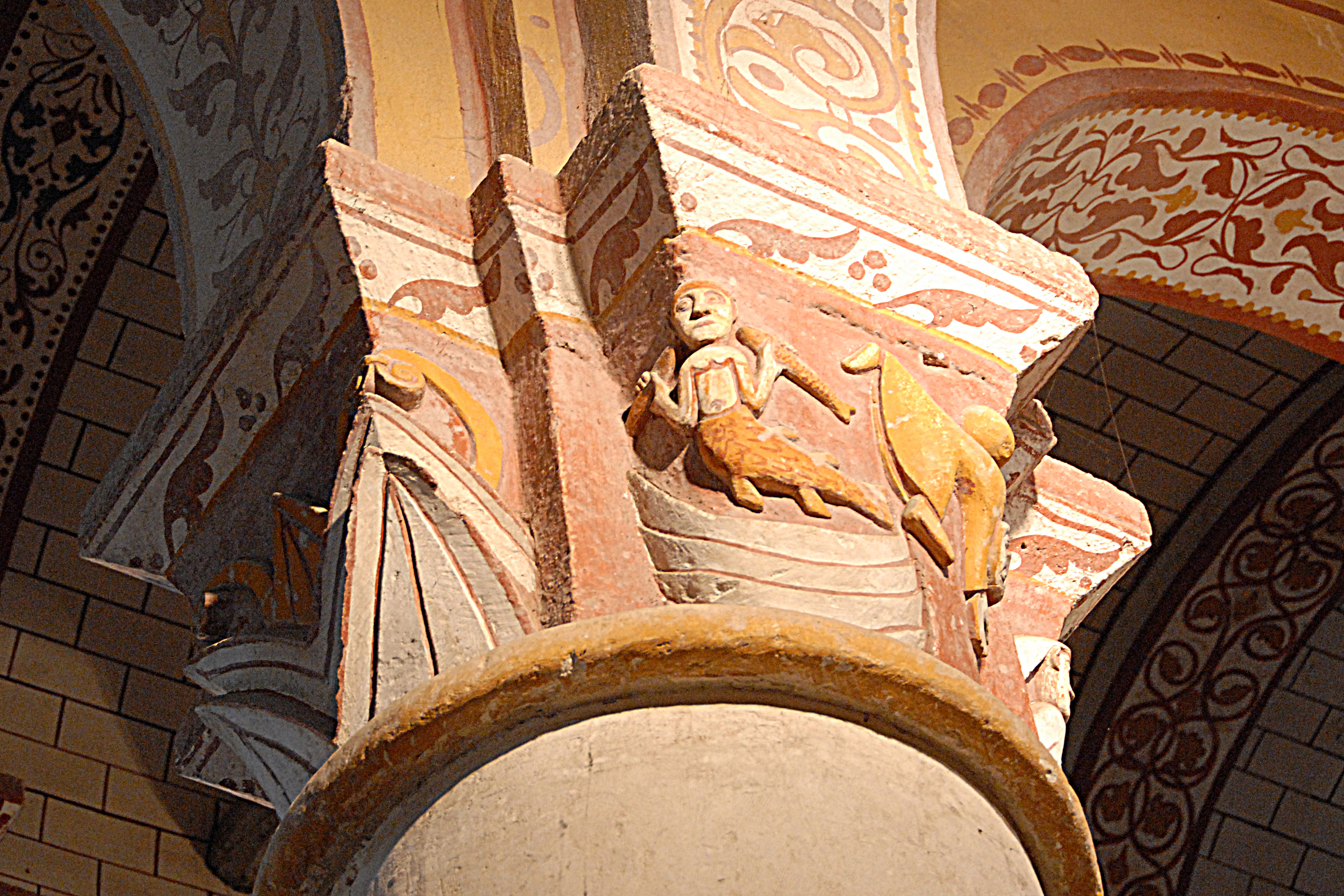
Kapitell, Versuchung, Sirene
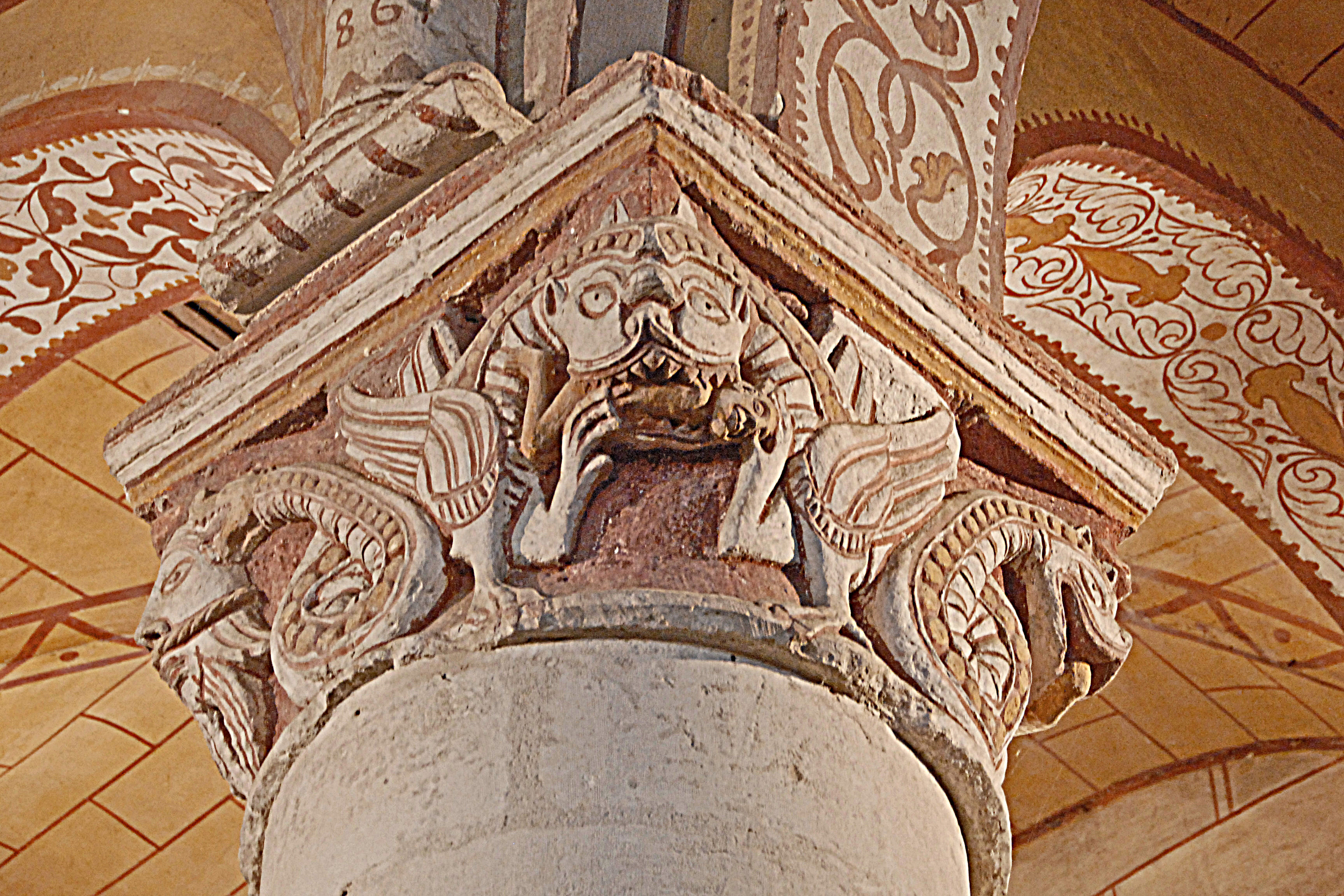
Kapitell, Monster frisst Menschengestalt

##### Chor

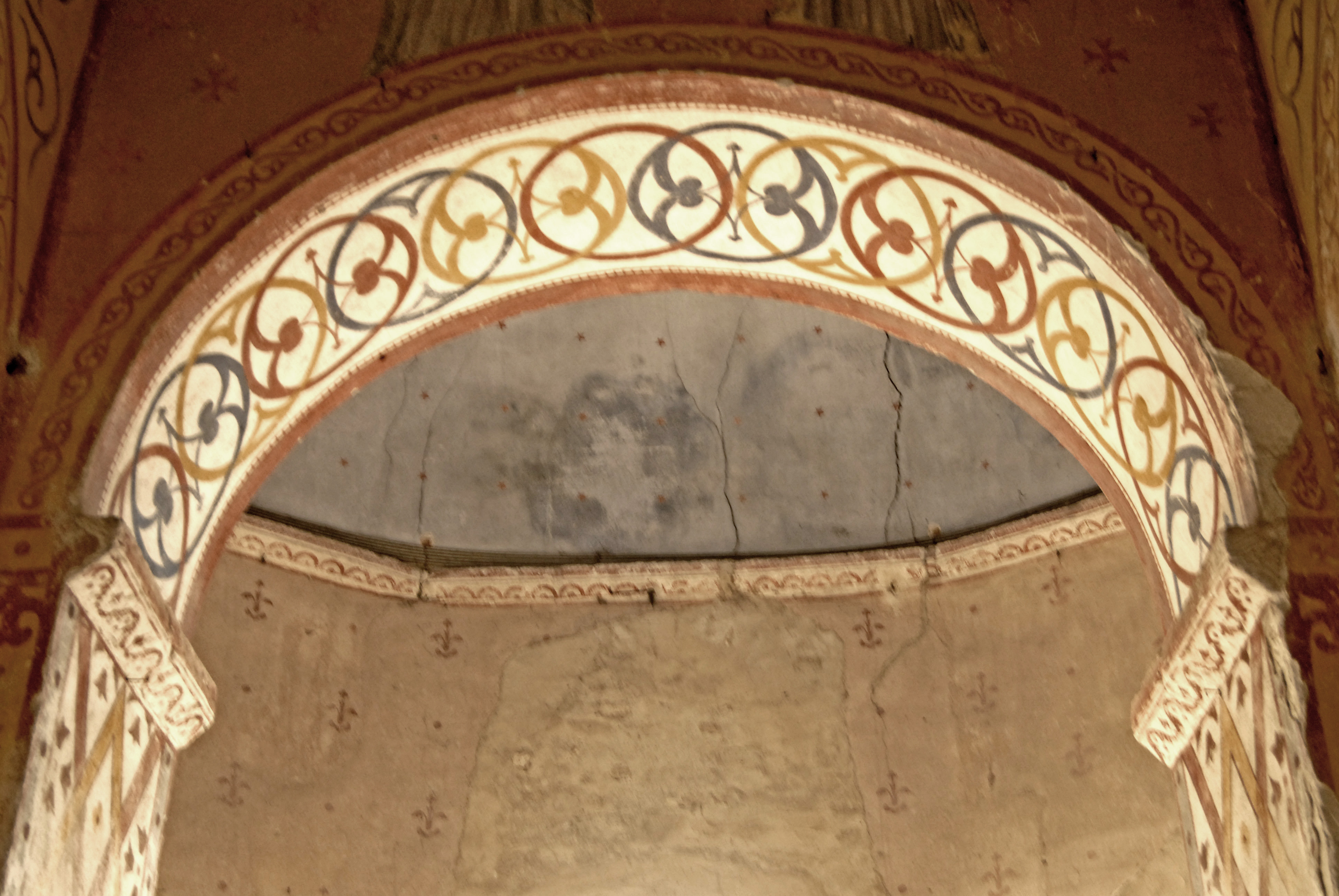
Chor

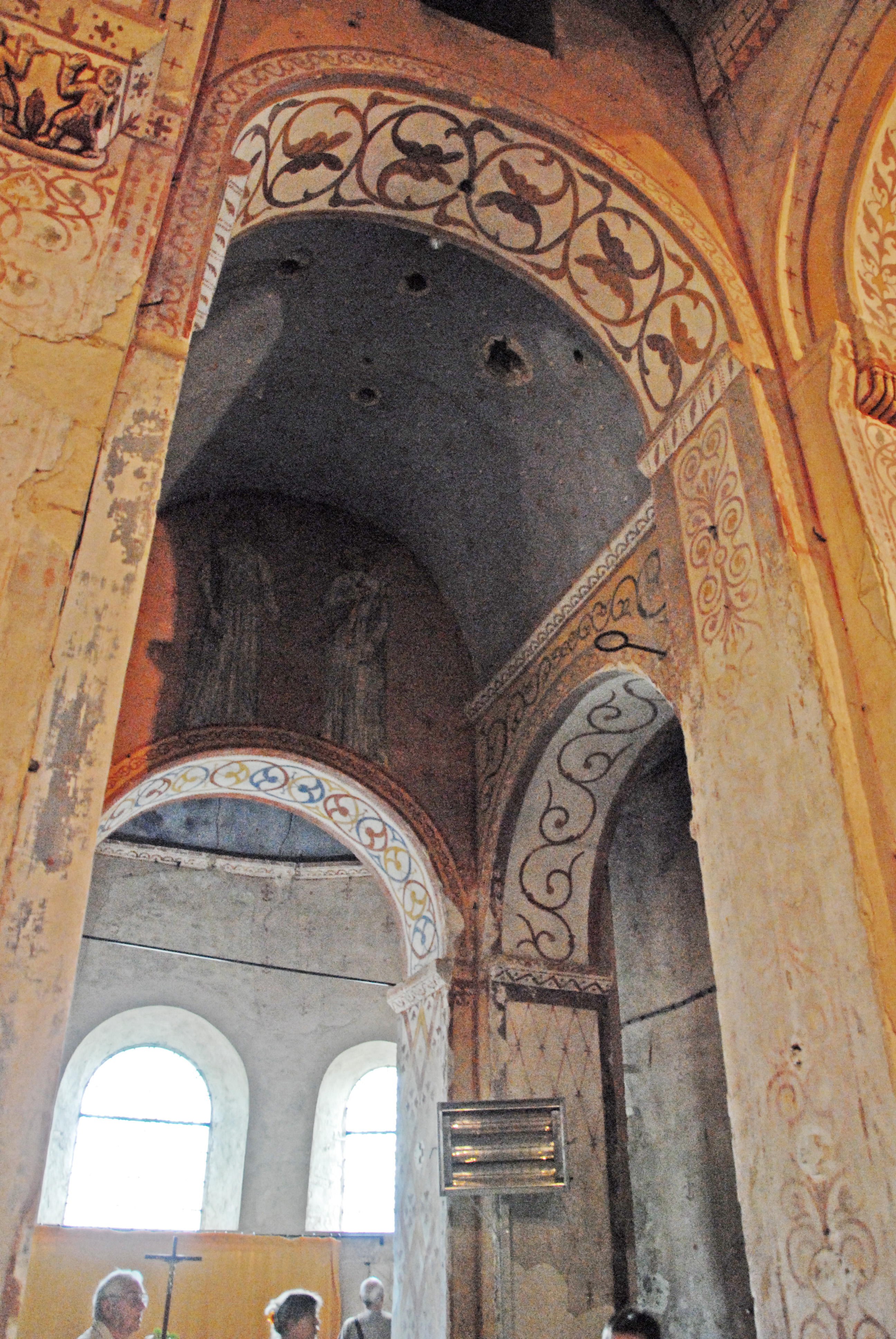
"Vierung" und Chor

Der heutige Chor bietet ein unfertiges Bild und setzt sich aus unterschiedlichen Bauepochen zusammen, die nicht zusammenpassen. Seine sechsfach im Grundriss abgeknickten Außenwände gehören zumindest im unteren Bereich zu den ältesten Bauteilen der ersten Kirche, die zwischen dem 5. und 7. Jahrhundert errichtet worden ist. Zu ihm gehörte ursprünglich ein völlig anderes Langhaus, von dem keine Zeugnisse erhalten sind. Man vermutet, dass sich an diese Chorapsis ein gleich breites Schiff anschloss. Seine heutigen drei Fenster sind Rekonstruktionen der ursprünglichen Substanz und erhellen den Chor, vor allem in den Morgenstunden. Ihre Gewände sind nach innen aufgeweitet.
Unter dem Fenster der südöstlichen Chorwand ist im Inneren etwa in Augenhöhe eine Stele eingemauert, die Aeternalis und Servilla gewidmet war. Es handelt sich um einen Kalkstein mit einer Höhe von 0,54 m und einer Breite von 0,35 m, auf dem das christliche Monogramm eingraviert ist, aus einem X und einem Rho, die ersten griechischen Buchstaben des Wortes Christos, welche von dem ersten und der letzten Buchstaben des griechischen Alphabets, dem Alpha und Omega, Symbole vom Anfang und Ende, flankiert werden. Am unteren Rand des Steins liest man: AETERNALIS ET SERVILLA VIVATIS IN DEO (Aeternalis und Servilla, leben in Gott). Zu Beginn des Christentums, waren solche Namen in Gebrauch, die sich auf ihren Glauben oder ihre Eigenschaften bezogen. Diese Platte war bis 1862 an der Außenseite über dem zentralen Fenster in das Mauerwerk eingelassen. Sie datiert nach den meisten Historikern und Inschriften-Sachverständigen auf das Ende des 4. oder den Beginn des 5. Jahrhunderts. Seit dem diese Stele wieder innerhalb der Apsis untergebracht ist, befindet sie sich wieder etwa dort, wo sie zum Zeitpunkt der Errichtung der ersten Kirche platziert war. Die rote Tünche, die immer noch in den Gravuren des Steins zu erkennen ist, kann nicht verleugnen, dass sie in der Nähe der Verwendung von rot gefärbtem Mörtel für die Mauerwerksfugen der Apsis eingebaut war.

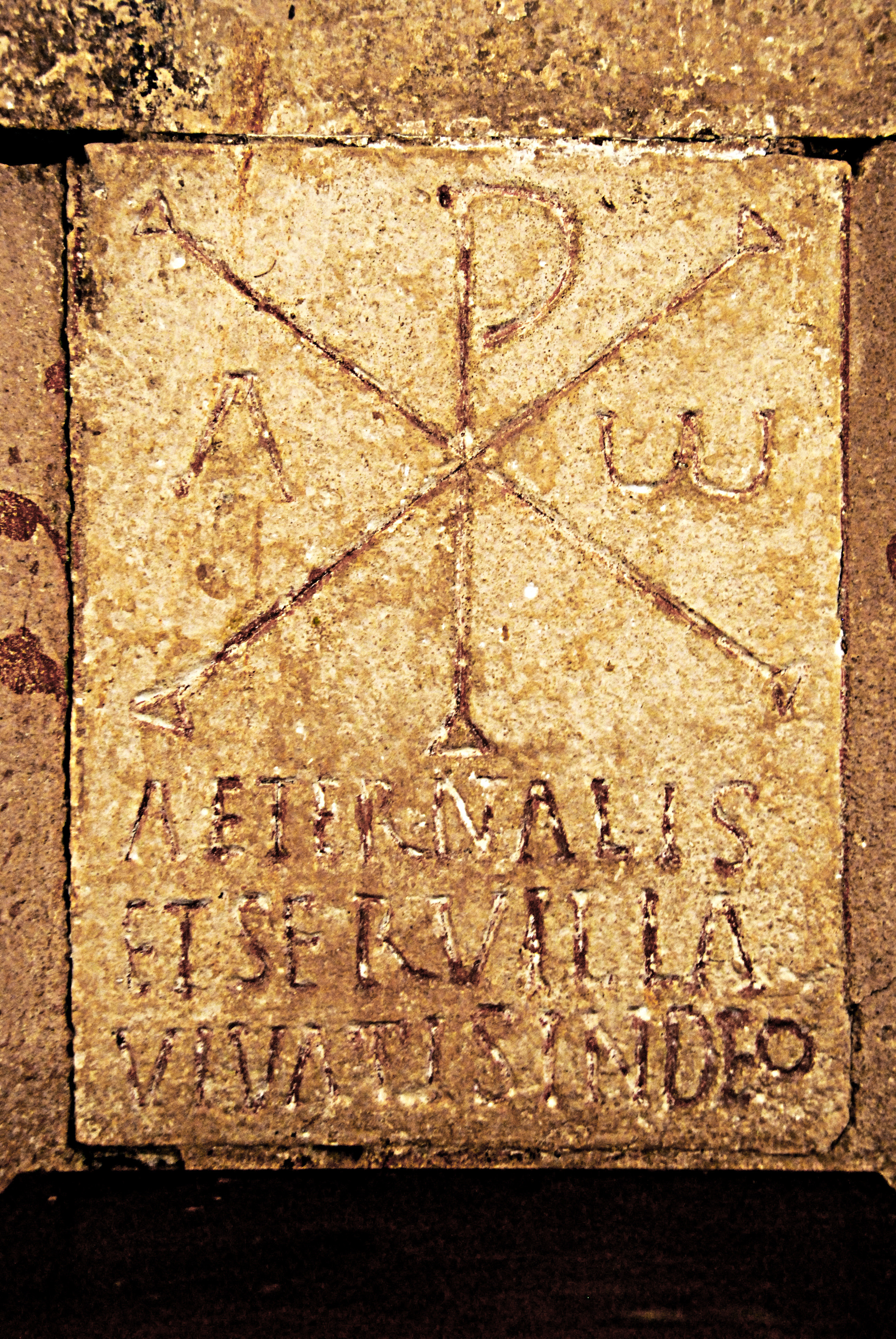
Stele, Ende 4. oder Anfang 5. Jahrhundert

Offensichtlich gibt es keine Hinweise auf die Existenz einer Krypta. Hingegen wird angenommen, dass der Chorraum, zumindest in den Anfängen, die Funktion als Mausoleum oder Ausstellungsort von Reliquien besaß. Dazu veranlasst vor allem die Platzierung der fenestella in der Chorachse, etwa einen Meter über dem merowingischen Bodenniveau.
Das heute etwas seltsam anmutende bauliche Gebilde innerhalb des Chors, das im 10. und 11. Jahrhundert zusammen mit dem Langhaus errichtet worden ist, erinnert an eine Vierung, der noch die Anbauten von Querhausarmen und einer Chorapsis fehlen. Es besteht unten aus vier im Quadrat aufgestellten, im Grundriss kreuzförmigen Pfeilern, die exakt in Verlängerung des Mittelschiffs errichtet sind und fast die gleichen Grundrissdimension aufweist, wie das vierte Joch des Mittelschiffs. Unmittelbar an sein westliches Pfeilerpaar schließen axial die Seitenteile der östlichen Langhauswand an.
Genau wie es bei einer Vierung üblich ist, wird weiter oben das Quadrat von massiven Wänden in Dicke der Pfeilerkerne eingeschlossen. Die Westwand ist gleichzeitig die Ostwand des Mittelschiffs, mit ihrem Triumphbogen, dessen Höhenlage der Kämpfer und Bogenansätze mit denen der Scheidewände des Langhauses übereinstimmen. In Höhenlage dieser Kämpfer verläuft beidseitig der „Vierung“ je ein schlichtes Kraggesims auf dem in Längsrichtung der Kirche ein halbrundes Tonnengewölbe aufsteht. Es liegt kaum höher als der Bogen des vorgenannten Triumphbogens. Die Scheitel der drei weiteren Bögen der „Vierung“ liegen etwas tiefer als der Bogenansatz des Gewölbes. Alle Bögen stehen an ihren Ansätzen auf schlicht profilierten Kämpfern. Dieses „Gebilde“ trägt den oben aus den Dachflächen herausragenden Glockenturm, der wohl einmal als Vierungsturm geplant war.
Über dem zentralen Triumphbogen zur Chorapsis hin, findet sich noch eine höhere Wandfläche die eine Putzmalerei trägt. Auf einem roten Hintergrund, der mit Tatzenkreuzen verziert ist, stehen sich zwei Personen gegenüber, in weißen fußlangen Gewändern, deren Köpfe von Nimben hinterlegt sind. Es sollen die beiden Heiligen Gervais und Protais sein. Sie tragen auf ihren Außenseiten in der Hand je einen Palmenwedel, der nach oben gegen die Schulter gelehnt ist. Die linke Person weist mit der Linken nach unten und hält wohl eine Geißel, die rechte Person hält zwei weitere längliche Gegenstände, ein Schwert und eine Scheide. Die Nimben deuten auf ihre Heiligkeit hin.
Der ungleichmäßige Zwischenraum zwischen den Choraußenwänden und den Wänden der „Vierung“ wird von halben Tonnengewölben überdeckt, die außenseitig rundum auf einem schlichten Kraggesims aufstehen und sich innen gegen die Wände der „Vierung“ lehnen. Das Gesims befindet sich etwas über den Bogenscheiteln der „Vierungsarkaden“. Die Gewölbe sind mit gleichmäßig verteilten Pflanzenornamenten, ähnlich einer Fleur-de-Lys dekoriert.
Aus den vorgefundenen Gegebenheiten kann nicht ausgeschlossen werden, dass die Planer der romanischen Kirche an eine spätere Entfernung des „alten“ Chors gedacht haben um dann den Turmunterbau um zwei Querhausarme und eine „neue“ Chorapsis zu erweitern. Dazu ist es aber nicht mehr gekommen, vielleicht auch unterstützt durch den Rückgang und das spätere Versiegen der Jakobs-Pilgerströme nach der Mitte des 12. Jahrhunderts.

### Vor- und frühchristliche Heiligtümer

#### Abmessungen (circa)
fanum nördlich der Kirche:
- Länge parallel zur Kirche (außen): 18,30 m
- Breite (außen): 18,10 m
- Cella (außen): 7,20 m × 7,20 m
- Cella (innen): 5,50 m × 5,50 m
- Galeriebreiten (innen): im Norden und Osten: 4,00 m
- im Westen: 5,30 m
- im Süden: 5,80 m

fanum südlich der Kirche
- Breite (außen): 12,45 m
- Länge: nicht feststellbar, vermutlich wie nördlicher Teil

Gesamtes Sanktuarium
- (Breite außen, über die Kirche hinweg): 43,00 m

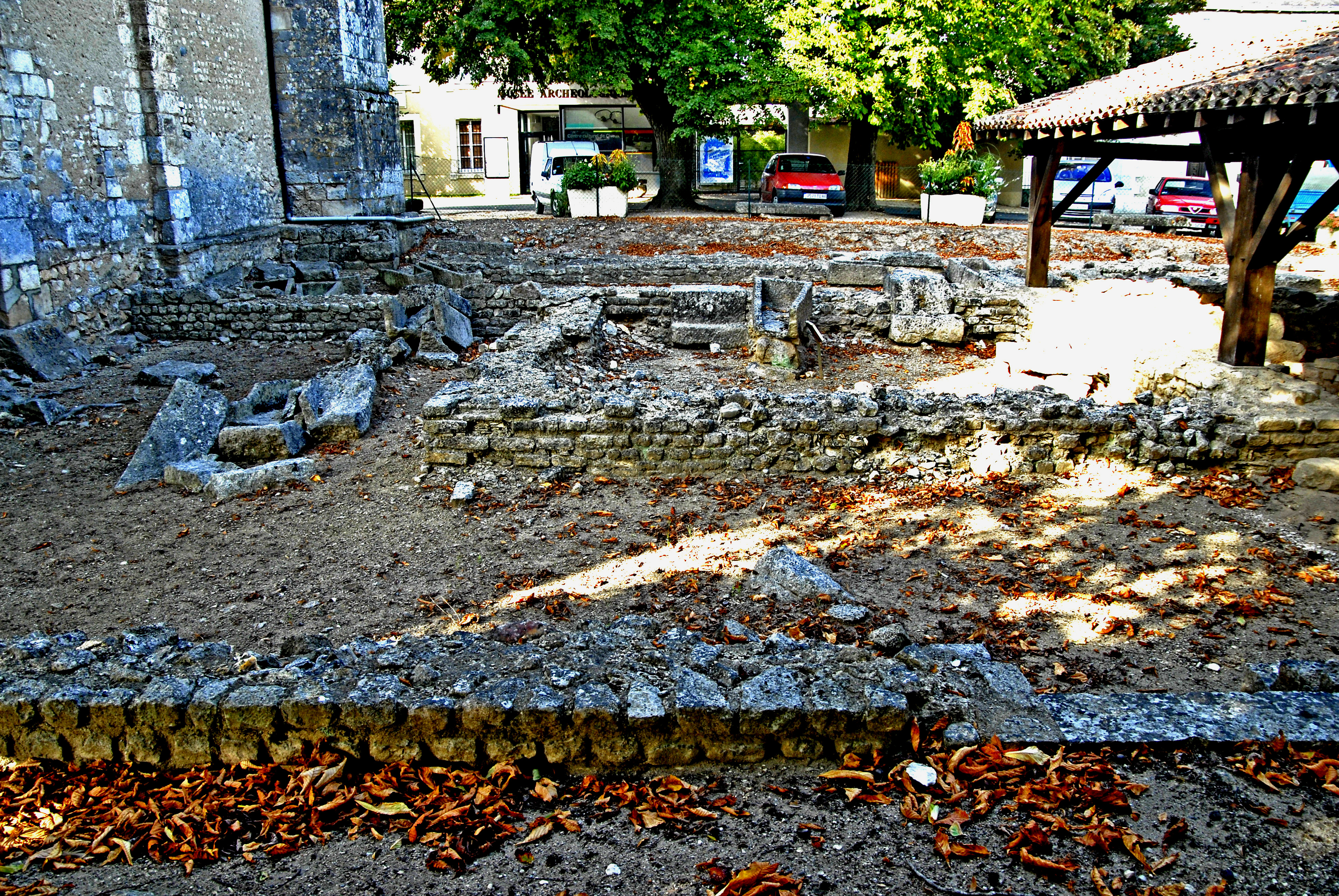
Civaux, Grundmauern des ehemaligen fanums, von Osten

#### Gallorömisches Sanktuarium

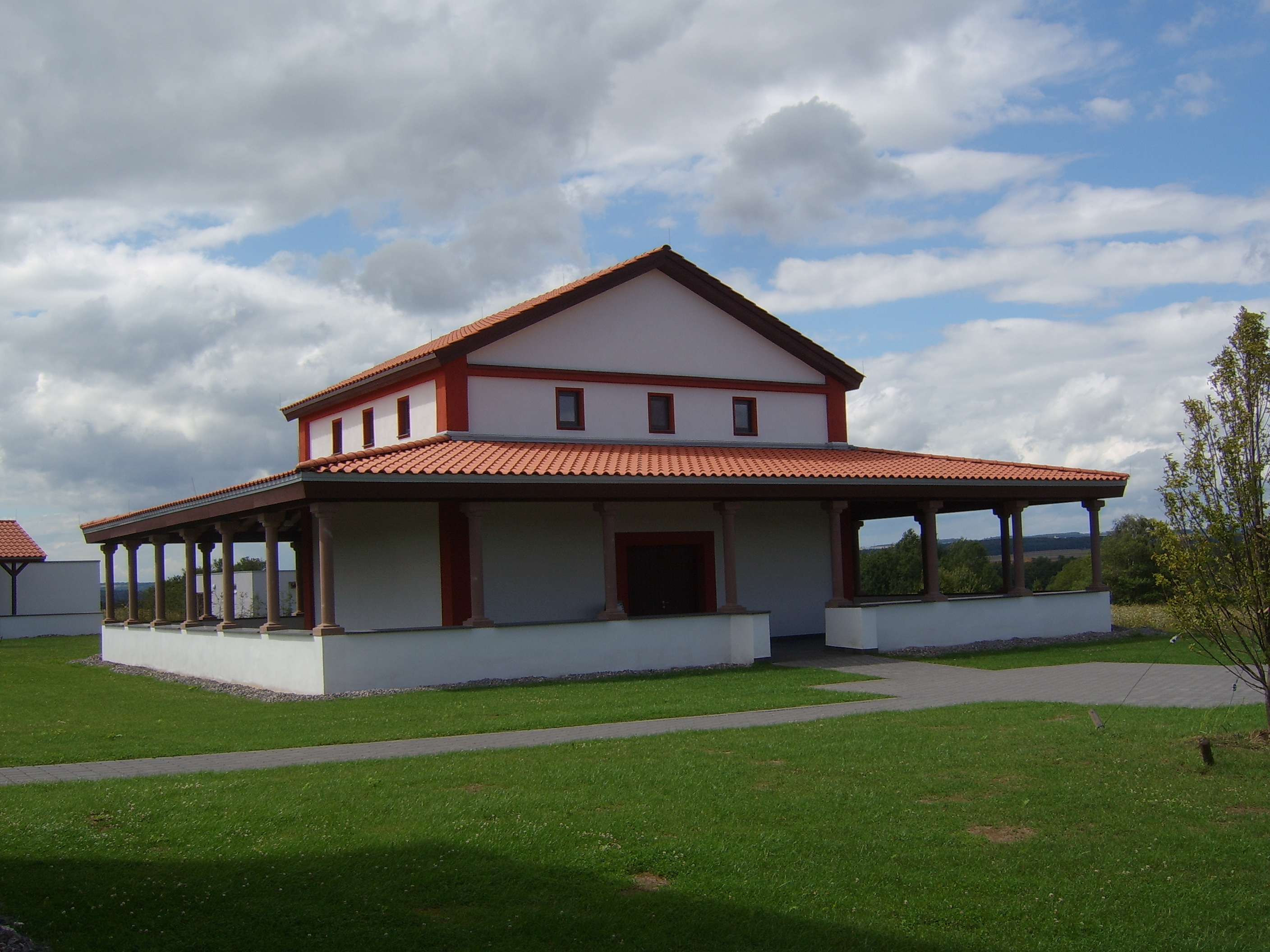
Rekonstruierter gallo-römischer Umgangstempel auf dem Martberg/Eifel

Auf der Nordseite der romanischen Kirche liegen die Grundmauern eines kleinen gallo-römischen Umgangstempels (= fanum) circa 30 bis 60 Zentimeter hoch zu Tage, das zwischen dem 1. und 2. Jahrhundert erbaut worden ist. Sie wurden 1960 archäologisch ausgegraben. Das antike fanum besaß den klassischen Grundriss aus einer kleinen quadratischen cella, die von einem hier unterschiedlich breiten Galerie umschlossen ist. Nicht bekannt ist, ob dieser Umgang von offenen Säulenreihen in ganzer Höhe, Säulen auf Brüstungsmauern, oder von teilweise oder ganz geschlossenen Wänden umgeben waren.
Die sichtbaren Grundmauern der cella und die der Umfassungen des fanums sind antike Substanz, die die aufgehenden antiken Wände und/oder Pfeilerreihen getragen haben. Auf der Westwand der cella und der westlichen Galerie lagen etwa mittig die Eingangsportale, von denen jeweils zwei monolithische Steinblöcke im Fundamentbereich erhalten sind, die vermutlich besondere Portaleinfassungen getragen haben.
28 Jahre später stellte man fest, dass sich die Einfassung des antiken fanums auf der Nordseite sich jenseits der Kirche noch weiter erstrecken, so dass sie insgesamt in Nord-Süd-Richtung um etwa 43 Meter ausdehnt. Auffallend ist, das die Ost- und Westwand des Langhauses der Kirche exakt in Verlängerung der östlichen und westlichen Umfassung des fanums stehen. Das aber gibt Anlass zur Vermutung, dass höchstwahrscheinlich die Fundamente des ehemaligen fanums zur Gründung des Langhauses der Kirche wiederverwendet wurden.
Leider gibt es über die archäologischen Verhältnisse unter der Kirche und dem angebauten Pfarrhaus keine Informationen. So gibt es verschiedene Möglichkeiten zur Spekulation. Zunächst könnte man annehmen, dass sich an das einzige fanum nach Süden ein nicht überdachter und mit Mauern umschlossener Hof anschloss, auf dem sich die Gläubigen versammeln konnten. Eine zweite Variante wäre die eines zweiten fanums in der gemeinsamen Umfassung. Eine dritte wäre ein zweites, nahezu spiegelgleiches fanum in einer eigenen völlig getrennten Umfassung. In beiden letzten Fällen befänden sich die Überreste eines zweiten fanums unter der Kirche und dem Pfarrhaus.

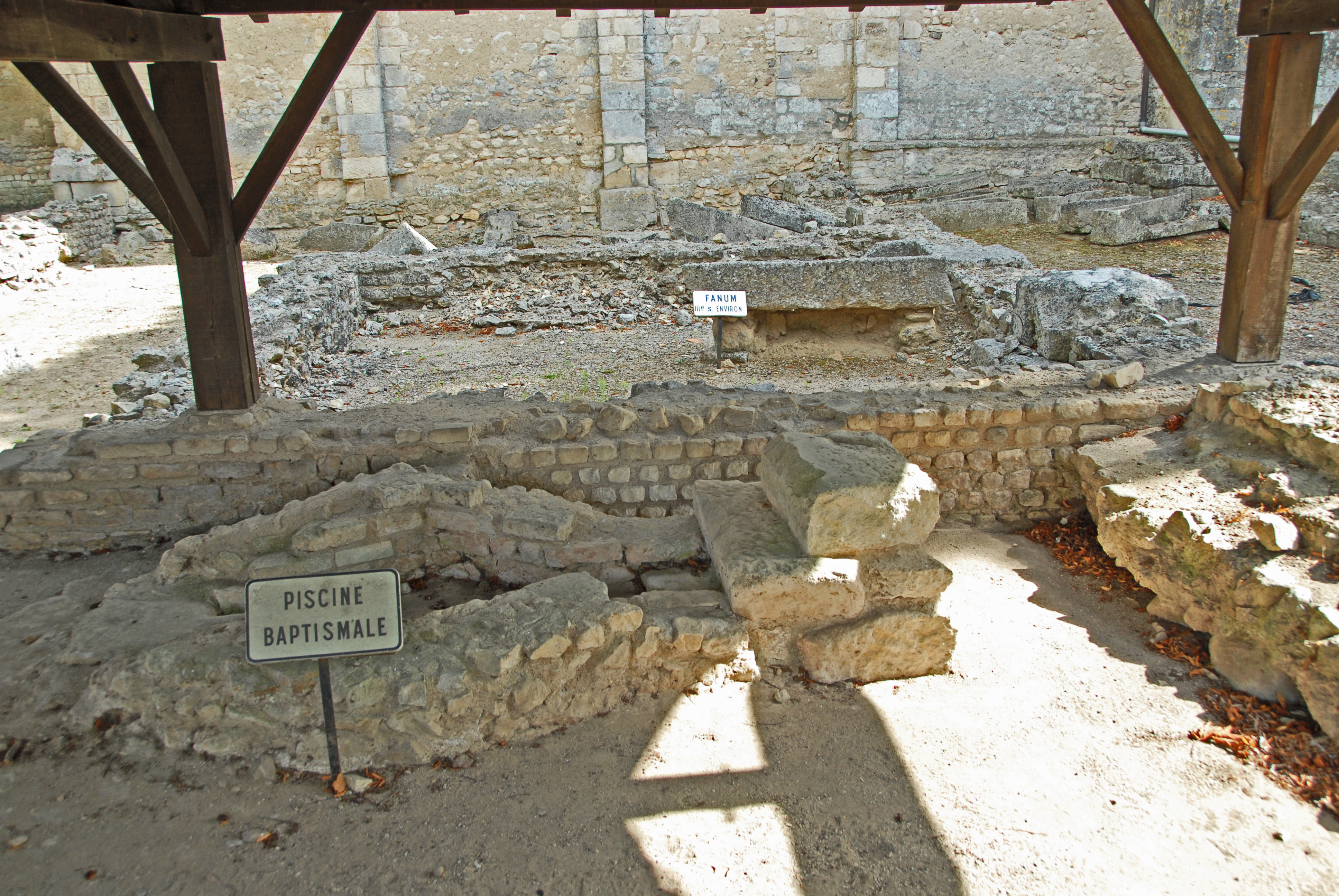
Baptisterium, Taufbecken im ehem. fanum, von N

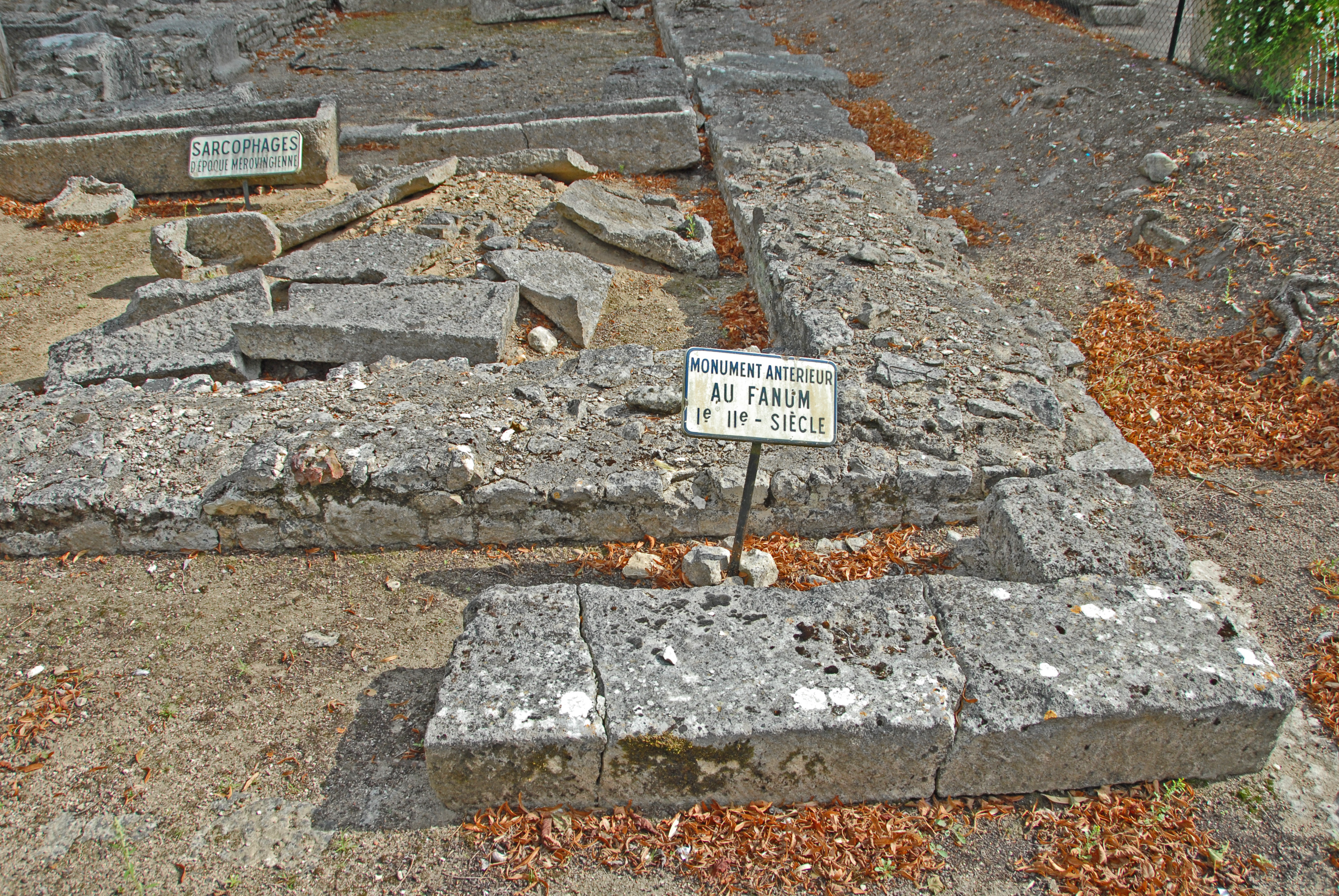
Eingangstreppe zum Baptisterium, im ehem. fanum, NW-Ecke

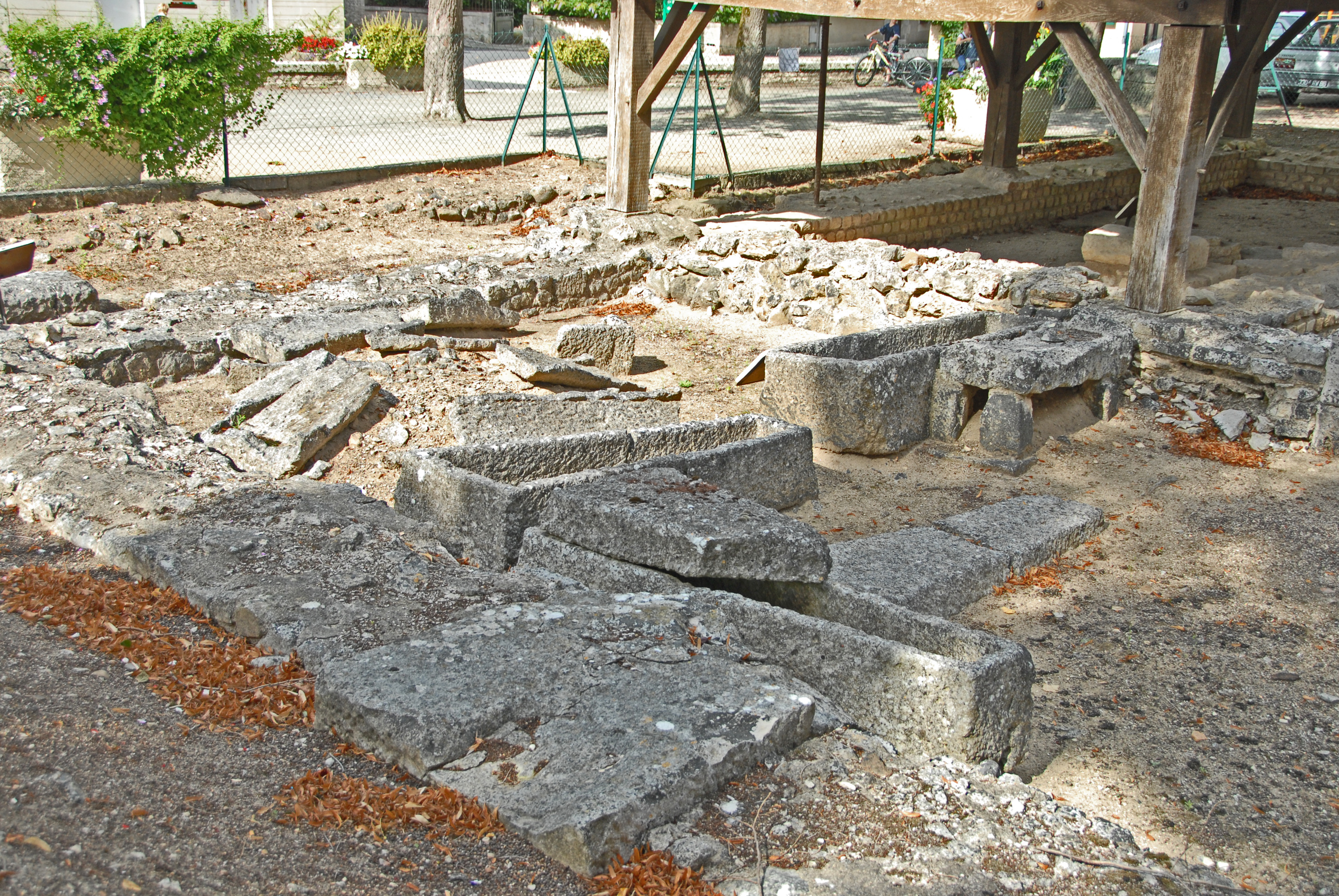
Baptisterium, NW-Ecke des ehem. fanums

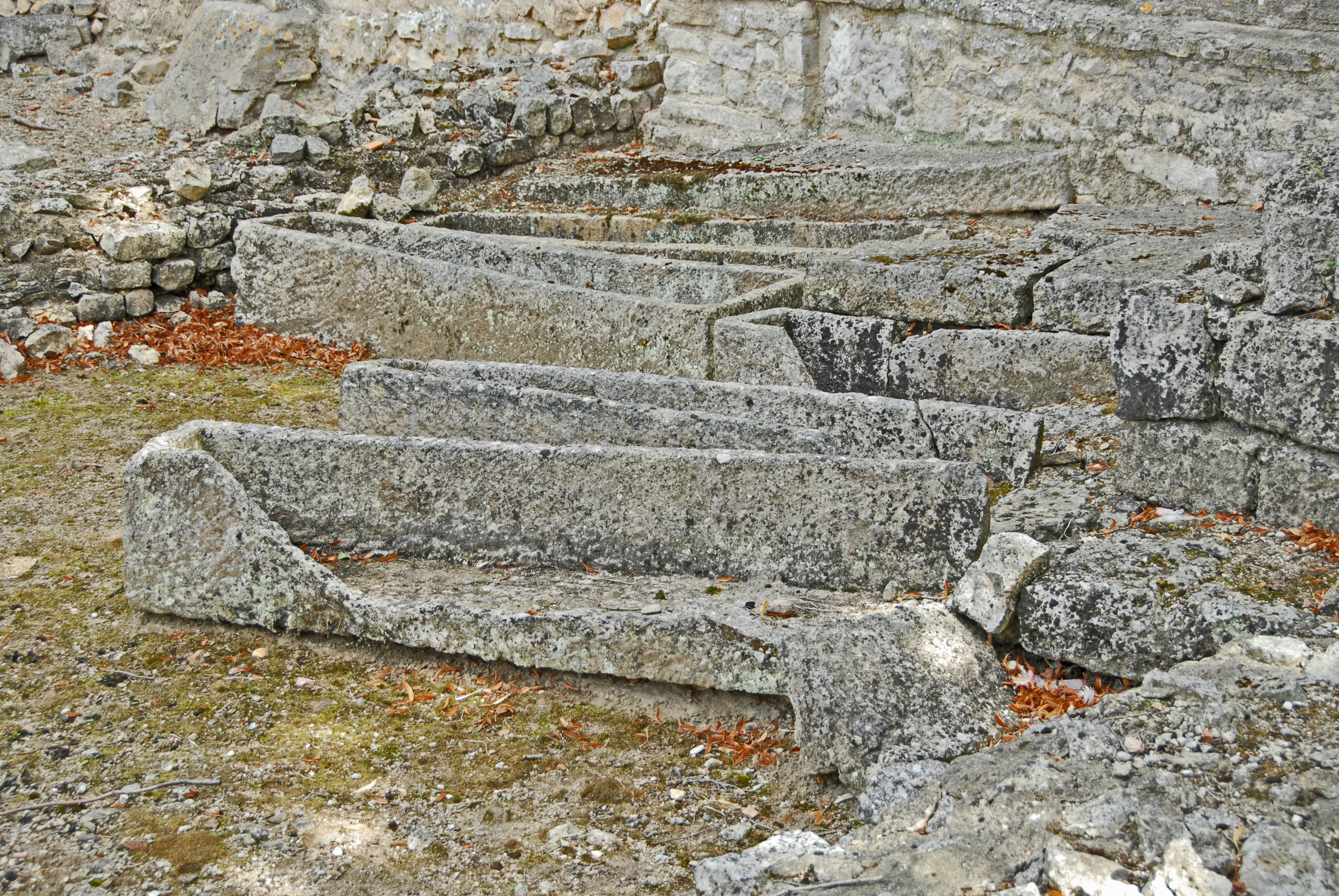
Civaux, Sarkophage im ehem. fanum

#### Merowingisches Baptisterium und Friedhof im gallo-römischen fanum
Das Niveau des römischen Betonfußbodens des fanums lag knapp unter dem heutigen Boden der Kirche. Während der merowingischen Epoche waren die Fußböden des antiken fanums weitgehend noch intakt, wie auch große Teile der aufgehenden Bauteile. Die heute im Bereich des ehemaligen fanums befindlichen Sarkophage gab es damals noch nicht. Die Außenwände der westlichen Galerie sind im Grundriss als in der merowingischen Epoche wieder hergerichtet gekennzeichnet.
Zu den frühesten Bauten der Merowinger zählt das im 3. Jahrhundert in den Boden der nördlichen Galerie eingelassene Taufbecken knapp neben der Wand der cella. Das Becken ist sechseckig, 1,75 Meter lang und 1,05 Meter breit und etwa 50 cm tief. An seinem West- und Ostende befanden sich zwei Treppen aus je drei monolithischen Stufen, über die die Person, die das Taufsakrament erhalten sollte, ein- und aussteigen konnte. Die westliche Treppe ist gänzlich erhalten. Ihre oberste Stufe markiert die Oberkante des antiken Fußbodens des fanums. Der Beckenboden war aus wasserdichtem Beton, die Wände aus kleinformatigen länglichen Blöcken, die mit wasserdichtem Mörtel nach römischer Art gemauert und mit ebensolchen Putz abgedichtet waren. Es gibt keinerlei Erkenntnisse darüber, wie das Becken mit Wasser gefüllt und von ihm geleert wurde. Die obersten Stufen liegen auf der Höhe des antiken Fußbodens.
Dem Bau des Beckens folgten einige Änderungen des Grundrisses des fanums. So wurden die vorgefundenen Räumlichkeiten in mehrere Räume aufgeteilt. In beidseitiger Verlängerung der westlichen Wand der cella wurden Querwände eingezogen, deren Grundmauern noch sichtbar sind (siehe Grundriss).
Die auf der Nordseite des fanums vorgelagerten Blocksteine mit L- förmigen Endstücken könnten Spuren einer breiten Treppe sein, die auf das Niveau des Fußbodens des merowingischen Baptisteriums hinauf führte.
Vom antiken Fußboden aus Beton sind keine sichtbaren Reste übrig geblieben. Er wurde im Frühmittelalter mit dem beginnenden Interesse an Bestattungen in Nähe der Kirche Zug um Zug entfernt.
Parallel dazu ging auch die Funktion des Baptisteriums im ehemaligen fanum zu Ende, die aufgehenden Bauteile wurden abgebrochen und sind wahrscheinlich wiederverwendet worden.